# Eilenburg

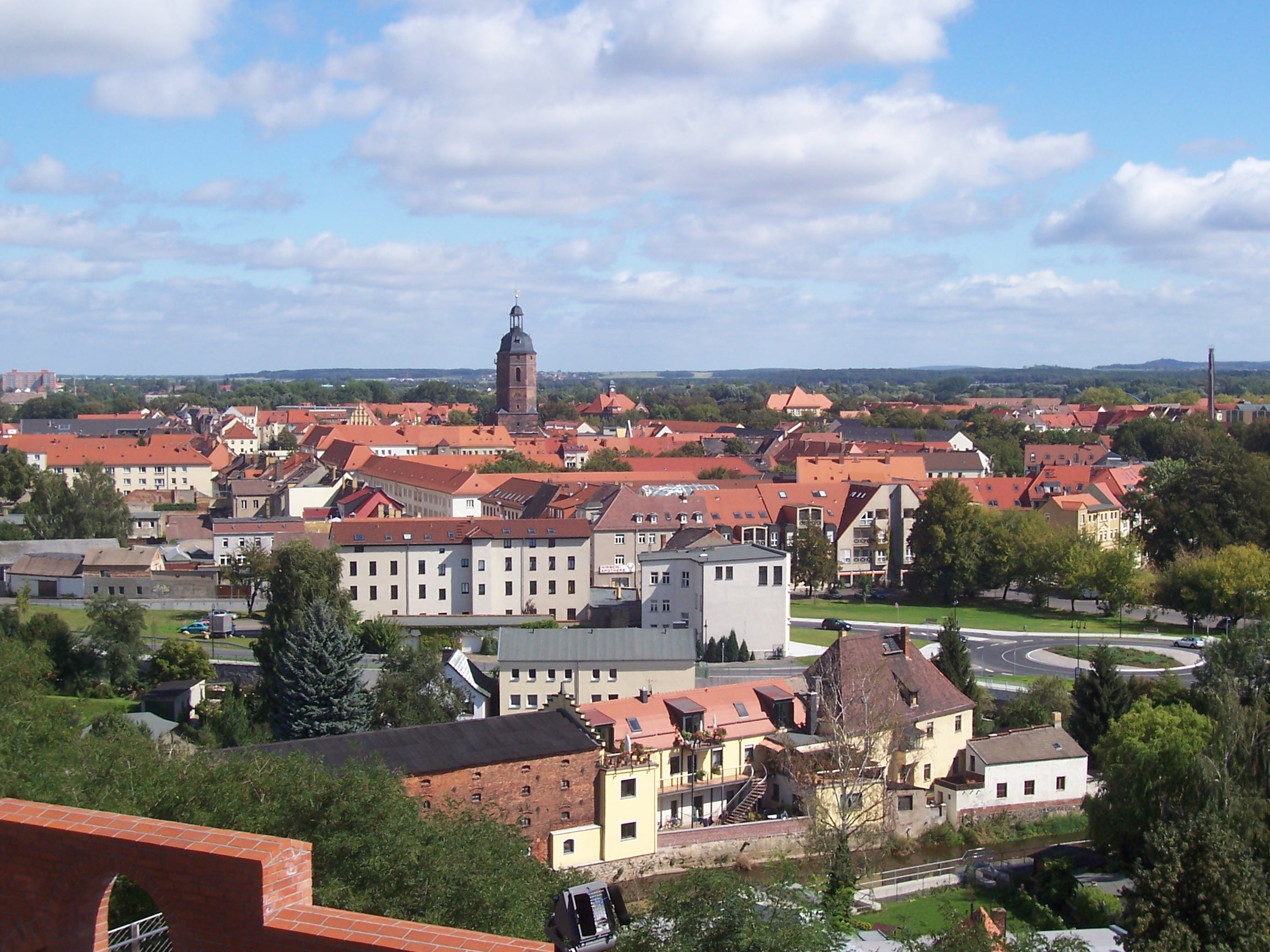
Stadtzentrum Eilenburgs vom Burgberg aus gesehen

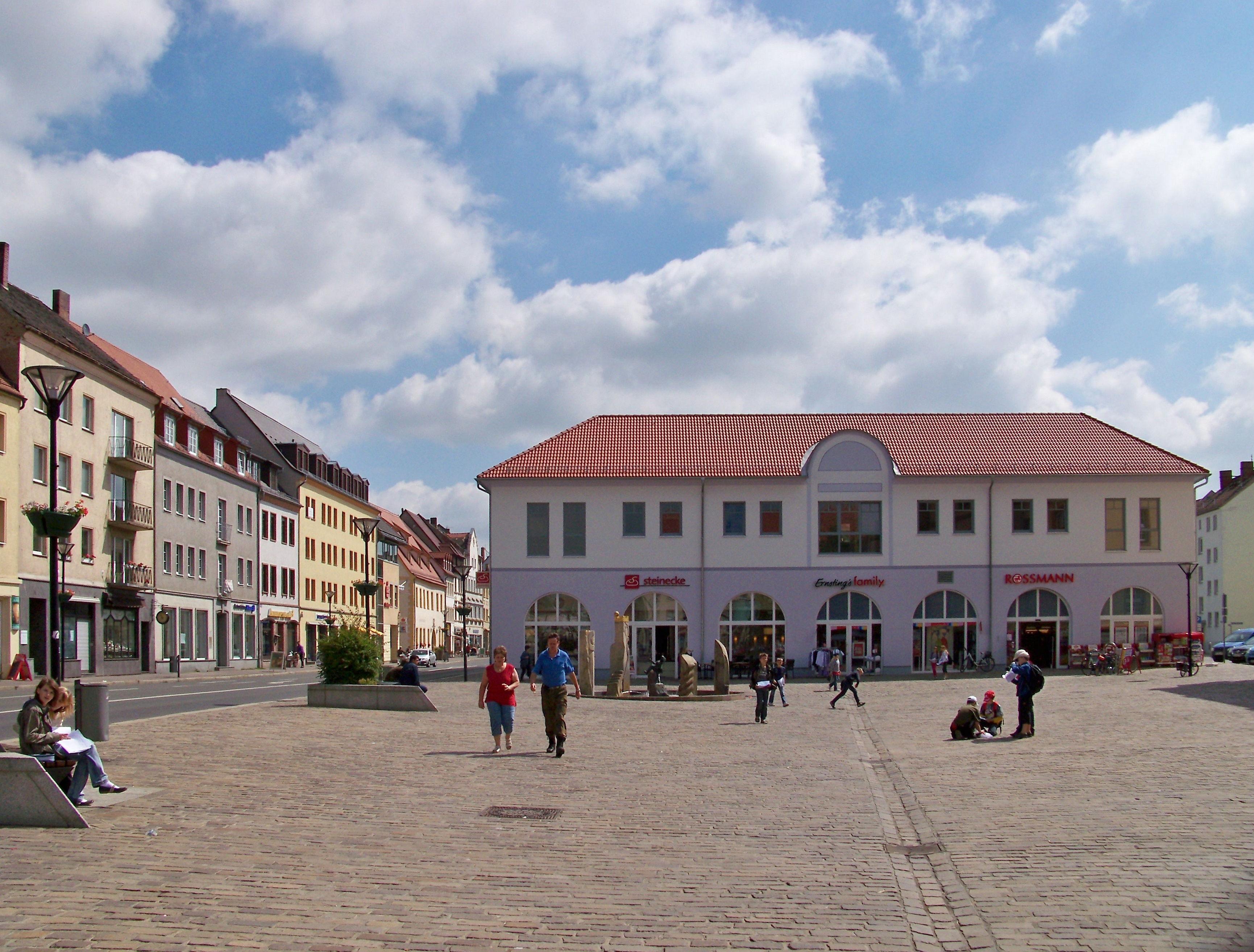
Marktplatz

Die Große Kreisstadt Eilenburg ist eine Stadt an der Mulde im Nordwesten von Sachsen am Rand der Dübener Heide, zirka 20 Kilometer nordöstlich der Universitäts- und Messestadt Leipzig. Die Stadt gehört zum Landkreis Nordsachsen und hat knapp 16.000 Einwohner; damit ist sie die viertgrößte Stadt im Kreis. Sie ist ein Mittelzentrum und gehört im weiteren Sinne zum Ballungsraum Leipzig-Halle, der Bestandteil der Metropolregion Mitteldeutschland ist.
Eilenburg ist mit zwei Bundesstraßen und einigen Bahnstrecken gut in das Straßen- und Schienennetz Sachsens und Mitteldeutschlands integriert.
Im Jahr 961 fand erstmals die „civitas Ilburg“ in einer Urkunde Ottos I. Erwähnung. Mit Friedrich I. von Wettin begann die Herrschaft der Wettiner über Stadt und Land. Die Burg Eilenburg gilt als Wiege Sachsens, da mit der Belehnung Heinrichs I. von Eilenburg mit der Mark Meißen im Jahr 1089 der sächsische Territorialstaat gegründet wurde. Im Schutze der auf einem Hochplateau errichteten Burg entstand um 1200 eine planmäßige Stadtanlage an der Via Regia. Im Dreißigjährigen Krieg drohte der Stadt 1639 die völlige Zerstörung durch die Schweden, was durch den Bittgottesdienst Martin Rinckarts verhindert werden konnte. Der Friede von Eilenburg beendete schließlich im April 1646 den Krieg für Sachsen. Durch die Bestimmung des Wiener Kongresses kam Eilenburg an Preußen und entwickelte sich zu einem bedeutenden Industriezentrum. Die dadurch befeuerten sozialen Spannungen führten zur Gründung der ersten Betriebsräte in Deutschland in der Fabrik von Carl Degenkolb. Der Arzt Anton Bernhardi und andere gründeten 1849 mit der Lebensmittelassociation die erste Konsumgenossenschaft und ein Jahr später mit dem Eilenburger Darlehnskassenverein die erste wirkliche Kreditgenossenschaft in Deutschland.
Im Zweiten Weltkrieg wurden etwa 90 Prozent der Stadt zerstört. Nach den Jahren des Wiederaufbaus stagnierte die Entwicklung in der Stadt. Der Mangel und die Umweltbelastung durch die Industrie veranlassten auch die Eilenburger Bürger im Herbst 1989 zu friedlichen Demonstrationen. Nach der Wende zerfiel die gewachsene Industriestruktur. Starke Abwanderung und eine niedrige Geburtenrate versetzten die Stadt in einen bis heute währenden Schrumpfungsprozess. Gleichzeitig konnte sich durch den Niedergang der Industrie der sanfte Tourismus entwickeln. Die Stadt, als „Muldestadt mit grünem Herzen“ vermarktet, ist heute Station nationaler und internationaler Fremdenverkehrsrouten.

## Geographie

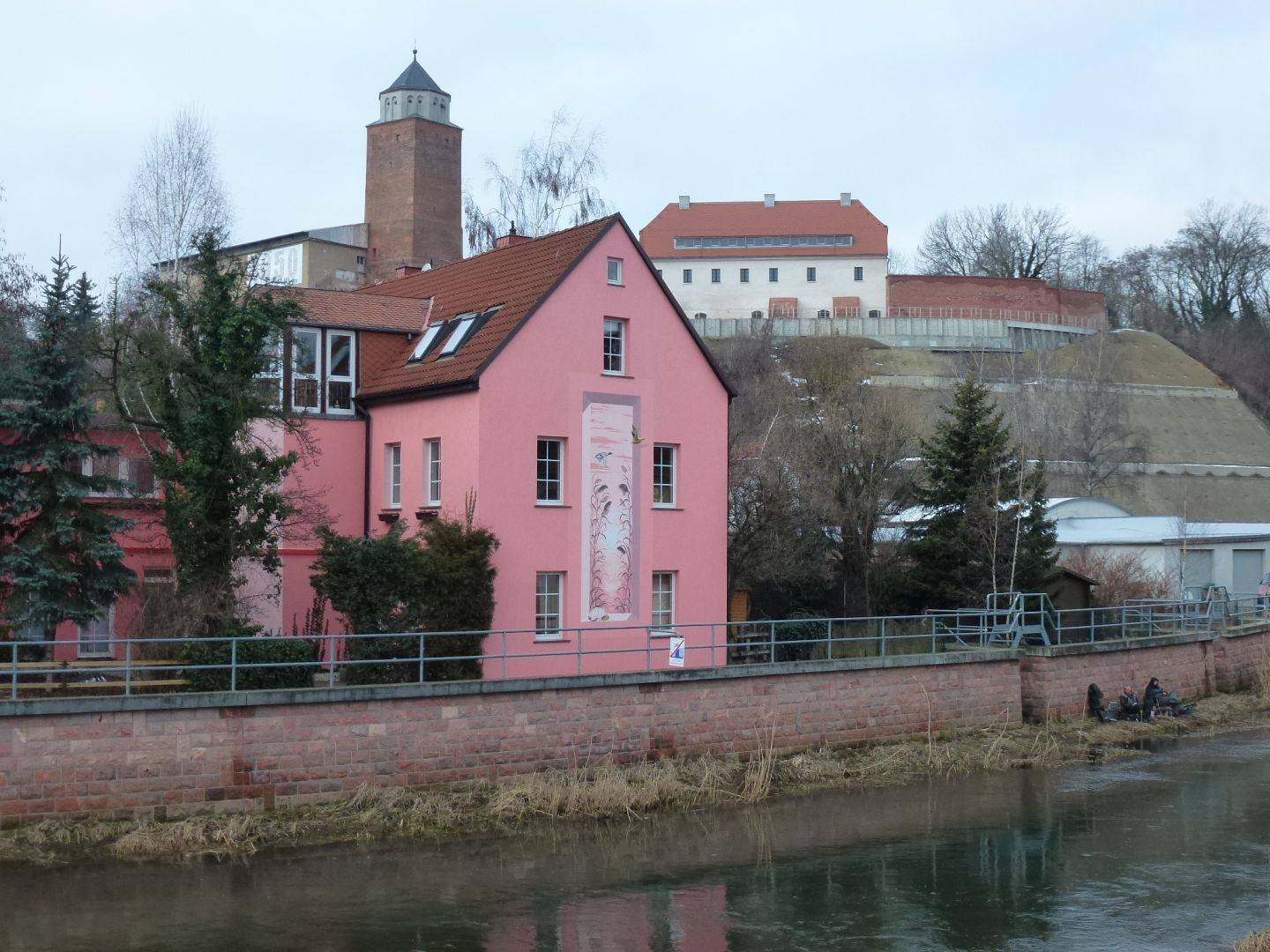
Mühlgraben und Burgberg in Eilenburg

### Geographische Lage
Eilenburg liegt im Flusstal der Mulde südlich der Dübener Heide am östlichen Rand der Leipziger Tieflandsbucht. Die Mulde fließt durch die Stadt und trennt den Stadtteil Ost vom übrigen Stadtgebiet ab. Nördlich und südlich der Stadt fließt sie als Wildfluss mit vielen Mäandern durch eine breite Flussaue. Zudem mündet in Eilenburg die Lossa, aus den Hohburger Bergen kommend, in die Mulde. Dadurch war Eilenburg im August 2002 von der Jahrhundertflut stark betroffen, als das gesamte Stadtzentrum überflutet wurde.
Die nächsten größeren Städte sind im Südwesten Leipzig (20 Kilometer entfernt) und Taucha (15), im Westen Delitzsch (21), im Norden Bad Düben (16), im Osten Torgau (27) und im Süden Wurzen (12).
Der Marktplatz als Mittelpunkt der Stadt liegt auf einer Höhe von 102 Metern über dem Meeresspiegel. Die höchsten Erhebungen der näheren Umgebung sind der Steinberg mit 155 Metern Höhe südlich von Pressen sowie der Philipsberg (133), der Golmesberg (158) und der Heidenberg (159) südwestlich von Wedelwitz.
An die Stadt Eilenburg grenzen sechs Gemeinden: im Norden Zschepplin, im Nordosten und Osten Doberschütz, das schon Teil des Naturparks Dübener Heide ist, im Südosten Thallwitz im Landkreis Leipzig, im Südwesten Jesewitz, im Westen Krostitz und im Nordwesten Schönwölkau im Gebiet des Kämmereiforstes.

### Geologie
Die Landschaft um Eilenburg ist durch eiszeitliche Endmoränen der Saaleeiszeit geprägt. Westlich bis südwestlich von Eilenburg beginnt das Landschaftsschutzgebiet Taucha-Eilenburger Endmoränenlandschaft mit einer Größe von 38,1 Quadratkilometern. Mehrmals drangen Inlandgletscher in den Raum Nordsachsen vor und ließen dabei mächtige Schotterdecken zurück. Diese wurden durch das Schmelzwasser teilweise wieder mitgeführt, in den Kaltphasen jedoch wieder durch lockeres Gesteinsmaterial aus den Mittelgebirgen aufgeschottert. Die damals abgelagerten Kiese und Sande werden heute östlich von Eilenburg abgebaut, so dass dort neue Seen entstehen. Der westliche Teil Eilenburgs liegt auf einer Schicht holozäner Lehme und Schotter.

### Stadtgliederung

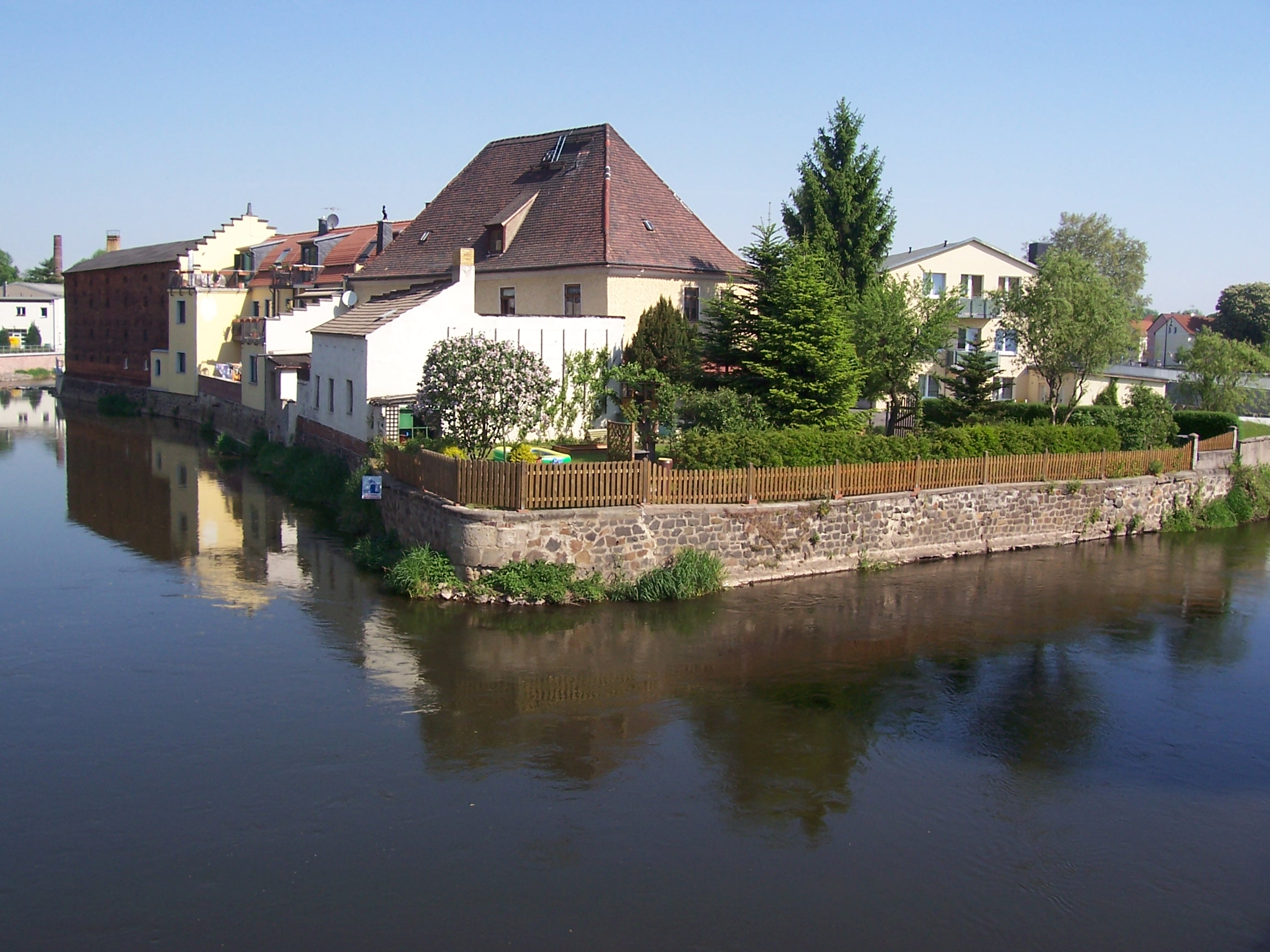
Mühlinsel auf der Grenze der Stadtteile Mitte und Berg

#### Stadtteile
Ausgehend von der Siedlungsstruktur und den geografischen Gegebenheiten lässt sich das Stadtgebiet in die Stadtteile Eilenburg-Berg im Westen, Eilenburg-Mitte und Eilenburg-Ost aufgliedern, wobei eine getrennte statistische Erfassung dieser durch die Stadtverwaltung nicht erfolgt. Die Stadtteile Berg und Mitte werden durch den künstlich angelegten Mühlgraben begrenzt, auch Gebiete am Fuß des Burgberges zählen zum Stadtteil Berg, zum Beispiel das Gebiet um das Ilburg-Stadion und um den Maxim-Gorki-Platz. Die so genannte Mühlinsel mit immerhin etwa 50 Einwohnern, die durch eine Teilung des Mühlgrabens auf der Grenze zwischen den Stadtteilen Mitte und Berg entsteht, wird üblicherweise zur Mitte gezählt. Die Mulde begrenzt die Stadtteile Mitte und Ost. Allein der Stadtteil Ost bot Wohnraum für rund 10.000 Menschen, dies entsprach etwa der Hälfte der Stadtbewohner. Seit Anfang der 1990er Jahre leidet dieser Stadtteil mit seinen ausgedehnten DDR-Altneubau- und Neubauvierteln unter einem starken Einwohnerrückgang und dem damit verbundenen Wohnungsrückbau. Im Gegensatz dazu haben die Stadtteile Mitte und Berg durch Sanierung der Altbausubstanz und Ausweisung neuer Wohnviertel für den Eigenheimbau an Attraktivität gewonnen und weisen eine weitgehend stabile Einwohnerzahl auf.
Historische Vorstädte Eilenburgs waren die Acht Gemeinden, von denen die meisten, bis auf Hainichen, im 19. Jahrhundert eingemeindet wurden. Sie haben folgende Namen: Torgauer Steinweg, Gassen-Gemeinde, Hinterstadt, Sand-Gemeinde, Zscheppelende, Leipziger Steinweg, Hainichen und Tal-Gemeinde.

#### Ortsteile

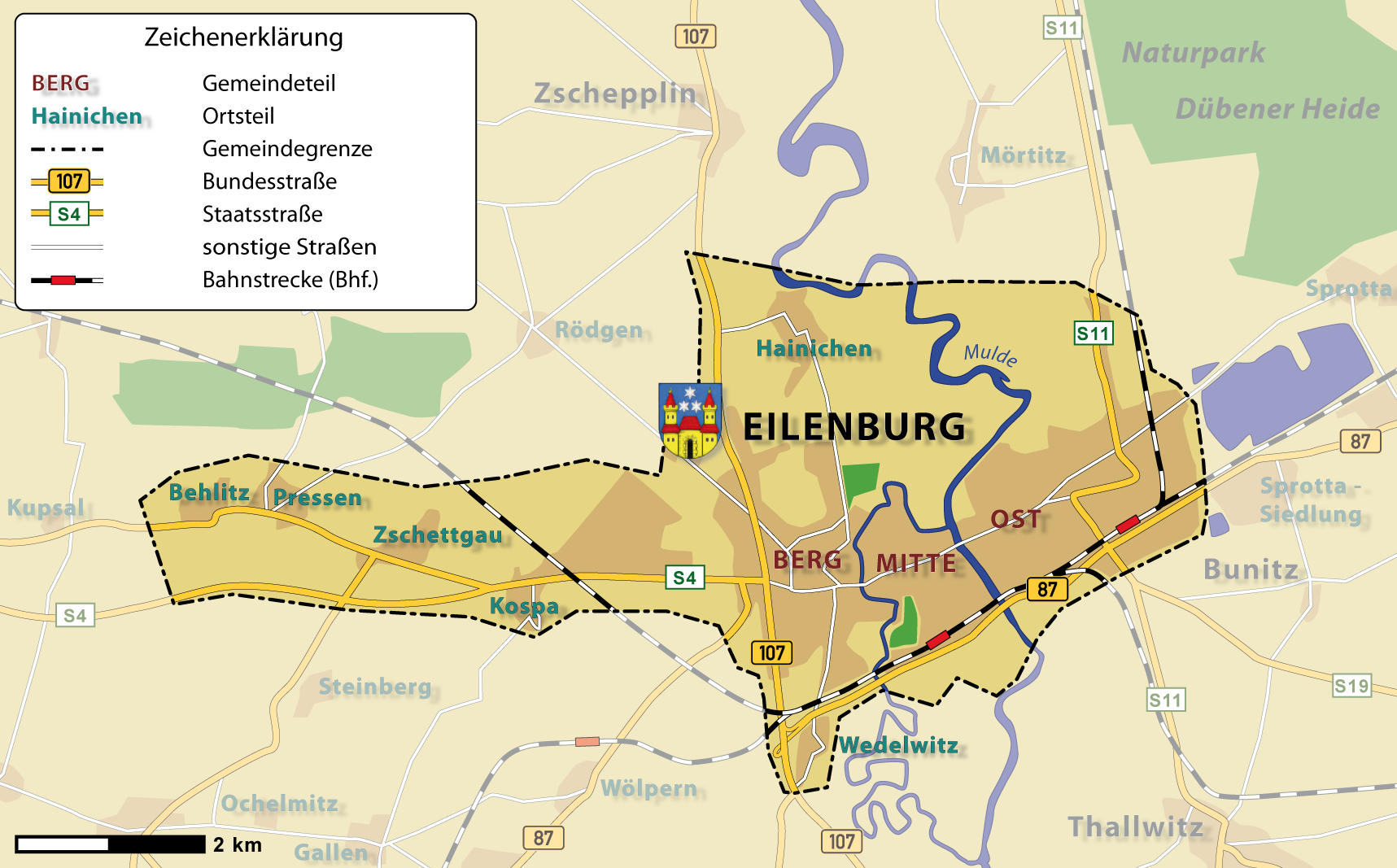
Übersichtskarte von Eilenburg

Zu Eilenburg gehört seit 1. Januar 1974 der Ort Hainichen, einige Kilometer nördlich vom Stadtteil Berg mit seinen heute etwa 250 Einwohnern. Der Ort liegt wie die Stadt auch an der Mulde. Ebenfalls am 1. Januar 1974 kam die Ortschaft Wedelwitz mit knapp 200 Einwohnern zur Stadt. Sie liegt am Bundesstraßenkreuz der B 87 und der B 107 südlich von Eilenburg-Berg, umgeben von einem Wasserschutzgebiet.
Seit 1997 erstreckt sich das Gemeindegebiet noch mehrere Kilometer weiter Richtung Westen, wo die vier Ortschaften der Gemeinde Kospa-Pressen eingegliedert wurden. Der westlichste Ortsteil Eilenburgs ist jetzt Behlitz mit etwas weniger als 200 Einwohnern. Weiter in Richtung Osten folgt der Ortsteil Pressen (216 Einwohner), der durch den Bahnhof Kämmereiforst an die Bahnstrecke Halle (Saale) – Eilenburg angeschlossen ist. Weiter Richtung Innenstadt folgt der mit 173 Einwohnern kleinste Ortsteil Zschettgau, wo sich das Begegnungszentrum Lebens(T)raum in Trägerschaft der Stadt befindet. Neben seiner Bedeutung als Kulturhaus dient es dem Ortschaftsrat als Tagungsstätte. Zschettgau ist der einzige Ortsteil, der nicht ausschließlich dörflich bebaut ist. Hier befindet sich eine kleine Altneubau-Siedlung, die für die Mitarbeiter der ehemaligen LPG gebaut wurde. An der Staatsstraße 4 liegt der größte Ortsteil Eilenburgs Kospa mit 250 Einwohnern.

## Geschichte

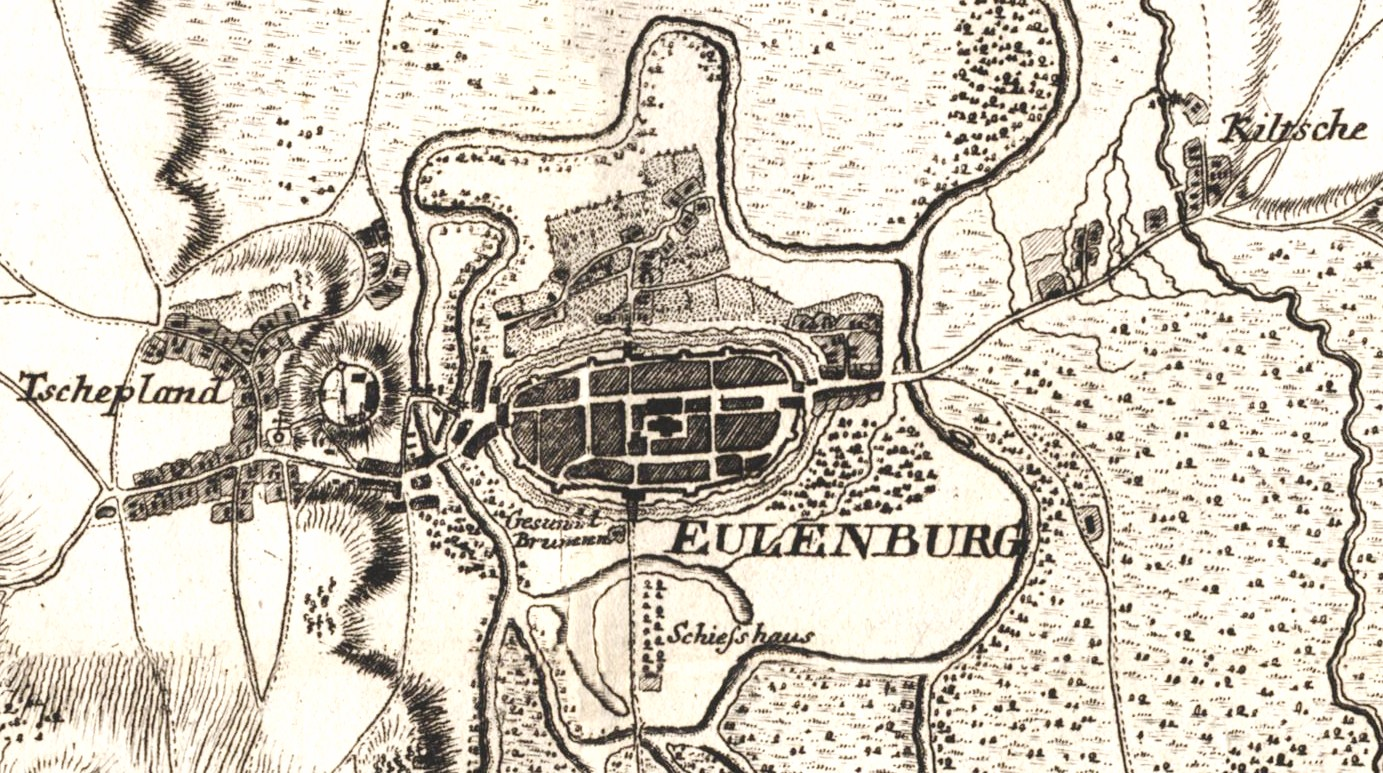
Eilenburg in einer Cabinetskarte um 1762 von Isaak Jacob von Petri, damals noch mit der Bezeichnung Eulenburg

### Herkunft des Stadtnamens
Der Name Eilenburg ist wie die meisten Ortsnamen der Region slawischen Ursprungs. Er leitet sich von der Burg Eilenburg ab, die erstmals im Jahr 961 als Ilburg erwähnt wurde. Nach dieser Burg tragen die Eulenburg (Adelsgeschlecht) ihren Herkunftsnamen. Er wurde im Laufe der Jahrhunderte vielmals abgewandelt überliefert (Hilburg, Ilburg, Hilburch, Ilburc, Ileborch, Ylenburg, Jilburg, Yllenburck, Eylburg, Eylenburg, Eylenberg, Eyleburg, Illeburg, Eilenburgk, Eulenburg, Eulenburgk) und erfuhr damit auch verschiedene Deutungen. Am wahrscheinlichsten ist es, dass Ilburg auf die slawische Bezeichnung il als Ort mit Lehm- oder Tonvorkommen (Jilow, Jilobor) zurückzuführen ist. Das an die Burg angrenzende Feld hatte einst die Bezeichnung Ilenfeld, der steile Bergabhang heißt auch heute noch Lehmberg. Durch Lautwandel wurde aus Ilburg der heutige Ortsname.

### Stadtgeschichte

#### Ur- und Frühgeschichte
Die ältesten Hinterlassenschaften der Menschen auf dem heutigen Stadtgebiet Eilenburgs reichen bis in die Altsteinzeit zurück. Überregionale Bedeutung in der Ur- und Frühgeschichtsforschung haben die magdalénienzeitlichen Fundplätze im benachbarten Groitzsch bei Eilenburg, rund 4 Kilometer südlich der Stadt, von den unter anderem eine kleine Tonschieferplatte mit beidseitigen eingravierten Pferdedarstellungen stammt. Beginnend mit der bandkeramischen Kultur gehörten die Hochterrassen der Mulde über mehrere Jahrtausende zu den bevorzugten Siedlungsgebieten in Mitteldeutschland. Erst in der Römischen Kaiser- und Völkerwanderungszeit brach die Besiedlung für einen längeren Zeitraum ab.

#### Mittelalter

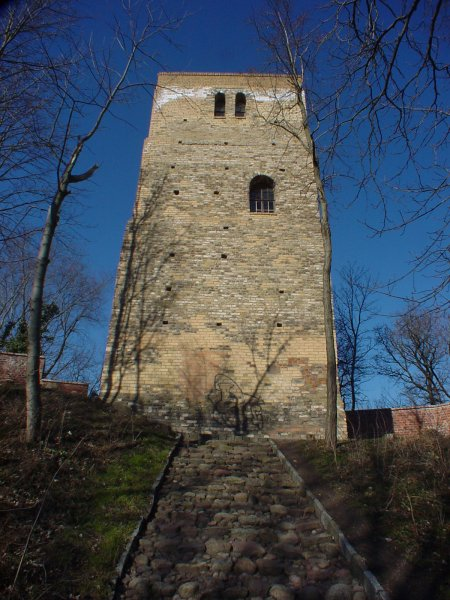
Spätromanischer Wohnturm aus Backstein, der sogenannte Sorbenturm (um 1200)

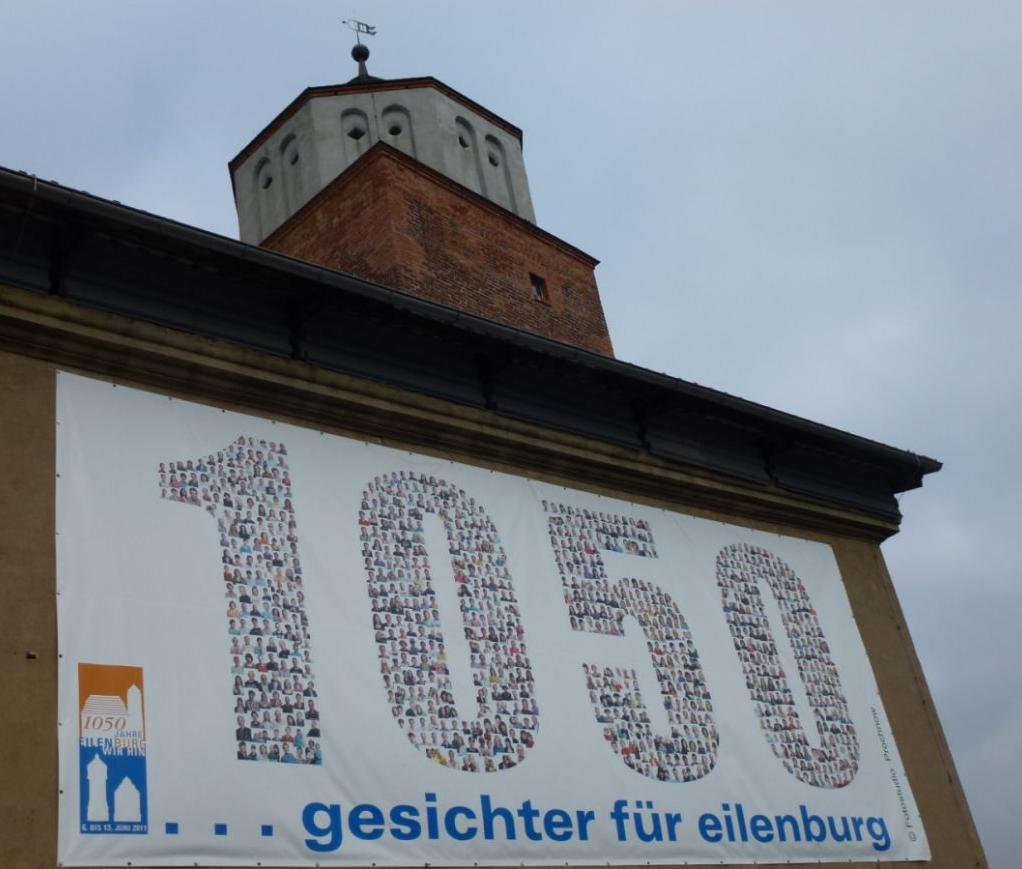
1050-Jahr-Feier der Burg

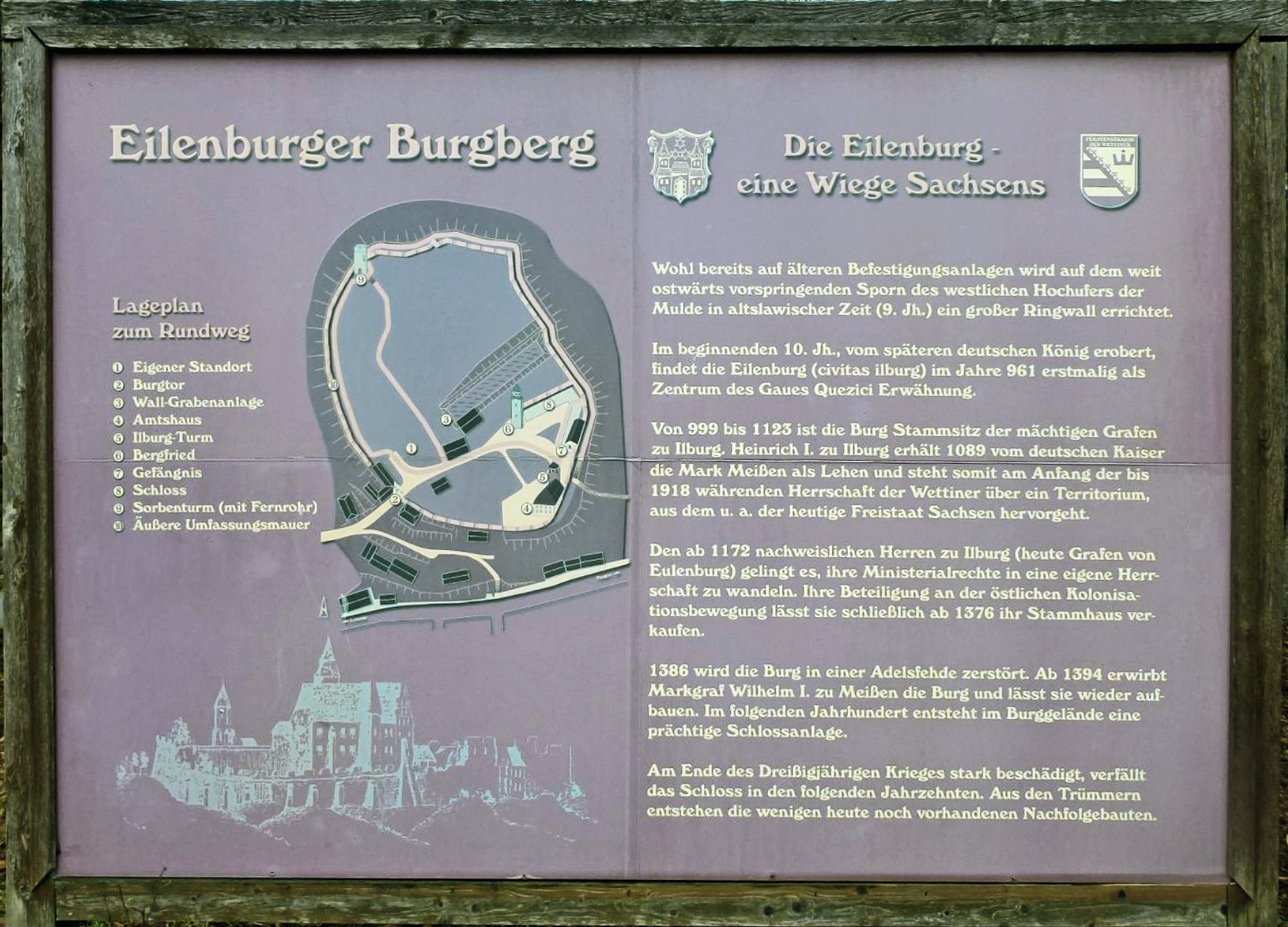
Informationstafel auf dem Burgberg

In den während der Völkerwanderungszeit weitgehend freigewordenen Gebieten zwischen Saale und Elbe mit einer Restbevölkerung meist germanischer Stämme siedelten sich ab dem späten 6. Jahrhundert slawische Bevölkerungsgruppen an, zunächst entlang der Elbe, im Verlauf des 7. und 8. Jahrhunderts auch entlang der Mulde. Eilenburg lag im Zentrum eines natürlich begrenzten, etwa 270 Quadratkilometer großen Siedlungsgebietes an der mittleren Mulde, in dem etwa 100 kleinere weilerartige Siedlungen entstanden. Dessen Bewohner bezeichneten sich vermutlich als Siusli. Die Slawen zwischen Saale und Mulde gehörten spätestens Ende des 8. Jahrhunderts zu dem Stammesverband der Sorben (lat. sorabi sclavi). Vermutlich im 9. Jahrhundert errichteten sie die Burg Eilenburg, eine ringartige Burganlage als Fliehburg auf einer kuppenartig ausgebildeten Randhöhe des Muldentales, die ein etwa 220 mal 150 Meter großes Plateau umfasste. Reste dieser Befestigung bilden die bis zu zehn Meter hohen Erdwälle auf dem Burgberg. Mit der Eingliederung der Gebiete zwischen Saale und Elbe unter den Königen Heinrich I. und Otto I. in das Ostfrankenreich wurde die Burg Mittelpunkt eines Burgwardes und damit Zentrum einer Grundherrschaft in der Region, zu der auch eine dem heiligen Petrus geweihte Kirche gehörte.
In einer Urkunde Ottos I. vom 29. Juli 961 wird erstmals eine civitas Ilburg im Gebiet Suisile genannt. Im Jahr 1000 befand sich der ursprünglich direkt dem König unterstehende Burgward, d. h. das gesamte Gebiet mit der Burg Eilenburg im Zentrum, in der Grafschaft des Grafen Friedrich I. aus dem Geschlecht der Wettiner. Auch nach seinem Tode blieben der pagus Siusili und damit auch Eilenburg in der Hand der Wettiner, die bis zu ihrer Abdankung als Könige von Sachsen infolge der Novemberrevolution in Deutschland im Jahr 1918 über Burg, Stadt und Umland verfügten.
Wie auch in anderen Burgen im Gebiet der Mulde wie etwa Wurzen oder Rochlitz dürfte sich bereits im 11. Jahrhundert eine Kaufleutesiedlung im Vorfeld der Burg entwickelt haben, die die Wurzel der späteren Stadt bildete. In einer am 30. April 1161 ausgestellten Urkunde wird erstmals eine parrochia in Ilburch, eine Pfarrei genannt. Am Ende des 12. und zu Beginn des 13. Jahrhunderts erlebte die Burg einen repräsentativen Ausbau mit einer Ringmauer und mindestens zwei Türmen aus Backstein. Der sogenannte Sorbenturm (um 1200) und der Südwestturm der Burg (nach 1230) waren Wohntürme, die der Burgmannenbesatzung der wichtigen wettinischen Burg als Sitz gedient haben dürften.
Ebenfalls in den Jahrzehnten um 1200 entstand auf dem zur Mulde hin gelegenen Terrain östlich der Burg eine planmäßige ovale Stadtanlage von 600 Metern Länge und 300 Metern Breite mit gitterförmigem Straßennetz.
Einen weiteren Aufstieg erlebte die Stadt in der zweiten Hälfte des 14. Jahrhunderts unter Markgraf Wilhelm I.

#### Neuzeit
Anfang des 16. Jahrhunderts erreichte die einsetzende Reformationsbewegung Eilenburg. So hielt sich auch Martin Luther insgesamt siebenmal in der Stadt auf und bezeichnete sie als „gesegnete Schmalzgrube“.
Der Dreißigjährige Krieg hinterließ auch in Eilenburg Spuren. Blieb die Stadt zunächst von Kampfhandlungen verschont, musste man dennoch die katastrophalen wirtschaftlichen Auswirkungen des Krieges hinnehmen. Ab dem Jahr 1631 wurde die Stadt direkt in den Krieg einbezogen. 1632 wurde der Schwedenkönig Gustav II. Adolf im Gasthof „Zum Roten Hirsch“ aufgebahrt, nachdem er in der Schlacht bei Lützen am 16. November 1632 gefallen war. 1639 wurde Eilenburg von Georg von Derfflingers Truppen eingenommen. 1646 begannen in Eilenburg weitere Friedensverhandlungen zwischen Sachsen und Schweden, um den auslaufenden Waffenstillstand von Kötzschenbroda bis zu einem allgemeinen Friedensschluss (Westfälischer Friede) zu verlängern. Der im April 1646 geschlossene Friede von Eilenburg bedeutete für Kursachsen das Ende des Dreißigjährigen Krieges. In der Folge erholte sich die Stadt wieder.

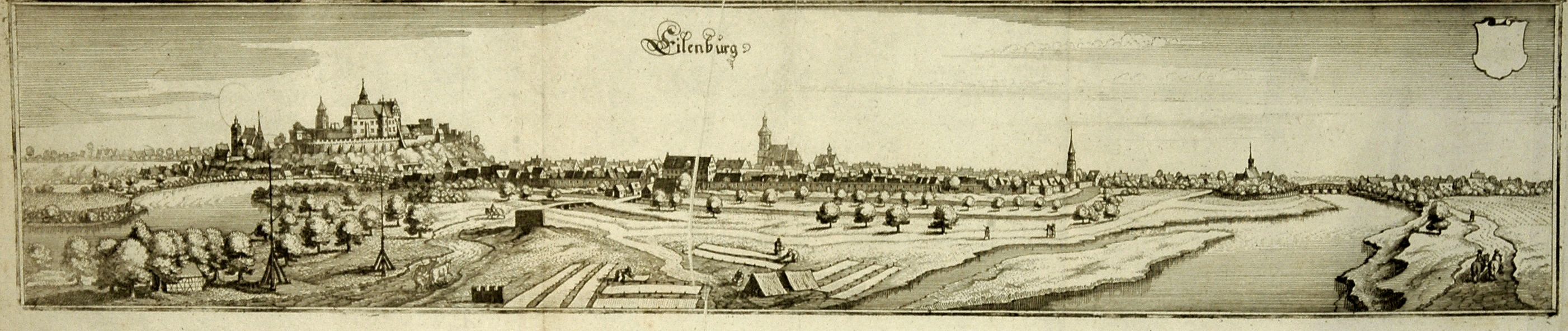
Stadtansicht Eilenburgs um 1650 von Matthäus Merian

Karte von Eilenburg (um 1750)

Der langsam einsetzenden wirtschaftlichen Besserung wurde durch den Siebenjährigen Krieg ein jähes Ende gesetzt. So gut wie jeder Eilenburger Mann wurde zum Kriegsdienst herangezogen. Die Stadt wurde abwechselnd von den Österreichern und Preußen besetzt. Mit dem Ende des Krieges war Eilenburg wiederum eine verarmte und ausgeplünderte Stadt. Ende des 18. Jahrhunderts stagnierte die Wirtschaft. Durch den Wegfall der Einnahmen durch Straßenmandate, nach deren Bestimmung der Handelsverkehr die Stadt passierte, war Eilenburg eine unbedeutende Landstadt geworden.
Die Französische Revolution sorgte zwar für einen leichten wirtschaftlichen Aufschwung, der jedoch durch die von 1806 bis 1813 währende Herrschaft der Franzosen neutralisiert wurde. Während der Koalitionskriege bezog Napoleon 1813 kurz vor der Völkerschlacht bei Leipzig in Eilenburg Quartier und nahm vor Kültzschau, dem heutigen Eilenburg-Ost, die letzte Heerschau seiner verbündeten sächsischen Truppen ab. Nach der Niederlage Napoleons gehörte Eilenburg und das Amt Eilenburg zu dem Gebiet, das Sachsen nach den Bestimmungen des Wiener Kongresses 1816 an Preußen abtreten musste. Durch die Zugehörigkeit zu dem infolge der Preußischen Reformen überaus modernen Staat wurde der Übergang Eilenburgs von einer Land- zur Industriestadt maßgeblich vorangetrieben.

Tafel am ehemaligen Gasthof Zur Rose: „Hier entstand am 12.7.1850 die Lebensmittel-Association zu Eilenburg als erste Verbraucher-genossenschaft Deutschlands.“

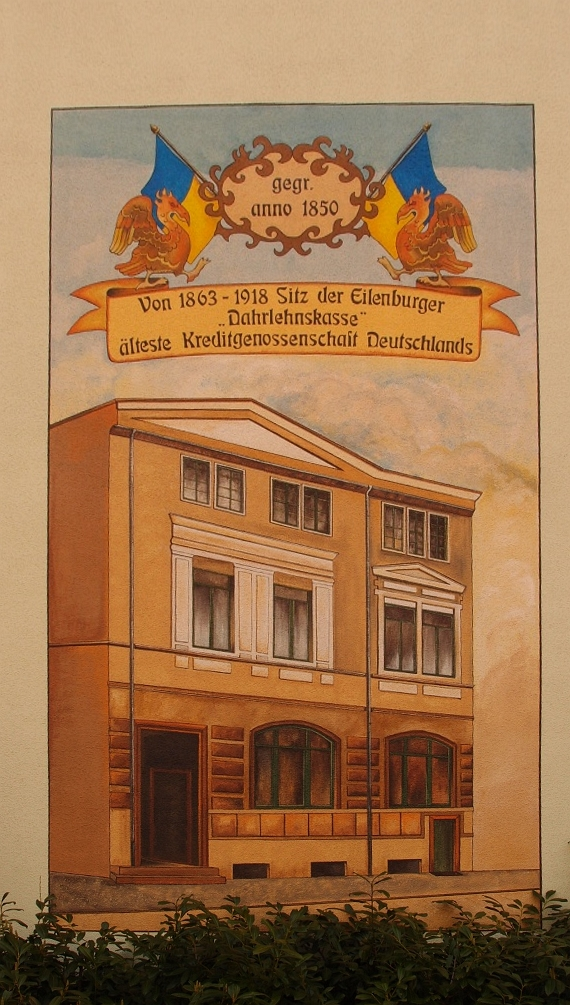
Wandmalerei am Nikolaiplatz: Eilenburger Darlehenskasse, die älteste Kreditgenossenschaft Deutschlands, 1850 gegründet

Consum-Verein-Eilenburg, gegründet um 1850

Durch die Gründung zahlreicher Textilmanufakturen in den Vorstädten wurde Eilenburg zu einem bedeutenden Zentrum der preußischen Textilproduktion. Der Aufstieg zu einer wichtigen Industriestadt ging vor allem vom nahen Sachsen aus. Sächsische Industrielle ließen sich in Eilenburg nieder, um einen zollfreien Zugang zum preußischen Markt zu erhalten. Die einsetzende Landflucht ließ die Einwohnerzahl Eilenburgs sprunghaft ansteigen. Die aus der Industrialisierung und dem damit verbundenen enormen Bevölkerungswachstum resultierenden sozialen Spannungen förderten eine starke Arbeiterbewegung, deren Zentrum die Stadt wurde. So wurde 1849 der Krankenkassenunterstützungsverein, 1850 die Eilenburger Lebensmittelassociation (Konsumgenossenschaft Sachsen Nord) als erste Lebensmittelgenossenschaft Deutschlands sowie der Darlehnskassenverein, die erste Kreditgenossenschaft in Deutschland, gegründet. Der Eilenburger Kattundruckereibesitzer Carl Degenkolb, Mitglied der Frankfurter Nationalversammlung, richtete in seiner Fabrik freiwillig die ersten Betriebsräte in Deutschland ein.
Mit der Konzessionsurkunde für die Halle-Sorau-Gubener Eisenbahngesellschaft erhielt die Stadt Ende des 19. Jahrhunderts den ersten Eisenbahnanschluss. Am 30. Juni 1872 wurde die Strecke Halle–Eilenburg–Falkenberg eröffnet, am 1. November 1874 die Strecke Eilenburg–Leipzig. Mit dem Anschluss an das Gleisnetz und dem damit verbundenen Zugang zu den Braunkohlerevieren entwickelte sich die Eilenburger Wirtschaft weiter. Es siedelte sich vor allem chemische und Holz und Metall verarbeitende Industrie an. Mit der Ansiedlung der Leipziger Firma Mey & Co., der späteren Deutschen Celluloid-Fabrik, ließ sich ein Unternehmen in der Stadt nieder, welches die Stadt für über einhundert Jahre prägte. Mit der 1904 gegründeten Pianofortefabrik der Gebrüder Zimmermann war Eilenburg Hauptstandort des größten Klavierherstellers in Europa.
Während des Ersten Weltkrieges wurden hunderte Eilenburger zum Kriegsdienst eingezogen. Auf dem Eilenburger Bahnhof soll am 21. Oktober 1917 der spätere Präsident der DDR Wilhelm Pieck einem Militärtransport entkommen sein. Insgesamt hat der Erste Weltkrieg 800 Eilenburgern das Leben gekostet.
In den Anfängen der Nazidiktatur war Eilenburg eine Hochburg der Kommunistischen Partei Deutschlands (KPD). Der Einfluss reichte so weit, dass es Absprachen zwischen Mitgliedern der SA und Kommunisten gab. Dies sei „Ausdruck der Unzufriedenheit enttäuschter kleinbürgerlicher Nazianhänger“. Später richtete die Gestapo ihre Aufmerksamkeit besonders auf Eilenburg. Etwa zwei Wochen vor dem Ende des Zweiten Weltkrieges wurde die Stadt nahezu vollständig zerstört. Am 17. April 1945 wurde in Eilenburg Panzeralarm gegeben, die Stadt zur Festung erklärt und Verteidigung bis zum Äußersten befohlen. Drei Tage und drei Nächte lag die Stadt unter schwerem Artillerie-Beschuss, bei dem ein Großteil der Bausubstanz der Stadt zerstört wurde. Zweihundert Menschenleben forderte die sinnlose Verteidigung, 90 Prozent des Stadtzentrums (65 % aller Gebäude der Stadt) wurden zerstört, während die amerikanischen Verbände kaum Verluste erlitten. Eilenburg war eine der am schwersten zerstörten Städte in Deutschland.

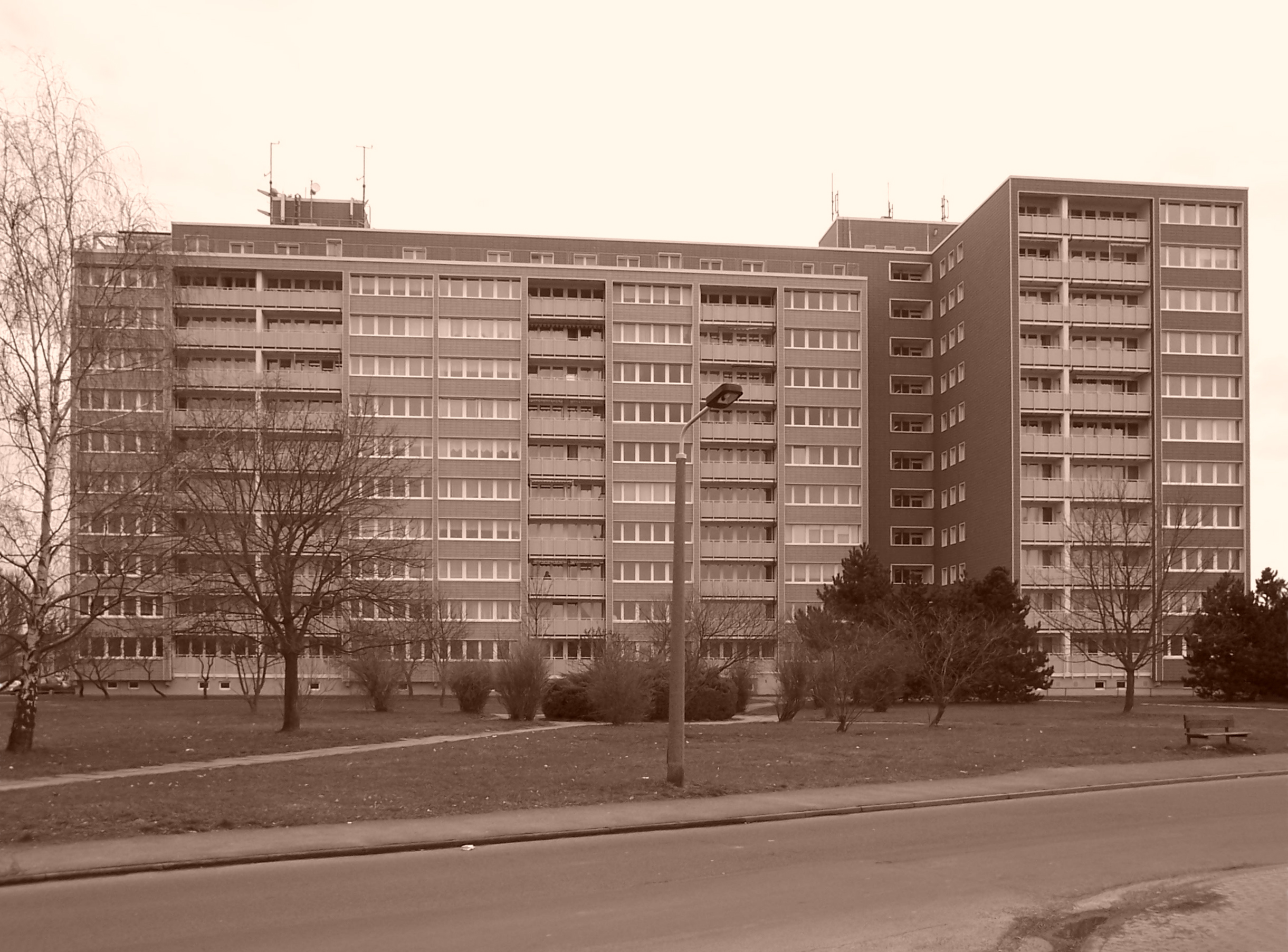
Hochhaus in Eilenburg-Ost

1947 kehrten 237 Eilenburger aus der Kriegsgefangenschaft zurück. Drei Jahre später war Eilenburg Schauplatz der ersten großen Veranstaltung nach dem Krieg. In der Stadt wurde das einhundertjährige Jubiläum der ersten deutschen Konsumgenossenschaft gefeiert. Das Stadtzentrum wurde in den 1950er Jahren wieder aufgebaut.
Mit der Verwaltungsreform von 1952 in der DDR wurde die Stadt Sitz des neu gebildeten Kreises Eilenburg. Vor allem in Eilenburg-Ost entstanden seit Anfang der 1960er Jahre einige Neubaugebiete. In den 1970er Jahren wurde zudem das elfgeschossige Eilenburger Hochhaus in dem damals neuen Tunnelschalverfahren errichtet. 1989 zeigte sich auch in Eilenburg die Umbruchstimmung durch friedliche Demonstrationen, an denen bis zu siebentausend Personen teilnahmen.
Nach der Wiedervereinigung kam für viele Traditionsunternehmen das wirtschaftliche Aus; auch reduzierten die verbliebenen Arbeitgeber teilweise drastisch ihre Belegschaft. Die weggefallenen Arbeitsplätze konnten durch Neuansiedlungen auf neu geschaffenen Industriegebieten außerhalb der Stadt, wie zum Beispiel der Stora Enso, nur teilweise kompensiert werden. 1994 wurde der Landkreis Eilenburg im Zuge der Kreisgebietsreform dem Altkreis Delitzsch eingegliedert und die Stadt verlor den Kreissitz. Im Gegenzug erhielt Eilenburg 1997 den kommunalrechtlichen Status Große Kreisstadt.
Vom Jahrhunderthochwasser im Sommer 2002 wurde auch Eilenburg durch Überschwemmungen der Mulde stark getroffen. Der Schaden belief sich allein im Zentrum auf rund 135 Millionen Euro.
Der nach der Flut intensivierte Bau von Hochwasserschutzanlagen wurde am 19. September 2008 nach Investitionen in Höhe von 35 Millionen Euro offiziell beendet. Eilenburg ist die erste komplett hochwassergeschützte Stadt in Sachsen. Der Hochwasserschutz hat sich beim starken Muldehochwasser im Juni 2013 bewährt.
Mit der zweiten sächsischen Kreisreform nach 1990, die am 1. August 2008 in Kraft trat, gehört Eilenburg zum neugebildeten Landkreis Nordsachsen und ist einer von vier Kreisverwaltungsstandorten.

### Religionen
In Eilenburg gibt es ausschließlich christliche Kirchengemeinden. Diese sind:
- die Evangelische Kirchengemeinde Martin Rinckart Eilenburg. Hierzu gehören die Bergkirche Sankt Marien sowie die Stadtkirche Sankt Nikolai.
- eine Filiale der katholischen Pfarrei St. Klara aus Delitzsch; das Gotteshaus ist die Kirche St. Franz Xaver.
- die Evangelisch-Freikirchliche Gemeinde Eilenburg; Gotteshaus ist die 2006 erbaute Friedenskirche.
- die Kirche Jesu Christi der Heiligen der letzten Tage

Die neuapostolische Gemeinde bestand in Eilenburg von 1929 bis 2021, danach war Eilenburg bis zum letzten Gottesdienst am 9. Januar 2022 „Station“ der Gemeinde Taucha.

### Eingemeindungen
Das frühere Stadtgebiet Eilenburgs erstreckte sich lediglich vom heutigen Nordring bis zum Dr.-Külz-Ring beziehungsweise der Wallstraße, wo sich die Stadtmauern befanden. Als die Industrialisierung Mitte des 19. Jahrhunderts einsetzte, wurden zunächst die Stadtmauern niedergerissen und dann die Eilenburger Vorstadtgemeinden, in denen sich bereits zahlreiche Fabriken angesiedelt hatten, eingegliedert. Im Jahr 1856 kamen die Gemeinden Torgauer Steinweg, Hinterstadt, Sand-Gemeinde, Leipziger Steinweg, Zscheppelende und Tal-Gemeinde ein. 1859 folgte Hintersteinweg und am 2. August 1864 Kültzschau, der Kern des heutigen Eilenburg-Ost. Die neuen Stadtteile wuchsen in kurzer Zeit mit dem historischen Stadtgebiet zusammen. Am 1. Januar 1974 erfolgte die Eingemeindung von Wedelwitz und Hainichen südwestlich von Eilenburg und am 1. Januar 1997 die Gemeinde Kospa-Pressen mit vier Ortsteilen.

### Einwohnerentwicklung

Einwohnerentwicklung von Eilenburg von 1400 bis 2017

Eilenburg zählte 1806 als Landstadt nur etwas mehr als 2000 Einwohner. Die einsetzende Industrialisierung und die durch den Wiener Kongress 1815 bestimmte Zugehörigkeit zu Preußen sorgten für die Verdoppelung der Einwohnerzahl bis zum Jahr 1816. Die Wirtschaft wuchs in den kommenden Jahrzehnten kontinuierlich weiter, so dass sich die Zahl der Einwohner bis 1871 nochmals verdoppelte. Der Erste Weltkrieg bedeutete für Eilenburg keinen Einbruch der Bevölkerungszahl – sie wuchs in der Zeit der Weimarer Republik und bis zum Ausbruch des Zweiten Weltkriegs bis auf über 20.000. Der Zustrom von Flüchtlingen und Heimatvertriebenen der Ostgebiete des Deutschen Reiches am Ende des Zweiten Weltkrieges und die Vertreibung der Deutschen aus der Tschechoslowakei ließ die Einwohnerzahl kurzzeitig auf schätzungsweise 30.000 steigen; durch die verheerende Zerstörung der Stadt im April 1945 verringerte sich die Zahl wieder stark, letztendlich verlor die Stadt gegenüber dem Vorkriegsniveau 2000 Einwohner. Während der Zeit der DDR wuchs die Stadt und somit die Einwohnerzahl wieder. Ihren historischen Höchststand erreicht sie 1986 mit knapp 22.000 Einwohnern.
Mit der Wende und dem Niedergang der Industrie wurde diese Entwicklung umgekehrt. Die Bevölkerungsentwicklung war zwischen 1990 und 2008 mit über zwölf Prozent rückläufig, wobei sich in den ersten Jahren nach der Wende die Einwohnerzahl um bis zu 2,4 Prozent p. a. verringerte. Ab 1999 ist eine leichte Abschwächung der Schrumpfung zu beobachten – die Verringerung lag bei jährlich bis zu 1,3 Prozent, wobei 2002, aufgrund des schweren Muldehochwassers, ein Ausschlag der Wegzüge zu verzeichnen war. Der Rückgang der Einwohnerzahl liegt zum einen in der Differenz zwischen Geburten und Sterbefällen begründet, so lagen die Geburtenzahlen seit 1990 jedes Jahr deutlich hinter den Sterbefällen zurück, im Schnitt waren es jährlich etwa 100 mehr Sterbefälle als Geburten. Zum anderen besteht eine evidente Diskrepanz zwischen Zu- und Wegzügen; besonders in den Jahren 1991, 1995, 1996, 2002 und 2010 war eine starke Abwanderung zu verzeichnen. Lediglich 1992, 1993, 2003, 2012 und 2013 überwogen die Zuzüge.
Zwar stieg die Geburtenrate 2007 merklich an, so dass es in jenem Jahr die meisten Geburten je tausend Einwohner seit 1990 und die meisten Geburten total seit 1995 gab, jedoch ist eine Trendwende in der Einwohnerentwicklung nicht abzusehen. Seit dem Jahr 2012 steigen die Einwohnerzahlen wieder an.

### Einwohnerprognose
Eilenburg ist aufgrund der allgemein schwächeren Wirtschaftsstruktur in den Neuen Bundesländern vom demographischen Wandel stärker betroffen als vergleichbare Kommunen im westlichen Deutschland. Die Stadt gehört laut Wegweiser Demographischer Wandel 2025 der Bertelsmann Stiftung in die Kategorie Städte und Gemeinden – Kategorie 4. In dieser Kategorie befinden sich Städte mit stark rückläufiger Bevölkerungszahl und Überalterung der Gesellschaft. Beides resultiert aus der Abwanderung der jungen Bevölkerung – insbesondere derer mit höherem Bildungsabschluss – und niedrigen Geburtenraten. Weitere Merkmale für diese Kategorie sind hohe Arbeitslosigkeit und geringes Wirtschaftspotenzial.
Im Jahr 2025 gibt die Prognose für Eilenburg eine Einwohnerzahl von etwas mehr als 15.000 Menschen an. Das ist im Vergleich zu 1990 ein Minus von etwa 25 Prozent, im Vergleich zu 2006 ein Minus von 12,4 Prozent. Eilenburg wird zwischen 2006 und 2025 voraussichtlich mehr als 2000 Einwohner verlieren. Der Altersdurchschnitt wird dann bei 50,5 Jahren liegen, der Anteil der 0 bis 18 Jahre Alten bei genau 14 Prozent, der der über 80 Jahre Alten bei etwa 11 Prozent. Den größten Anteil an der Einwohnerzahl hat dann die Altersgruppe der 45–64-Jährigen.
Eilenburg startete 2016 eine Kampagne, um vom Einwohnerzuwachs in Leipzig zu profitieren: „Lieblingsstadt Eilenburg – Das Beste an Leipzig“ betont besonders die schnelle Erreichbarkeit der Großstadt mit der S-Bahn.

## Politik

### Stadtrat
Die Stadtratswahl am 9. Juni 2024 brachte eine erhebliche Verschiebung der Machtverhältnisse im Eilenburger Stadtrat mit sich. Die AfD konnte ihren Vorsprung als stärkste Kraft deutlich ausbauen und zog als größte Fraktion in den Stadtrat. Die CDU verbesserte sich leicht und bleibt zweitstärkste Kraft. Die SPD baute ihr Ergebnis aus und konnte ein Mandat hinzugewinnen. Schwere Verluste erlitten die Die Linke und die Freien Wähler (FW), die zwei bzw. einen Sitz verloren. Die Vereinigung „Freigeister“ (FG) hielt sich stabil, wohingegen die Grünen ihren Sitz im Stadtrat nicht behaupten konnten und damit erstmals seit 1990 nicht dem Eilenburger Stadtrat angehören werden. Der erstmals angetretenen Formation Freie Sachsen gelang der Sprung in den Rat. Die Wahlbeteiligung legte zum dritten Mal in Folge deutlich zu auf 60,3 Prozent (2019: 52,9; 2014: 41,7; 2009: 37,9). AfD und Freie Sachsen schlossen sich zu einer Fraktion zusammen. Ein CDU-Abgeordneter verließ noch vor der Konstituierung des neuen Stadtrates Fraktion und Partei und schloss sich den Freigeistern an, die damit Fraktionsgröße erreichten. Freie Wähler und Die Linke bilden ebenfalls eine gemeinsame Fraktion.
Bei der gleichzeitig abgehaltenen Wahl zum Ortschaftsrat Kospa-Pressen erhielten die FW 90,7 Prozent aller Stimmen und konnten damit acht von neun Mandaten erringen. Auf die SPD entfielen 9,3 Prozent der Stimmen, womit sie einen Sitz erlangte.
| Sitzverteilung im Stadtrat 2024–2029Insgesamt 22 Sitze - Linke: 1 - SPD: 4 - FW: 2 - CDU: 5 - FG: 2 - AfD: 7 - FS: 1 | Sitzverteilung nach Fraktionen Stand 18. September 2024Insgesamt 22 Sitze - SPD: 4 - Freie Wähler und Linke: 3 - CDU: 4 - Freigeister: 3 - AfD: 8 |

| Parteien und Wählergemeinschaften | Parteien und Wählergemeinschaften           | Prozent 2024 * | Sitze 2024 |         | Prozent 2019 * | Sitze 2019 |        | Prozent 2014 * | Sitze 2014 |         | Prozent 2009 * | Sitze 2009 |        | Prozent 2004 * | Sitze 2004 |         | Prozent 1999 * | Sitze 1999 |  | Prozent 1994 * | Sitze 1994 |  | Prozent 1990 * | Sitze 1990 |
| AfD                               | Alternative für Deutschland                 | 31,7           | 7          | 21,5    | 3 1            | –          | –      | –              | –          | –       | –              | –          | –      | –              | –          | –       | –              |            |  |                |            |  |                |            |
| CDU                               | Christlich Demokratische Union Deutschlands | 21,5           | 5          | 20,3    | 5              | 35,3       | 8      | 34,7           | 8          | 38,7    | 9              | 39,0       | 10     | 24,4           | 7          | 39,7    | 15             |            |  |                |            |  |                |            |
| SPD                               | Sozialdemokratische Partei Deutschlands     | 16,0           | 4          | 13,9    | 3              | 17,9       | 4      | 18,4           | 4          | 17,6    | 4              | 18,8       | 4      | 19,1           | 5          | 14,8    | 6              |            |  |                |            |  |                |            |
| FW                                | Freie Wähler 2                              | 10,1           | 2          | 15,3    | 3              | 9,4        | 2      | 12,0           | 3          | 10,1    | 2              | –          | –      | –              | –          | –       | –              |            |  |                |            |  |                |            |
| FG                                | Freigeister                                 | 9,5            | 2          | 8,9     | 2              | 4,6        | 1      | –              | –          | –       | –              | –          | –      | –              | –          | –       | –              |            |  |                |            |  |                |            |
| LINKE                             | Die Linke 3                                 | 4,2            | 1          | 13,0    | 3              | 20,7       | 5      | 21,9           | 5          | 27,1    | 6              | 26,4       | 6      | 23,0           | 6          | 17,5    | 7              |            |  |                |            |  |                |            |
| FS                                | Freie Sachsen                               | 5,4            | 1          | –       | –              | –          | –      | –              | –          | –       | –              | –          | –      | –              | –          | –       | –              |            |  |                |            |  |                |            |
| GRÜNE                             | Bündnis 90/Die Grünen                       | 1,6            | –          | 5,1     | 1              | 4,7        | 1      | 5,3            | 1          | 6,6     | 1              | 5,6        | 1      | 22,2           | 6          | 15,2    | 6              |            |  |                |            |  |                |            |
| NPD                               | Nationaldemokratische Partei Deutschlands   | –              | –          | 2,1     | –              | 6,1        | 1      | 4,9            | 1          | –       | –              | 2,4        | –      | –              | –          | –       | –              |            |  |                |            |  |                |            |
| FDP                               | Freie Demokratische Partei                  | –              | –          | –       | –              | –          | –      | 2,8            | –          | –       | –              | –          | –      | 3,0            | –          | 4,2     | 2              |            |  |                |            |  |                |            |
| DSU                               | Deutsche Soziale Union                      | –              | –          | –       | –              | –          | –      | –              | –          | –       | –              | 1,2        | –      | 3,4            | 1          | 5,3     | 2              |            |  |                |            |  |                |            |
| WV                                | Wählervereinigung 4                         | –              | –          | –       | –              | –          | –      | –              | –          | –       | –              | 6,5        | 1      | 4,8            | 1          | 3,3     | 1              |            |  |                |            |  |                |            |
| Gesamt                            | Gesamt                                      | 100,0 %        | 22         | 100,0 % | 20 1           | 100,0 %    | 22     | 100,0 %        | 22         | 100,0 % | 22             | 100,0 %    | 22     | 100,0 %        | 26         | 100,0 % | 39             |            |  |                |            |  |                |            |
| Wahlbeteiligung                   | Wahlbeteiligung                             | 60,0 %         | 60,0 %     | 52,9 %  | 52,9 %         | 41,7 %     | 41,7 % | 37,9 %         | 37,9 %     | 39,4 %  | 39,4 %         | 45,9 %     | 45,9 % | 69,3 %         | 69,3 %     | 73,9 %  | 73,9 %         |            |  |                |            |  |                |            |

### Oberbürgermeister
| Ergebnis der Oberbürgermeisterwahl am 12. Juni 2022 | Ergebnis der Oberbürgermeisterwahl am 12. Juni 2022 | Ergebnis der Oberbürgermeisterwahl am 12. Juni 2022 | Ergebnis der Oberbürgermeisterwahl am 12. Juni 2022 | Ergebnis der Oberbürgermeisterwahl am 12. Juni 2022 | Ergebnis der Oberbürgermeisterwahl am 12. Juni 2022 | Ergebnis der Oberbürgermeisterwahl am 12. Juni 2022 | Ergebnis der Oberbürgermeisterwahl am 12. Juni 2022 | Ergebnis der Oberbürgermeisterwahl am 12. Juni 2022 | Ergebnis der Oberbürgermeisterwahl am 12. Juni 2022 |
| Bewerber                                            | Vorschlagsträger                                    | Stimmen                                             | in Prozent                                          |                                                     |                                                     |                                                     |                                                     |                                                     |                                                     |
| --------------------------------------------------- | --------------------------------------------------- | --------------------------------------------------- | --------------------------------------------------- | --------------------------------------------------- | --------------------------------------------------- | --------------------------------------------------- | --------------------------------------------------- | --------------------------------------------------- | --------------------------------------------------- |
| Ralf Scheler                                        | Einzelbewerber                                      | 3.586                                               | 75,9                                                |                                                     |                                                     |                                                     |                                                     |                                                     |                                                     |
| Mathias Teuber                                      | SPD, LINKE, GRÜNE                                   | 1.141                                               | 24,1                                                |                                                     |                                                     |                                                     |                                                     |                                                     |                                                     |
| Wahlbeteiligung: 37,9 %                             |                                                     |                                                     |                                                     |                                                     |                                                     |                                                     |                                                     |                                                     |                                                     |

Seit 1. August 2015 ist Ralf Scheler (parteilos) der Oberbürgermeister der Stadt Eilenburg. Er setzte sich bei der Wahl zum Oberbürgermeister am 7. Juni 2015 mit 67,1 Prozent der Stimmen gegen drei andere Kandidaten durch und wurde 2022 mit 75,9 Prozent wieder gewählt. OBM Ralf Scheler ist gleichzeitig Vorsitzender der Gesellschafterversammlung der Eilenburger Wohnungsbau- und Verwaltungsgesellschaft mbH (EWV), Vorsitzender des Aufsichtsrates und der Gesellschafterversammlung der Stadtwerke Eilenburg (SWE), Mitglied des Abwasserzweckverbandes (AZV) „Mittlere Mulde“, Mitglied des Versorgungsverbandes Eilenburg-Wurzen und Mitglied der Gesellschafterversammlung der Remondis Eilenburg GmbH. Ralf Scheler ist Nachfolger von Hubertus Wacker, welcher vom 1. August 1994 bis 31. Juli 2015 Oberbürgermeister der Stadt Eilenburg war.
Von 1920 bis 1933 und seit 1997 trägt das Stadtoberhaupt die Amtsbezeichnung Oberbürgermeister.
→ Frühere Bürgermeister: Liste der Bürgermeister von Eilenburg

### Weitere Wahlen
In der folgenden Tabelle sind die Ergebnisse von Kreistags-, Landtags-, Bundestags- und Europawahlen in Eilenburg dargestellt.
| Jahr | Wahl           | Wbt. | AfD  | CDU  | BSW  | SPD  | Linke | Grüne | FDP  | NPD | Sonstige                        |
| ---- | -------------- | ---- | ---- | ---- | ---- | ---- | ----- | ----- | ---- | --- | ------------------------------- |
| 2025 | Bundestagswahl | 76,1 | 44,0 | 18,3 | 9,1  | 9,2  | 8,4   | 3,2   | 3,0  | –   | 4,9                             |
| 2024 | Landtagswahl   | 65,5 | 37,0 | 29,6 | 12,3 | 7,6  | 2,7   | 1,9   | 0,8  | –   | 8,2                             |
| 2024 | Europawahl     | 61,0 | 38,8 | 20,6 | 11,1 | 8,8  | 3,8   | 3,0   | 2,1  | 0,2 | 11,6                            |
| 2024 | Kreistagswahl  | 60,1 | 34,7 | 21,4 | –    | 18,8 | 5,1   | 2,0   | 0,9  | –   | 17,2 WVN: 10,8 FS: 6,4          |
| 2021 | Bundestagswahl | 68,5 | 27,3 | 17,3 | –    | 22,4 | 8,4   | 4,4   | 10,1 | 0,5 | 9,6                             |
| 2019 | Landtagswahl   | 56,4 | 30,0 | 33,5 | –    | 8,2  | 8,9   | 5,8   | 4,5  | 1,5 | 7,6                             |
| 2019 | Europawahl     | 53,5 | 29,0 | 22,2 | –    | 10,3 | 12,0  | 7,3   | 4,2  | 1,2 | 13,7                            |
| 2019 | Kreistagswahl  | 52,6 | 22,3 | 21,7 | –    | 19,7 | 12,2  | 4,3   | 1,6  | 2,0 | FWG: 16,2                       |
| 2017 | Bundestagswahl | 68,8 | 26,9 | 26,9 | –    | 13,5 | 16,6  | 2,4   | 7,3  | 1,8 | 4,7                             |
| 2014 | Landtagswahl   | 39,5 | 7,4  | 41,3 | –    | 12,8 | 22,6  | 3,0   | 2,7  | 6,0 | 1,1                             |
| 2014 | Europawahl     | 41,7 | 6,5  | 32,1 | –    | 19,4 | 22,6  | 2,9   | 2,1  | 6,4 | 8,0                             |
| 2014 | Kreistagswahl  | 41,6 | –    | 30,9 | –    | 32,9 | 18,7  | 2,3   | 1,9  | 6,5 | FWG: 6,9                        |
| 2013 | Bundestagswahl | 62,6 | 5,1  | 41,1 | –    | 15,9 | 24,4  | 2,5   | 2,3  | 4,9 | 3,9                             |
| 2009 | Europawahl     | 37,8 | –    | 30,6 | –    | 15,9 | 25,7  | 4,1   | 7,8  | –   | 15,9                            |
| 2009 | Bundestagswahl | 57,4 | –    | 32,1 | –    | 15,9 | 31,3  | 4,1   | 11,1 | 4,5 | 1,1                             |
| 2009 | Landtagswahl   | 44,6 | –    | 37,3 | –    | 12,8 | 26,1  | 4,0   | 5,1  | 7,6 | 6,8                             |
| 2008 | Kreistagswahl  | 38,7 | –    | 26,8 | –    | 38,4 | 20,3  | 2,7   | 2,4  | 5,2 | 4,1                             |
| 2004 | Europawahl     | 39,5 | –    | 34,1 | –    | 16,7 | 28,0  | 4,1   | 3,9  | 2,9 | 10,2                            |
| 2004 | Kreistagswahl  | 39,6 | –    | 36,6 | –    | 27,6 | 21,0  | 4,8   | 2,3  | –   | 7,6                             |
| 2004 | Landtagswahl   | 51,3 | –    | 38,8 | –    | 13,5 | 28,3  | 3,4   | 4,1  | 9,9 | 3,5                             |
| 1999 | Landtagswahl   | 52,7 | –    | 51,9 | –    | 11,7 | 27,6  | 1,9   | 0,6  | 2,6 | 3,6                             |
| 1999 | Kreistagswahl  | 45,8 | –    | 40,8 | –    | 27,5 | 24,4  | 2,5   | 2,2  | –   | 2,5                             |
| 1994 | Landtagswahl   | 50,0 | –    | 49,2 | –    | 18,5 | 22,5  | 6,2   | 1,2  | –   | 2,3                             |
| 1994 | Kreistagswahl  | 69,3 | –    | 28,2 | –    | 26,1 | 23,6  | 12,3  | 4,6  | –   | DSU: 5,1                        |
| 1990 | Bundestagswahl | 71,3 | –    | 45,0 | –    | 22,6 | 12,3  | 5,7   | 10,3 | 0,2 | 4,2                             |
| 1990 | Landtagswahl   | 63,9 | –    | 48,7 | –    | 21,4 | 14,0  | –     | 5,3  | 0,5 | 10,2 u. a.: FORUM: 6,1 DSU: 3,1 |

### Wappen
Mit der Verleihung des Stadtrechtes 1362 erhielt Eilenburg das Recht, ein eigenes Wappen zu führen. Ein früheres Wappen stellte einen waagerecht geteilten Schild dar. In der oberen Hälfte befand sich ein blauer halber Löwe auf gelbem Grund, in der unteren Hälfte drei gelbe Sterne auf blauem Grund. Dieses Wappen war das Wappen der Grafschaft Eilenburg und der zu Eulenburg (Adelsgeschlecht). Es erfuhr mit der Zeit einige Abwandlungen; so wurde später ein blauer Schild mit einem Löwen und darüber drei Sternen verwendet. Im ausgehenden 19. Jahrhundert benutzte die Stadt ein Wappen mit einer Burg mit offenem Tor (auch als offene Kirche interpretiert) mit zwei Türmen, darüber die drei Sterne, über denen sich wiederum eine Krone mit einem kleinen Turm befand. Ein solches Wappen findet sich zum Beispiel am Empfangsgebäude des Eilenburger Bahnhofs, das in den 1870er Jahren erbaut wurde.
Das heutige Stadtwappen verzichtet auf die Bekrönung. Die heraldische Beschreibung lautet: In Blau eine goldene Burg mit rot bedachtem, offenem Tor; zwei gezinnte, spitzbedachte Seitentürme – zwischen beiden drei sechsstrahlige, silberne Sterne (1:2). Das Tor und die Türme sind Stadtsymbole. Die Sterne entstammen dem Familienwappen der Herren zu Eulenburg. Sie sind als markgräfliche Vögte über Burg und Stadt seit 1172 nachweisbar. Das für 1294 nachgewiesene erste Stadtsiegel zeigt das gleiche Bild.

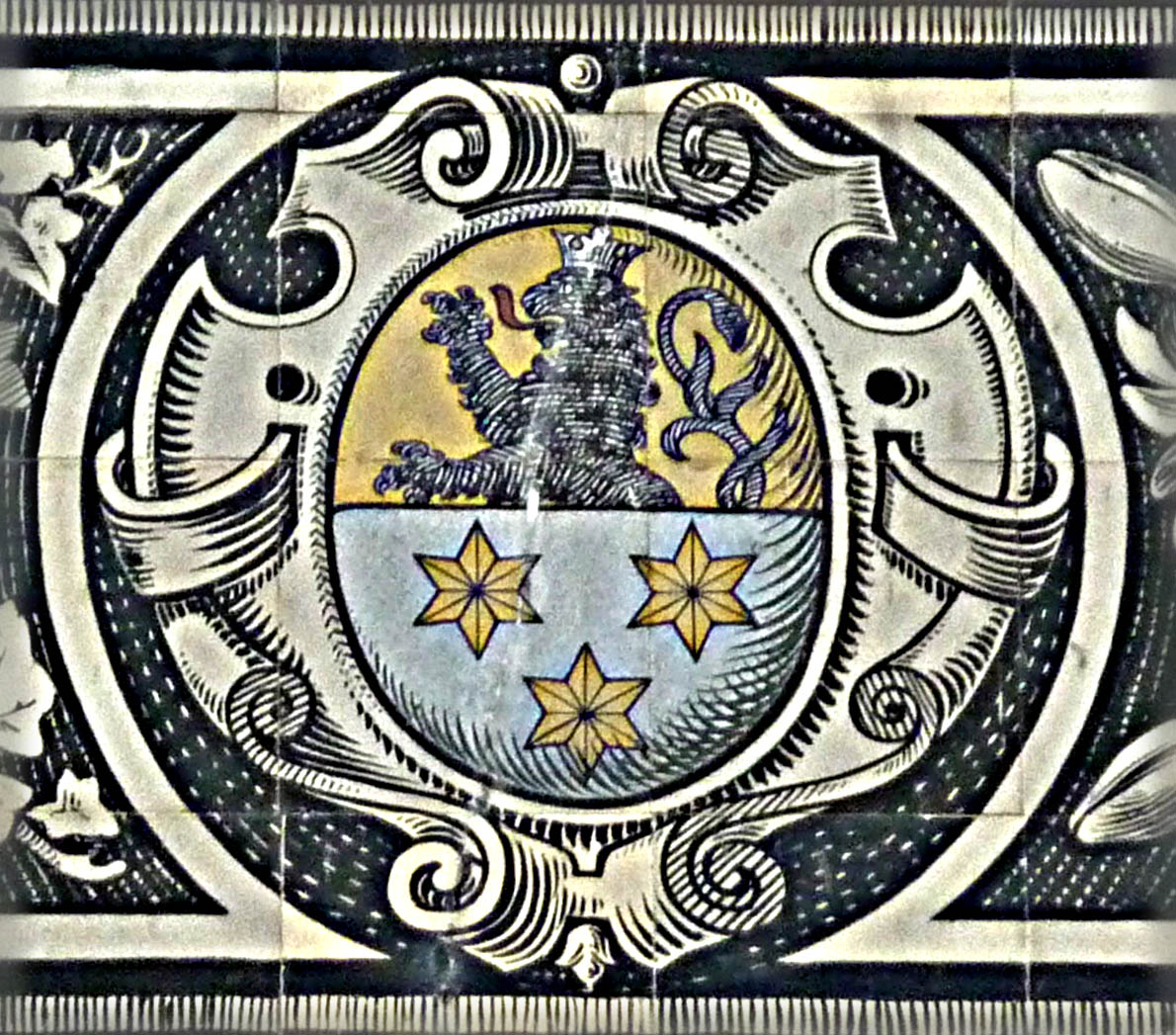
Wappen der Grafschaft Eilenburg am Fürstenzug in Dresden
Stammwappen derer zu Eulenburg
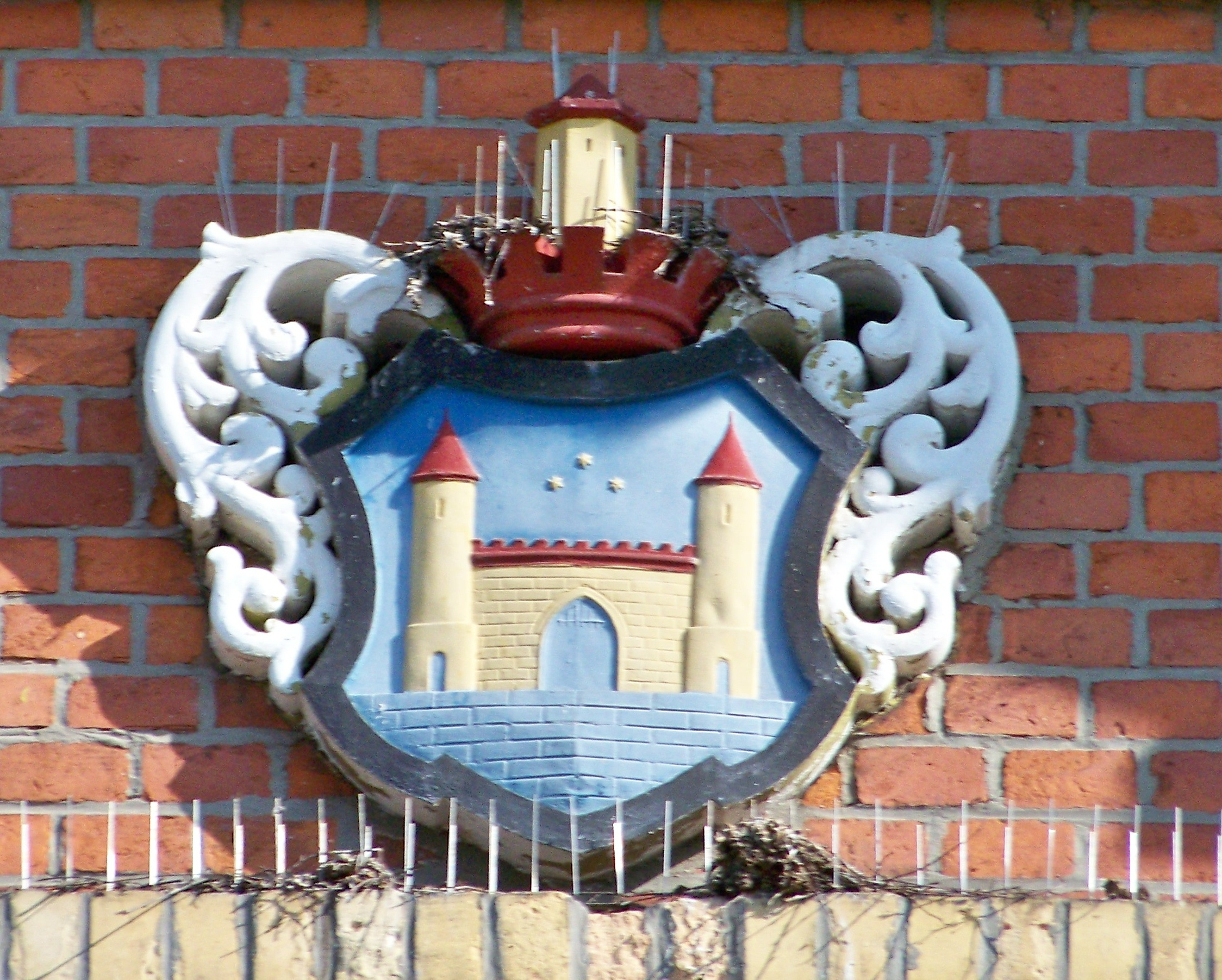
Wappen am Bahnhof Eilenburg, um 1870
Heutiges Stadtwappen
Variante

### Stadtlogo
Im November des Jahres 2003 veröffentlichte die Stadtverwaltung einen Wettbewerb, um ein neues Erscheinungsbild zu finden, welches das Stadtmotto widerspiegelt. Dieses sollte das bis dahin dafür genutzte Stadtwappen ablösen. Zehn Vorschläge gingen ein, aus denen im Stadtrat mehrheitlich eines gewählt wurde.
Die Stadtverwaltung veröffentlichte dazu eine Erklärung, die die Intention des Künstlers wiedergibt: Das Logo besteht aus drei in einander greifenden Teilen, aus dem Schriftzug Eilenburg und der Silhouette einer auf Wappen gebräuchlichen Burg. Weiterhin aus den drei Sternen des Wappens der Stadt. Der Schriftzug soll den Namen gleich in den Vordergrund stellen und eine leichte Einprägung und einen hohen Merkwert erreichen. Die Burgsilhouette soll im oberen Bereich das Wort Eilenburg unterstützen und im unteren Abschnitt den Teil einer Welle darstellen, welche die Mulde symbolisiert. Die Sterne haben die Funktion, den zweiten Teil der Mulde symbolisierenden Welle zu bilden und zweitens die drei Stadtteile von Eilenburg einzubinden. Die verschiedenen Grüntöne heben die Wirkung des Stadtslogans „Muldestadt mit grünem Herzen“ in seiner Bedeutung hervor.

### Städtepartnerschaften
In den 1960er Jahren beschränkten sich die diplomatischen Beziehungen der DDR im Wesentlichen auf die Staaten des RGW. Daher suchte die Staatsführung nach Möglichkeiten zur weiteren internationalen Anerkennung. Strategisch wichtig erschien dabei die Bindung an die noch jungen afrikanischen Nationalstaaten mit ihren oft reichen Rohstoffvorkommen. Auf Grundlage dieser Politik entstanden Anfang der 1970er Jahre erste städtepartnerschaftliche Beziehungen zwischen Eilenburg und der Stadt Kati, einem Vorort der Malier Hauptstadt Bamako. Die realpolitischen Umstände setzten der Städtepartnerschaft jedoch enge Grenzen. Den anfänglichen Besuchen offizieller Delegationen und dem Austausch von Gastgeschenken folgten keine weiteren Aktivitäten, so dass die Partnerschaft noch zu DDR-Zeiten einschlief.
Im Zuge der europäischen Entspannung soll es in den 1970er Jahren auch eine Städtepartnerschaft zwischen Eilenburg und der französischen Stadt „St. Faint/Fonds“ (wahrscheinlich Saint-Fons) gegeben haben.
Mit der Wiedervereinigung Deutschlands entfalteten sich partnerschaftliche Beziehungen mit der hessischen Stadt Butzbach, die am 26. Oktober 1990 mit einem Städtepartnerschaftsvertrag besiegelt wurden und seither am intensivsten gepflegt werden.
Durch Ansiedlung des finnisch-schwedischen Papierkonzerns Stora Enso in Eilenburg entstand im Jahr 2000 eine Partnerschaft zu Anjalankoski in Finnland. Sie wurde unter anderem durch einen regelmäßigen Schüleraustausch aufrechterhalten. Durch Eingemeindung von Anjalankoski in die Stadt Kouvola erlosch die Partnerschaft 2009 und wurde nicht erneuert.
Die Städtepartnerschaft mit Tiraspol wurde im Jahr 2002 nach einem Besuch des Eilenburger Lions-Clubs in Tiraspol abgeschlossen, jedoch fand nach dem Besuch der Eilenburger Delegation zur Vertragsunterzeichnung kein Gegenbesuch statt. Die Partnerschaft galt als problematisch, da Tiraspol die Hauptstadt des abtrünnigen moldauischen Gebietes Transnistrien ist, welches von keinem Staat als unabhängig anerkannt ist. Nachdem die Städtepartnerschaft nie aktiv gepflegt wurde, beschloss der Eilenburger Stadtrat 2017 deren Aufhebung.
| Partnerstadt               | Staat       | Inkrafttreten     | Status    |
| -------------------------- | ----------- | ----------------- | --------- |
| Kati                       | Mali        | 27. November 1971 | inaktiv   |
| Jihlava (deutsch: Iglau)   | Tschechien  | 6. Oktober 1987   | inaktiv   |
| Butzbach                   | Deutschland | 26. Oktober 1990  | aktiv     |
| Anjalankoski               | Finnland    | 2000              | erloschen |
| Rawicz (deutsch: Rawitsch) | Polen       | 2001              | inaktiv   |
| Tiraspol                   | Moldau      | 2002              | gekündigt |

## Kultur und Sehenswürdigkeiten

### Kulturelles Leben und regelmäßige Veranstaltungen

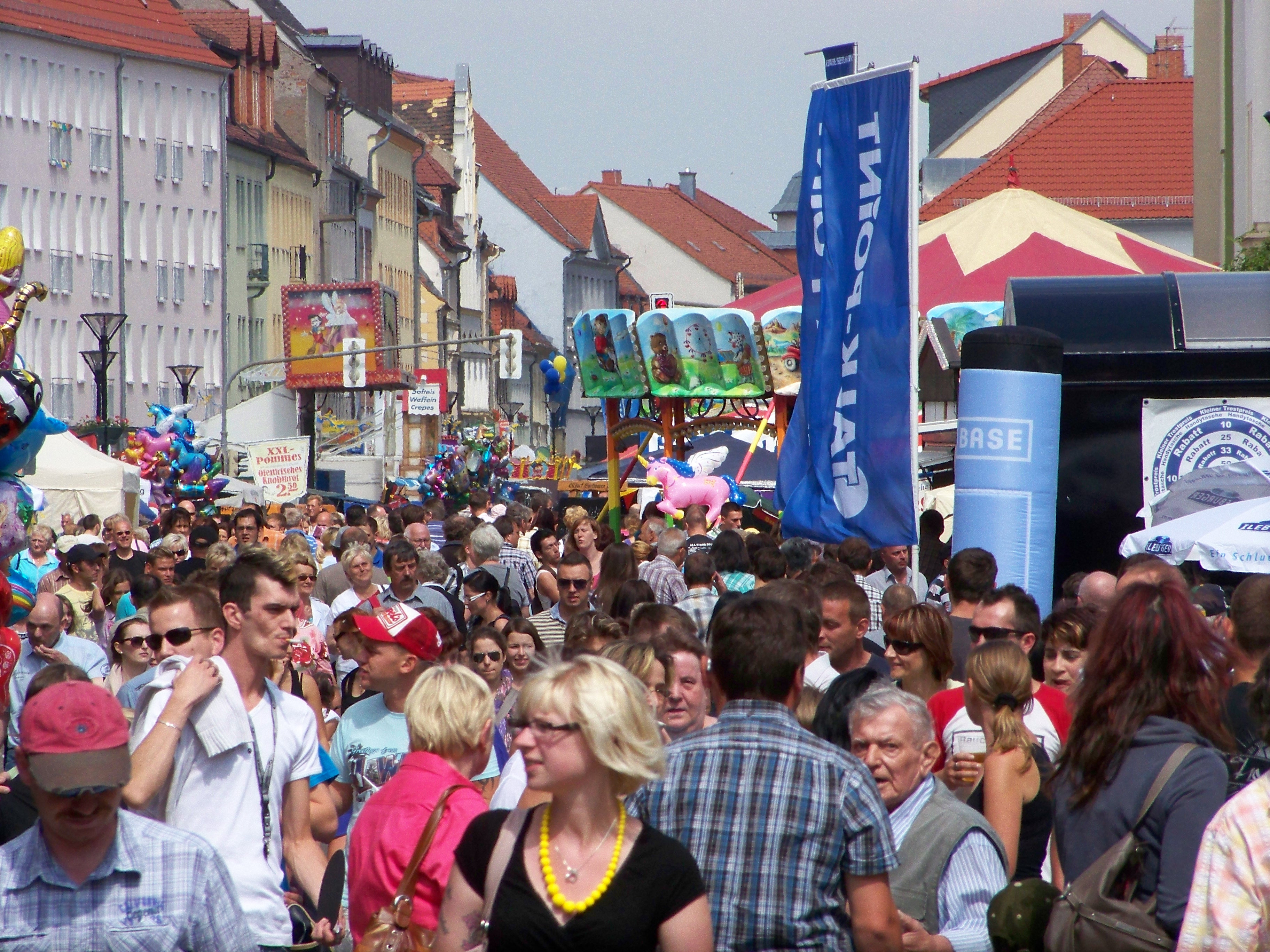
Das 17. Eilenburger Stadtfest 2011 war Teil der Festwoche zum 1050. Stadtjubiläum.

Höhepunkt im Veranstaltungskalender der Stadt ist das seit 1994 jährlich stattfindende Stadtfest. Für drei Tage locken dann mehrere Bühnen, Stände von Vereinen und Unternehmen sowie verschiedene Fahrgeschäfte und Schausteller tausende Besucher in die Innenstadt.
In kleinerem Rahmen findet jährlich am zweiten Advent der Weihnachtsmarkt rund um das Rathaus und die Nikolaikirche statt, der insbesondere von Vereinen und der evangelischen Kirchengemeinde gestaltet wird. Hinzu kommen bisher in losem Rhythmus kleinere Feste im Frühling und im Herbst, die auf die Initiative der städtischen Händler zurückgehen.
Aber auch einzelne Vereine bereichern mit ihren Veranstaltungen das kulturelle Leben in Eilenburg. So der vom Eilenburger Carneval-Club organisierte Rosenmontagsumzug, der zeitweise als größter Umzug seiner Art in Sachsen bis zu zwanzigtausend Schaulustige anlockte und live im MDR Fernsehen übertragen wurde. Der Burgverein richtet vor der historischen Kulisse der Burg Eilenburg alle zwei Jahre das Reginenfest und jährlich die Walpurgisnacht aus. Die Amateurfilmgemeinschaft veranstaltet alle zwei Jahre eine Kurzfilmschau mit Prämierung der besten Teilnehmer unter dem Namen Eilenburger Amateurfilmtage.
Als klassische Konzertreihe lädt die Stunde der Musik ein anspruchsvolles Publikum in die Aula des ehemaligen Realgymnasiums am südlichen Ring. Vor dem Monumentalgemälde Martin Rinckarts Bittgottesdienstes von Adolf Schlabitz gastierten bereits eine große Zahl namhafter Künstler. Die vom Musikverein getragene Veranstaltung findet sechs Mal im Jahr statt. Die erste Stunde der Musik erklang bereits 1948, damals noch in der Aula des alten Lehrerseminars.

### Kulturunternehmung

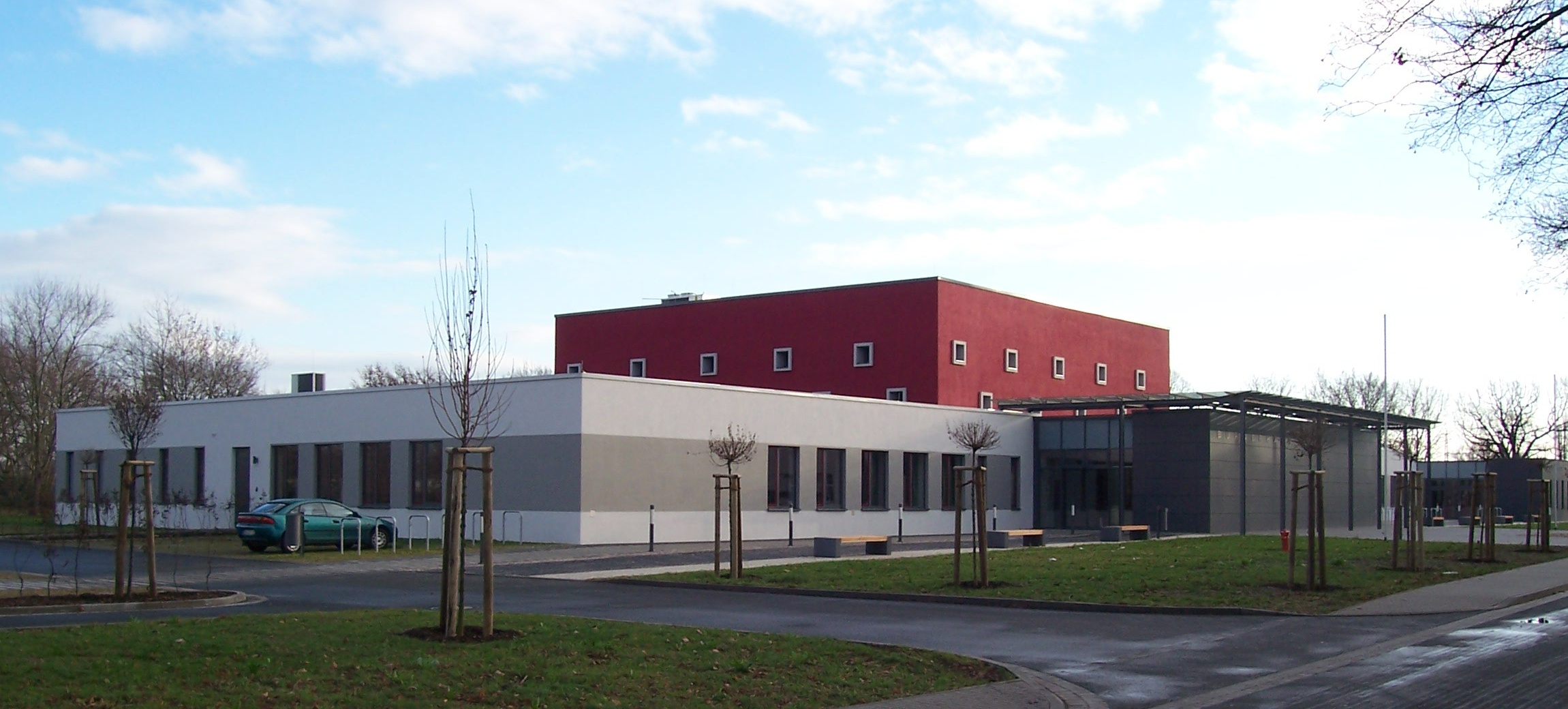
Das Bürgerhaus ist der Sitz der Kulturunternehmung

Die Kulturunternehmung Eilenburg ist der kommunale Trägerbetrieb für die vier städtischen Kultureinrichtungen Bürgerhaus, Stadtmuseum, Schwimmhalle und Stadtbibliothek. Er besteht seit 2008.

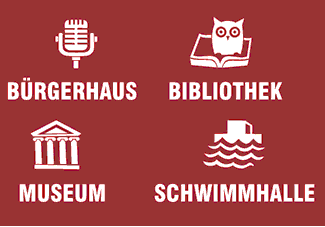
Die Logos, mit denen die Einrichtungen auftreten.

Das Bürgerhaus im Südosten des Stadtzentrums ist das kulturelle Zentrum der Stadt. Es wurde 1966 als Klubhaus für die benachbarte NVA-Kaserne eröffnet. Nach 1990 ging es in Trägerschaft der Stadt über. 2002 wurde es aufgrund seiner Nähe zur Mulde vom Augusthochwasser stark getroffen. 2005 und 2006 wurde das Haus für insgesamt 5,2 Millionen umfangreich saniert. Es besteht aus einem großen Saal mit 500 Sitzplätzen sowie einem kleinen mit 100 Sitzplätzen und wurde unter anderem mit Haus-, Bühnen- und Veranstaltungstechnik ausgerüstet. Weiterhin befinden sich in dem Gebäude Tagungsräume und eine Bar. Jährlich finden hier über 400 Veranstaltungen statt, die knapp 50.000 Gäste anziehen.
Nicht weit vom Bürgerhaus entfernt befindet sich im ehemaligen Kasernenkomplex die Stadtbibliothek. Sie wurde ebenso wie das Bürgerhaus vom Muldehochwasser 2002 stark getroffen. Aufgrund der Spende einer Stadtteilbibliothek aus Neubrandenburg konnte dennoch weiterhin ein umfangreiches Sortiment angeboten werden. Die Bibliothek stellt etwa 36.000 Medien zur Ausleihe zur Verfügung. Die Zahl der aktiven Leser pendelt um die 1100, die insgesamt circa 70.000 Medien im Jahr ausleihen. Hinzu kommen öffentliche Veranstaltungen wie Lesungen und Vorträge, die überdies Besucher anziehen.
Die Einrichtungen Stadtmuseum und Schwimmhalle werden im weiteren Verlauf des Artikels behandelt.

### Jugendkultur

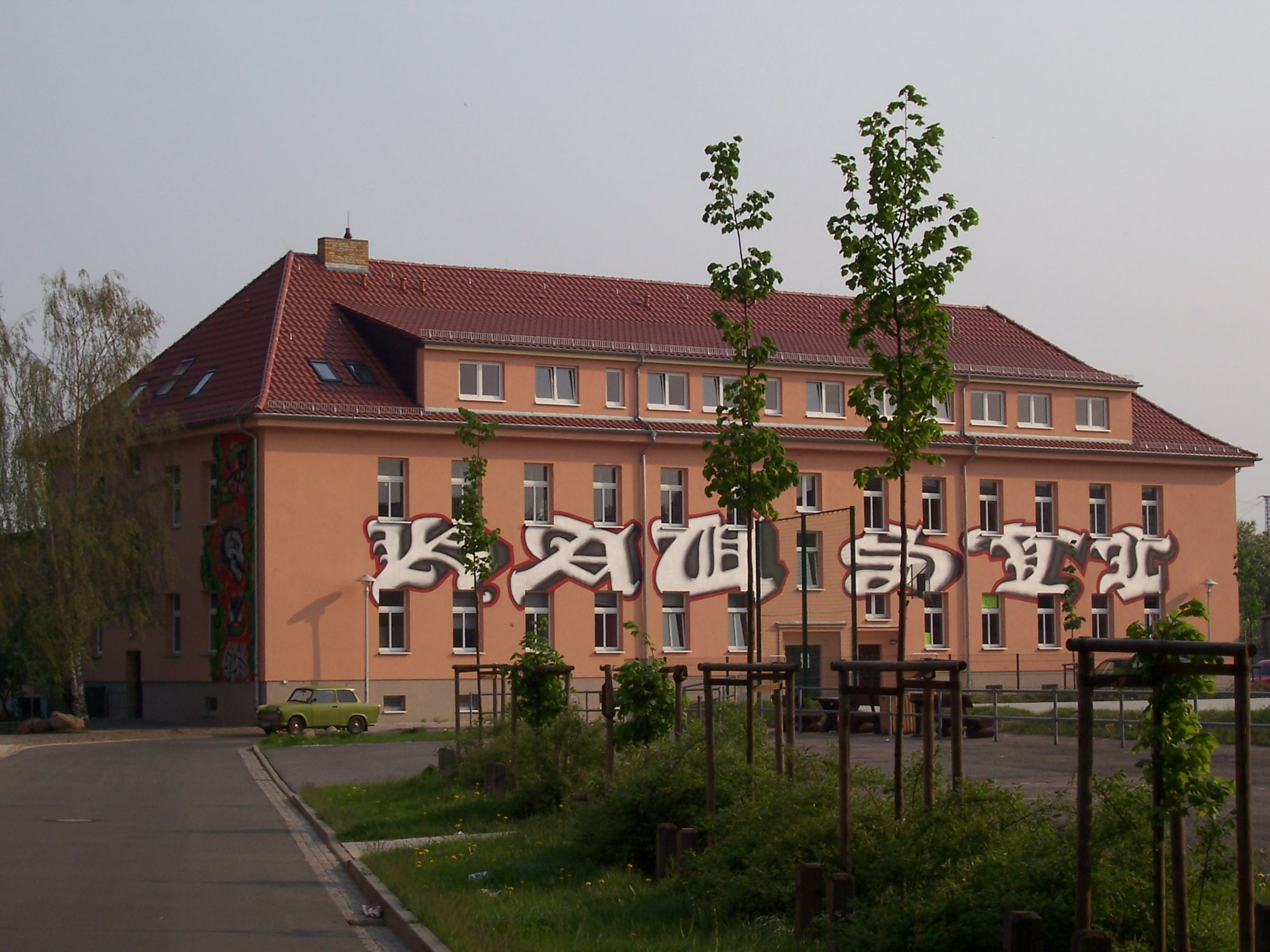
Jugendhaus VI in der Dr.-Belian-Straße

Eilenburg besitzt mit seinen zahlreichen Jugendeinrichtungen eine ausgeprägte Jugendszene. Allen voran das so genannte Haus VI, ein Gebäudetrakt im ehemaligen Kasernenkomplex in der südlichen Stadtmitte zu nennen. Hier befindet sich neben dem Jugendclub Falle EB in Trägerschaft des Eilenburger Kreisverbandes des DRK zusätzlich die Musikwerkstatt Kulturnetz e. V. eigenArt. Der Keller des Hauses wird zusätzlich durch die Jugendgruppe FSV Rot/Schwarz genutzt. Im Haus VI finden häufig Konzerte statt. Außerdem ist hier die Caritas Träger eines Beschäftigungsprojektes für arbeitslose Jugendliche. Im Stadtteil Eilenburg-Ost ist der Jugendclub JuST zu finden.
Jugendberatung, mobile Jugendarbeit und das Projekt „GegenWind“ werden durch das Diakonische Werk Delitzsch/Eilenburg angeboten. Eines von der evangelischen Kirchengemeinde getragenes Projekt ist das Mehrgenerationenhaus Arche, das aus der Kinder- und Jugendarche hervorging. An der Oberschule gibt es einen Schulklub. Für die Ortsteile werden durch den Ortschaftsrat in den Räumlichkeiten des Begegnungszentrums Lebens(T)raum in Zschettgau Angebote für Kinder und Jugendliche realisiert.

### Tourismus
Der Tourismus ist in Eilenburg kein historisch gewachsener Wirtschaftszweig, jedoch gewinnt der Tagestourismus in den letzten Jahren zunehmend an Bedeutung. Das Wachstum geht dabei vor allem vom Fahrrad- und Wassertourismus aus. Die touristische Vermarktung der Stadt wird vom Tourismus- und Gewerbeverein Eilenburg e. V. koordiniert.
Die Lage Eilenburgs im Tal der Mulde und am Rand der Dübener Heide in Verbindung mit einer guten Verkehrsanbindung (S-Bahn) machen die Stadt zunehmend interessant für Tages- bzw. Wochenendtouristen. Mehrere Rad- und Wanderwege durch das Muldental, die Dübener Heide und die nordsächsische Mühlenregion führen durch die Stadt. Im Fremdenverkehrskonzept des Naturparks Dübener Heide wird die Stadt als Heidemagnet mit seinen Anziehungspunkten Tierpark, Kiessee und Hochseilgarten Roten Jahne (Gemeinde Doberschütz) vermarktet.
Seit kurzem gewinnt auch der Wassertourismus auf der Mulde an Bedeutung. Die seltene naturbelassene Flussauenlandschaft zwischen Eilenburg und Bad Düben ist dafür ausschlaggebend, aber auch der die Stadt durchziehende Mühlgraben bietet wassersportliche Möglichkeiten. Ein privates Unternehmen bietet Touren zwischen Wurzen und Eilenburg, Eilenburg und Bad Düben sowie auf dem Mühlgraben an. Bootsanlegestellen befinden sich an der Muldebrücke sowie am Bootshaus des Ruderclubs in der Nähe des Tierparks.
Die Hauptroute der Themenstraße Fürstenstraße der Wettiner, die auf ihrem Weg durch das ehemalige Regierungsgebiet der Wettiner insgesamt fünf Bundesländer und Teile Polens durchquert, führt vor allem Autotouristen in die Stadt.
Die Stadt verfügt heute über nur wenige Beherbergungsstätten mit geringer Bettenzahl. Um zukünftig auch Kapazitäten für größere Gruppen vorzuhalten, hat die Stadt das alte Gefängnis auf dem Burgberg zur Pension ausgebaut, welche von einem privaten Pächter bewirtschaftet wird.

### Rad-, Wander- und Pilgerwege

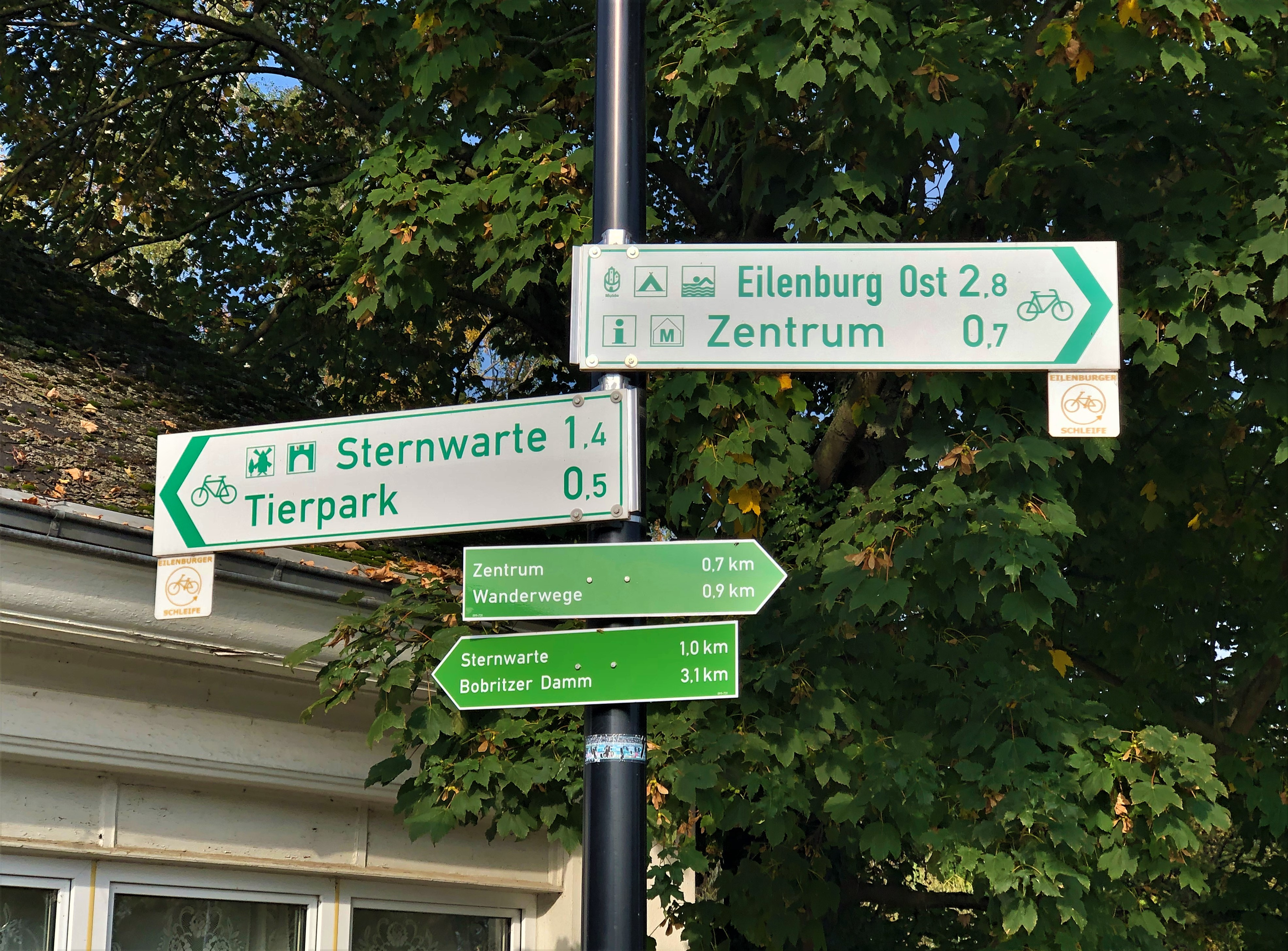
Die Ausschilderung der Rad- und Wanderwege im Stadtgebiet, hier am Bahnhof, wurde in den letzten Jahren aktualisiert und ausgebaut. (2021)

Eilenburg ist Station mehrerer Rad- und Wanderwege. Der bedeutendste ist der insgesamt 149 Kilometer lange Mulderadweg. Dieser führt von Holzhau (Freiberger Mulde) bzw. Muldenberg (Zwickauer Mulde) über Sermuth, Grimma, Wurzen und Eilenburg nach Dessau. Die Streckenlänge in den Grenzen des Landkreises Nordsachsen beträgt dabei 22 Kilometer.
Ausgehend vom Mulderadweg beginnt an der Muldebrücke der Fahrradrundkurs Eilenburger Schleife. Da das Eilenburger Stadtgebiet vom Mulderadweg kaum berührt wird, soll die Schleife den Strom der Radwanderer auch zu den Sehenswürdigkeiten wie Burg mit Marienkirche, Skisprungschanze, Stadtmuseum, Nikolaikirche und Rathaus führen. Als Piktogramm dient ein stilisiertes Fahrrad, umschlossen von einem gelben Rundpfeil und der Aufschrift „Eilenburger Schleife“, in gelb auf weißem Grund.
Darüber hinaus ist Eilenburg die vorletzte Station des sächsischen Lutherwegs zwischen den Stationen Leipzig und Löbnitz, von wo über Bad Düben der Übergang zum Lutherweg Sachsen-Anhalt besteht.
Der Radweg Mulde-Acht verbindet Eilenburg mit der Kurstadt Bad Düben sowohl rechts als auch links der Mulde mit der Fähre Gruna als Flussquerung auf etwa halber Strecke zwischen den beiden Städten.
Die Mühlentour Nr. 3 führt im Rundkurs von Eilenburg über Hainichen und Zschepplin nach Hohenprießnitz und von dort zurück über Fährhaus Gruna, Sprotta und dem Eilenburger Kiessee nach Eilenburg.
Unterhalb des Mansberges in Eilenburg, auf dem sich eine Sternwarte befindet, beginnt an der Pionierbrücke, unweit des Stadtparks, ein maßstabsgetreuer Planetenwanderweg. Dieser führt weiter die Sydowstraße entlang, durch die Kleingartenanlage Sewastopol, den Bürgergarten und die Muldenauenlandschaft bis hin zum Bobritzer Damm (auch: Kollauer Wehr).
Ein Jakobsweg führt, teilweise der Via Regia folgend, von Frankfurt (Oder) nach Leipzig durch Eilenburg, ist jedoch bisher nicht durch Wegzeichen gekennzeichnet. Die Route, die zurzeit nur mittels GPS-Tracks gewandert werden kann, sowie die Pilger werden von der Jakobusgesellschaft Brandenburg-Oderregion betreut.

### Theater
Neben dem Bürgerhaus gibt es in Eilenburg noch weitere Kultureinrichtungen. Allen voran ist hier das Scheunentheater zu nennen. In der Baderscheune im Stadtteil Berg direkt am Ehrenfriedhof finden regelmäßig Theatervorstellungen, Konzerte, Lesungen, Vorträge und Kabarettveranstaltungen von Künstlern, meist aus dem mitteldeutschen Raum, statt. Außerdem werden dort Privatveranstaltungen ausgerichtet.
Eine besondere Institution in Eilenburg ist die Eilenburger Laientheatergruppe. Das Kinder- und Jugend-Laientheater entwickelte sich bereits in den 1920er und 1930er Jahren. 1945 existierten zwei Laienschauspielgruppen in Eilenburg, die sich jeweils im Möbelwerk und im Eilenburger Chemiewerk neu gründeten. 1954 vereinigten sich beide Gruppen zur „Laienspielgruppe im Klubhaus des Eilenburger Chemiewerkes“. Aus dieser Gemeinschaft wurde 1961 das Kinder- und Jugendtheater durch Karlheinz Bernert gegründet. Als nach 1990 der bisherige Träger, das Eilenburger Chemiewerk, nicht mehr in dem Umfang existierte und sich nicht so großzügige Kulturgemeinschaften leisten konnte, wurde der Verein „Laientheater Eilenburg“ gegründet, der bis heute aktiv ist. Seine Mitglieder studieren jedes Jahr ein Märchen ein, welches in der Weihnachtszeit im Bürgerhaus aufgeführt und jedes Mal von der Amateurfilmgemeinschaft Eilenburg mitgeschnitten wird. Die produzierten Filme können über den Verein bezogen werden.
Ein besonders ambitioniertes Theaterprojekt wollte der Bühnenschauspieler Jürgen Haase unterstützt von der Stadtverwaltung und einigen anderen auf die Beine stellen. Der eigens gegründete Verein Kohlhaas-Spiele wollte das Theater und ein Mittelalterdorf bauen, um dort später das Stück „Hans Kohlhaas – vom Pferdehändler zum Rebell“ in den Sommermonaten aufzuführen. Das Vorhaben scheiterte letztendlich an der Fördermittelvergabe verschiedener Instanzen.
Der gleiche Verein verwirklichte 2008 jedoch ein anderes, weniger aufwendiges Vorhaben. Man richtete im Eilenburger Ortsteil Wedelwitz ein so genanntes Pferdehof-Theater ein. Das erste dort aufgeführte Stück war das von Jean-Marc Birkholz geschriebene Märchen „Smillas wundersame Reise durch die Zeit“. Im März 2009 war dort die Premiere des Stückes „Die tollkühnen Abenteuer des Ritters Randalf von Rindenmulch“.

### Chöre und Orchester
Eilenburg besitzt eine Reihe von Musikvereinen. Der größte ist der Volkschor mit 93 Mitgliedern. Der Volkschor in Eilenburg blickt auf eine fast vierzigjährige Tradition zurück. Er wurde 1969 von 20 Lehrern der Friedrich-Schiller-Schule gegründet. Als Vorbild diente der damalige Lehrerchor in Wurzen. Es fand sich auch bald ein Träger: die Gewerkschaft Unterricht und Erziehung, die den Chor seither unterstützte. Das erste Mal in der Öffentlichkeit sang der Chor 1970 am Tag des Lehrers zusammen mit dem Pionier- und FDJ-Chor der Friedrich-Tschanter-Schule. Von nun an sang er bei etlichen öffentlichen Veranstaltungen wie Jugendweihe- und Weihnachtsfeiern. Auch an der Sendung „Landpartie“ des Radio DDR nahm er teil. 1990 fand erstmals ein Chorkonzert mit dem Schaumburger Kanadachor Stadthagen e. V. statt, mit dem bis heute eine enge Partnerschaft gepflegt wird. 1991 beschloss der Verein die Umbenennung in Volkschor Eilenburg e. V. im Bootshaus am Stadtpark. Ein Höhepunkt in der Geschichte des Chors war die Teilnahme am Internationalen Festival Harmonie  ’93 in Limburg an der Lahn.
Weiterhin ist der Musikverein Eilenburg e. V. zu nennen. Er ging aus dem Jugendkammerorchester des VEB Eilenburger Chemiewerkes unter der Leitung von Herrn Rudi Schulze hervor. Nach der Wiedervereinigung Deutschlands 1990 wurde das Orchester der Musikschule Eilenburg angegliedert. Am 14. Mai 1997 wurde der Musikverein Eilenburg e. V. als eigenständiger Verein gegründet. Er pflegt gute Kontakte zu vielen anderen Orchestern und Chören in Deutschland, zum Beispiel zum Musikverein Gärtringen in Baden-Württemberg, dessen Dirigent Herr Heribert Herbrich selbst in Eilenburg geboren ist und an der Hochschule für Musik und Theater „Felix Mendelssohn Bartholdy“ Leipzig studierte. 2012 hatte der Musikverein 34 aktive Mitglieder.
Bis zum Jahr 2008 war die Eilenburger Musiklandschaft noch um eine Institution reicher. Der Franz-Abt-Chor war ein traditioneller Männerchor in Eilenburg. Zu Ehren des großen Eilenburger Komponisten Franz Abt gab sich der Männerchor seinen Namen. Aufgrund des ausbleibenden Nachwuchses sah sich der Verein im April 2008 gezwungen, sich aufzulösen und aus dem Vereinsregister streichen zu lassen. Die meisten Mitglieder traten anderen Chören bei.
Außerdem gibt es noch den Chor der Martin-Rinckart-Kantorei, der unter anderem 2008 mit einem befreundeten Chor aus Bad Düben und einem Orchester aus Lutherstadt Wittenberg in der Eilenburger Nikolaikirche unter Leitung der Eilenburger Kantorin Lena Ruddies das Weihnachtsoratorium von Johann Sebastian Bach aufführte.
Die Stadt besitzt ferner seit September 2006 wieder einen Fanfarenzug, den Fanfarenzug Eilenburg e. V.

### Stadtmuseum

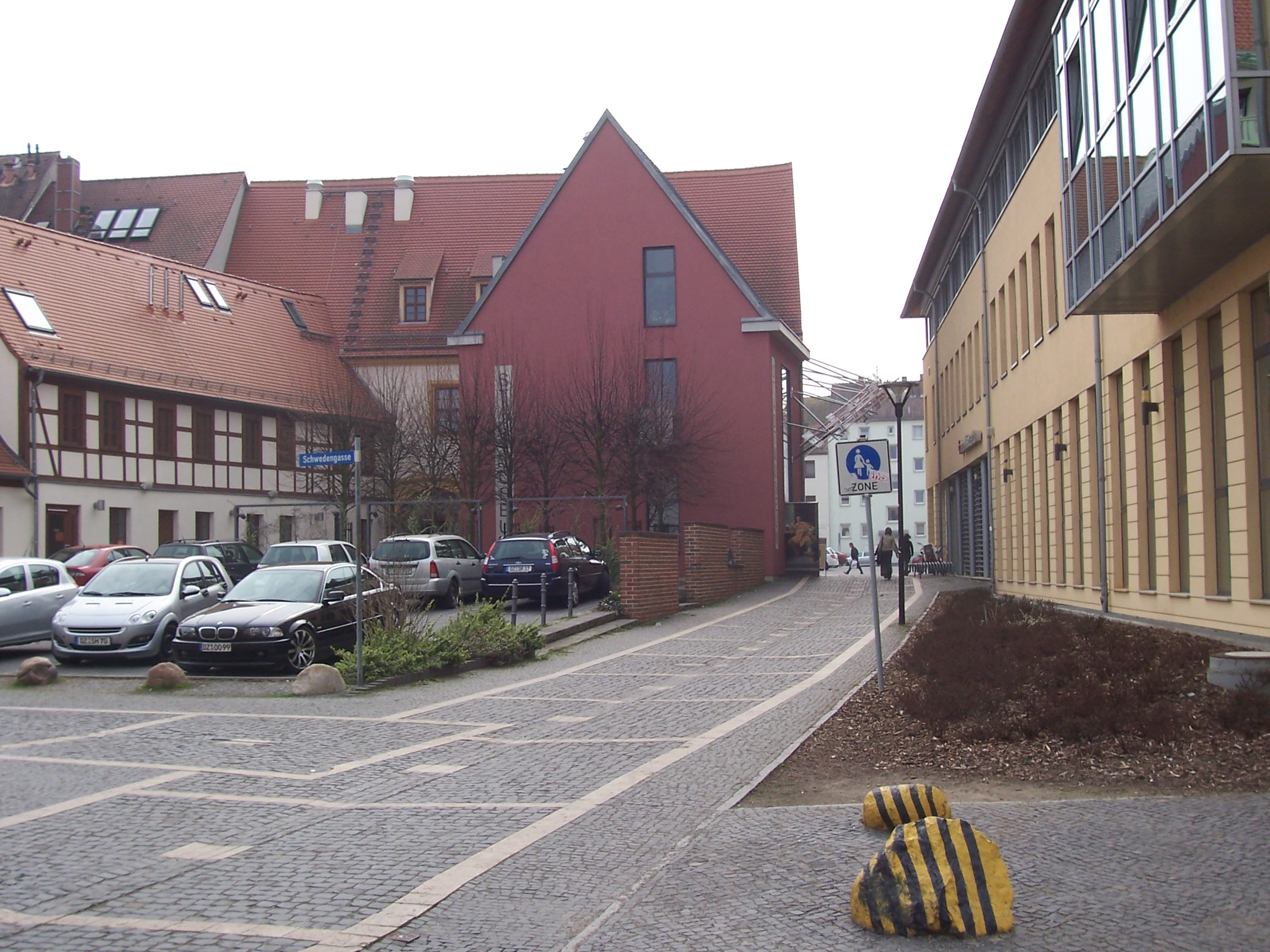
Hirschgasse mit Blick auf das Stadtmuseum

Das Stadtmuseum Eilenburg, das um 1900 auf Initiative des Heimatforschers Wilhelm Büchting eingerichtet wurde, befindet sich im ehemaligen Gasthof „Zum Roten Hirsch“ in der Hirschgasse. Hier sind Zeugnisse zur Regionalgeschichte vom 10. Jahrhundert bis in die jüngere Vergangenheit. Zu den herausragenden Objekten zählen Eilenburger Drucke aus der Reformationszeit, ein Stadtschreibertisch aus dem 17. Jahrhundert und einzigartiger Silberschmuck aus der Zeit um 1600.
Die so genannte Renaissancestube ist durch ihre Deckenmalerei einzigartig. Nach Auskunft von Denkmalpflegern ist sie in Sachsen von singulärer Bedeutung. Die Ausstellungsstücke zur Eilenburger Musikgeschichte zeigen, dass Gottfried Silbermann und auch Georg Friedrich Händel auf Eilenburger Orgeln das Spielen lernten. Die letzten Schriftzeugnisse von Johann Sebastian Bach werden gezeigt und Zeugnisse des Eilenburger Geistlichen Martin Rinckart.
Seit 1991 präsentiert das Stadtmuseum ein vollständiges historisches Klassenzimmer aus den 1920er Jahren. Sämtliche Exponate befanden sich früher in Schulen Eilenburgs und der Umgebung.
Außerdem gibt es im Dachgeschoss des Gebäudes eine Wechselausstellung sowie eine in die Dauerausstellung aufgenommene Puppensammlung, die dem Museum als Schenkung von einer Schweizerin überlassen wurde. Tauschbörsen, Filmvorführungen im Rahmen der Filmnächte und die Eilenburger Museumsnacht, die im Jahr 2007 das erste Mal durchgeführt wurde, zogen nochmals zahlreiche Besucher an, durchschnittlich liegen die Besucherzahlen bei knapp 6000, wobei davon rund 2000 Personen Besucher des Sorbenturmes oder Teilnehmer an Bergkellerführungen sind.

### Kirchen

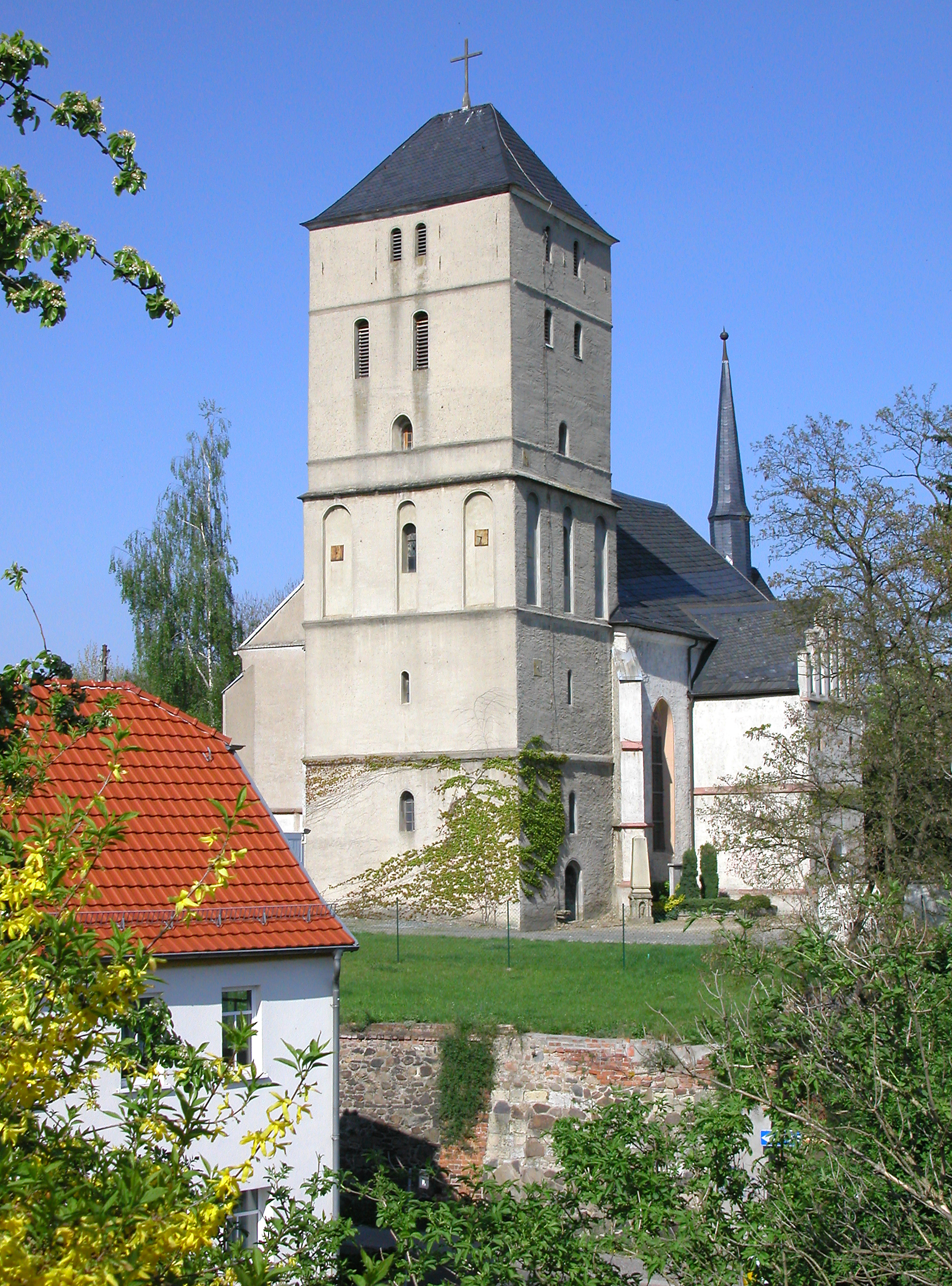
Bergkirche St. Marien Eilenburg

Am Marktplatz befindet sich die evangelische Nikolaikirche, auch Marktkirche genannt. Die wohl im 12. Jahrhundert gegründete Kirche wurde 1435 durch einen Brand vernichtet und ab 1444 als dreischiffige Hallenkirche in Backstein neu errichtet. Der imposante Westturm wurde ab 1496 errichtet. Nach ihrer Teilzerstörung im Zweiten Weltkrieg, der auch die komplette Innenausstattung zum Opfer fiel, wurde die Kirche bis 1961 vorläufig wiederhergestellt. Erst 1997 konnte aber die im Krieg völlig zerstörte, barocke Turmhaube ersetzt werden. Das Gewölbe des Kirchenschiffs sowie die Hauptorgel sind immer noch nicht wiederhergestellt. 2002 wurde sie vom Hochwasser stark in Mitleidenschaft gezogen, allerdings wurden schon zwei Jahre später der Chorraum und das Schiff wieder feierlich eingeweiht.
Im Stadtteil Berg befindet sich die kleinere, aber nicht weniger bedeutende Marienkirche. Die evangelische Bergkirche Sankt Marien geht auf einen romanischen Bau aus dem 12. Jahrhundert zurück, der von 1516 bis 1522 in eine spätgotische Hallenkirche umgestaltet wurde. Ab 1522 predigte nachweislich auch der Reformator Martin Luther hier.
Im Ortsteil Behlitz befindet sich mit der romanischen Dorfkirche das älteste Kirchengebäude des Pfarrbereichs Krostitz.
Im Norden des Stadtzentrums, in einer bei älteren Einwohnern noch als Hinterstadt bekannten Gegend, befindet sich die katholische Kirche St. Franz Xaver. Nachdem es im protestantischen Eilenburg seit der Reformation 1525 keine katholische Gemeinde mehr gegeben hatte, gründete sich eine solche im Jahr 1852 neu. Bei den Mitgliedern handelte es sich vor allem um Saisonarbeiter, die sich zur Erntezeit hier aufhielten und teilweise in die Gegend umsiedelten. Die im Mai 1852 errichtete Pfarrei umfasste neben Eilenburg die Orte Delitzsch, Bad Düben und Bitterfeld. 1854 wurde ein vom Erzbistum Paderborn finanzierter Bau errichtet. Dieser wurde jedoch im Zweiten Weltkrieg völlig zerstört. Von 1947 bis 1949 wurde er wieder aufgebaut und 1950 vom Erzbistum Paderborn geweiht.

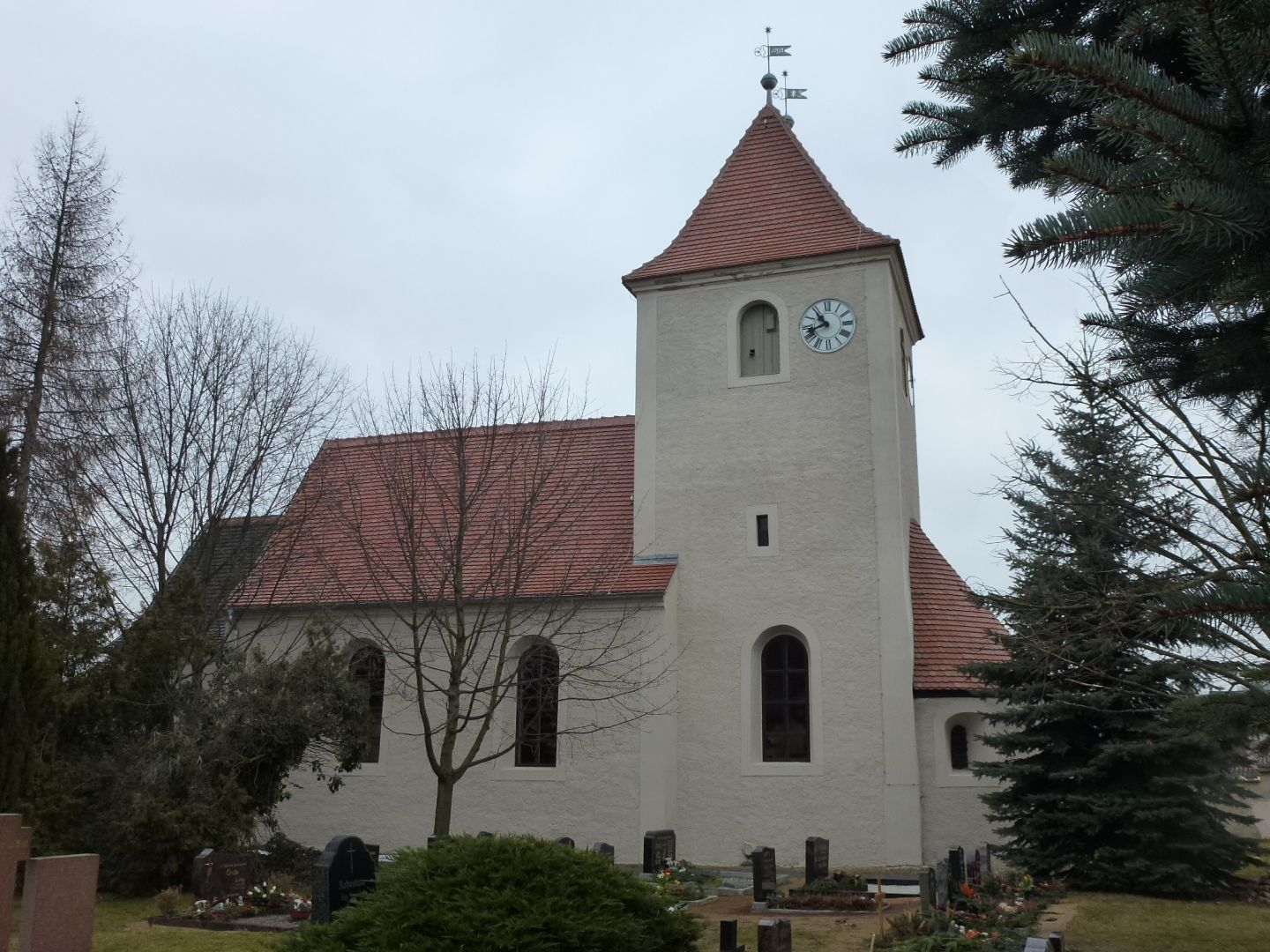
Behlitzer Chorturmkirche
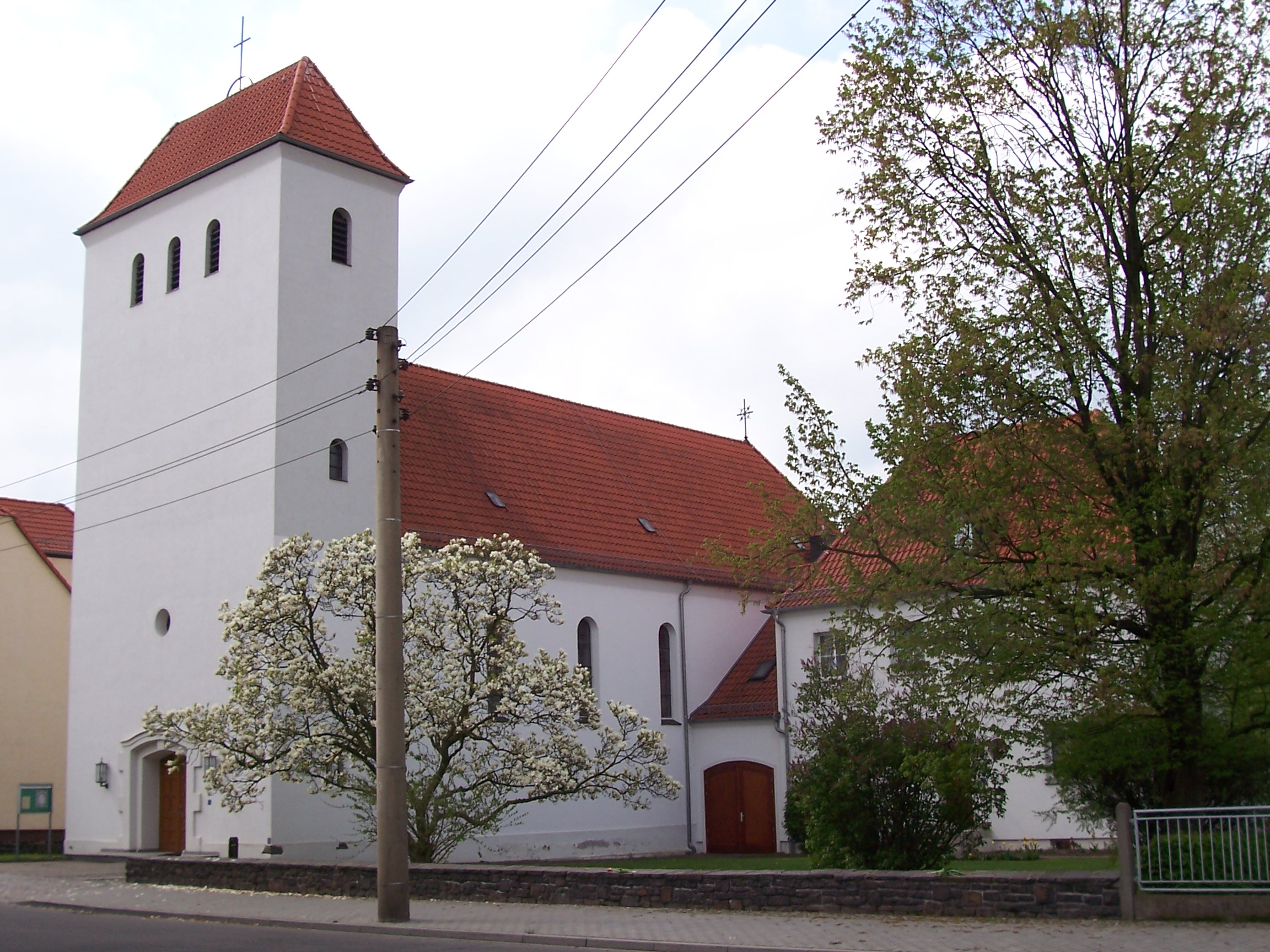
Katholische Kirche
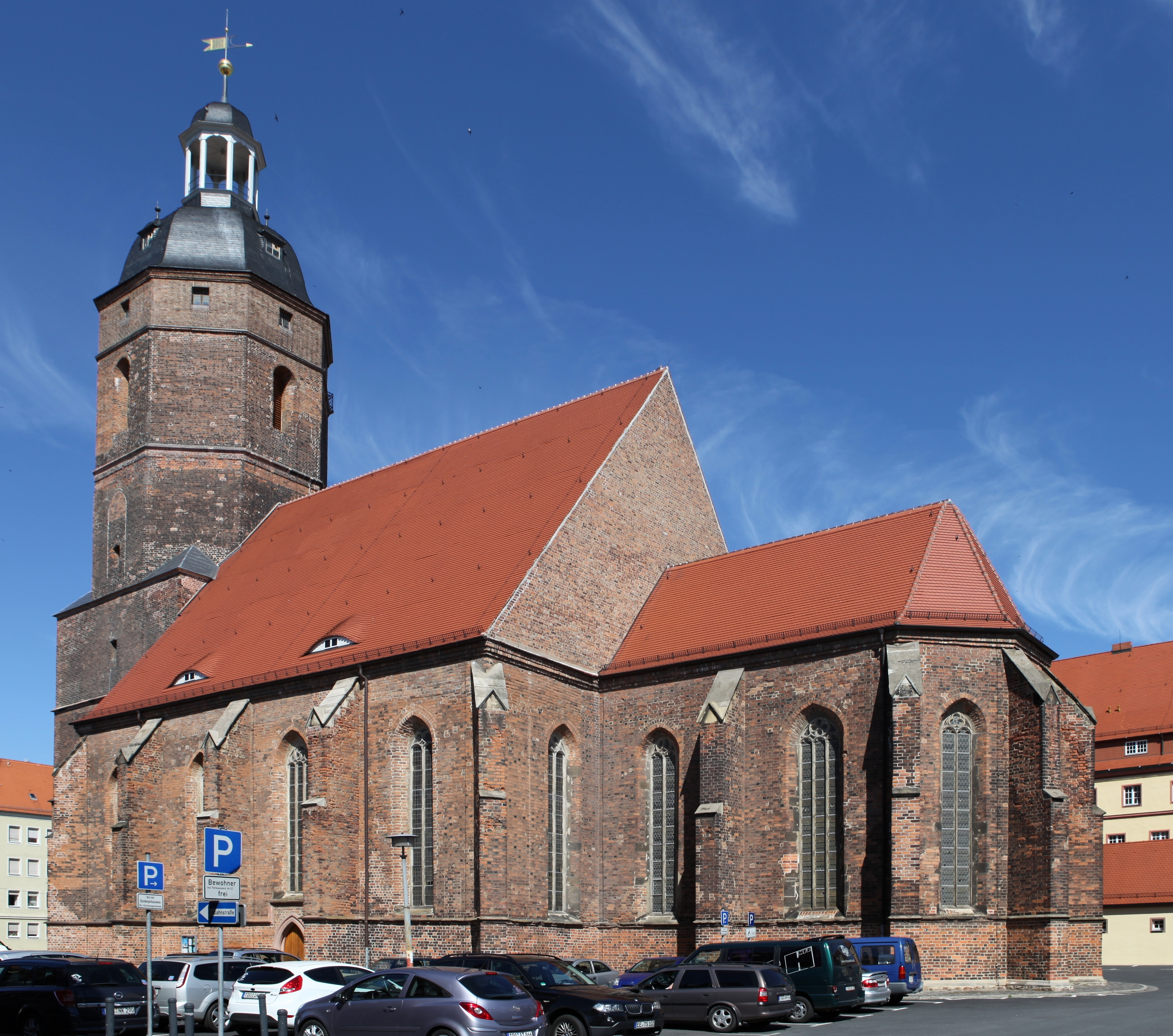
Nikolaikirche
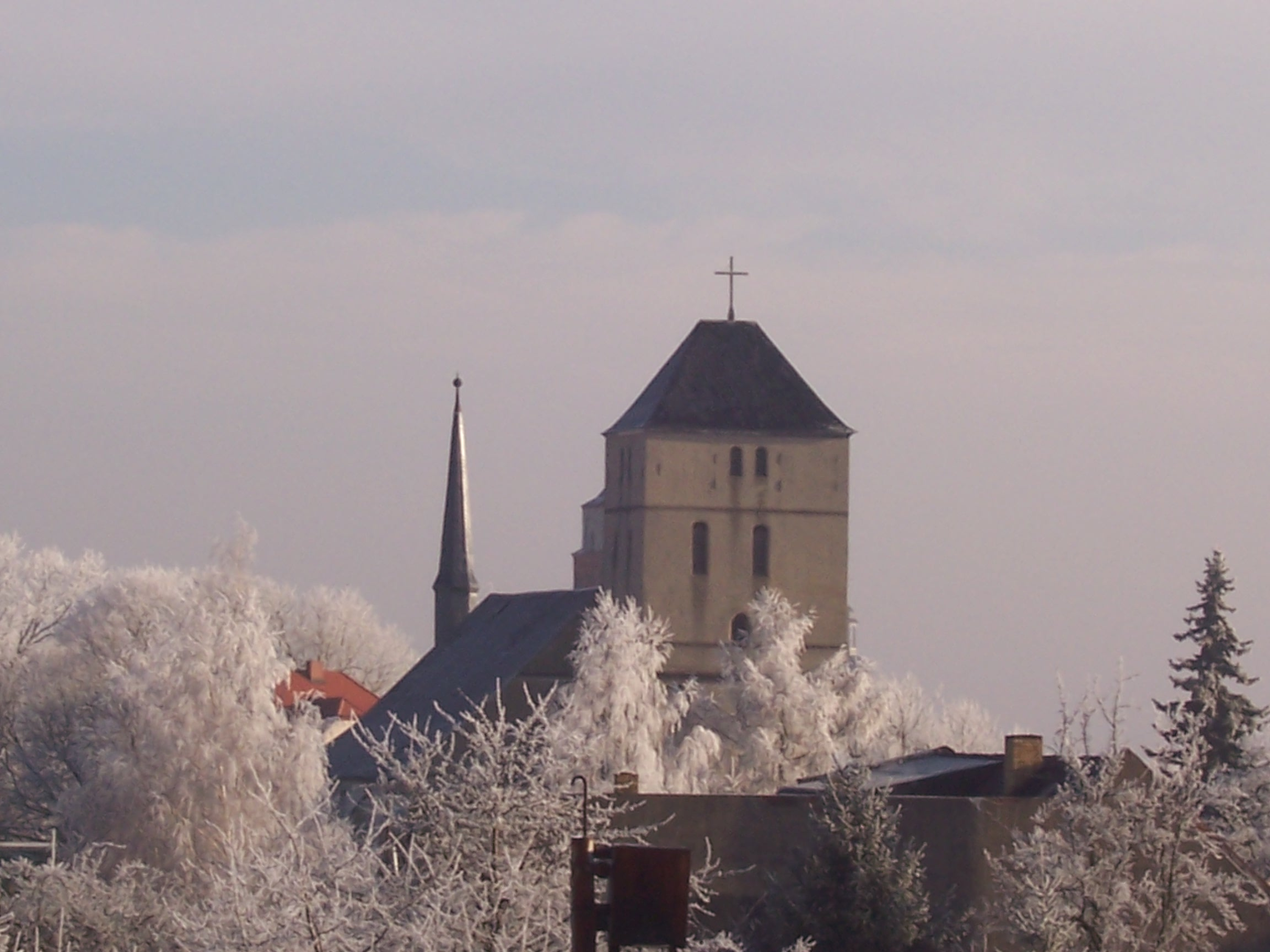
Lutherstätte Bergkirche Sankt Marien

### Weitere Bauwerke

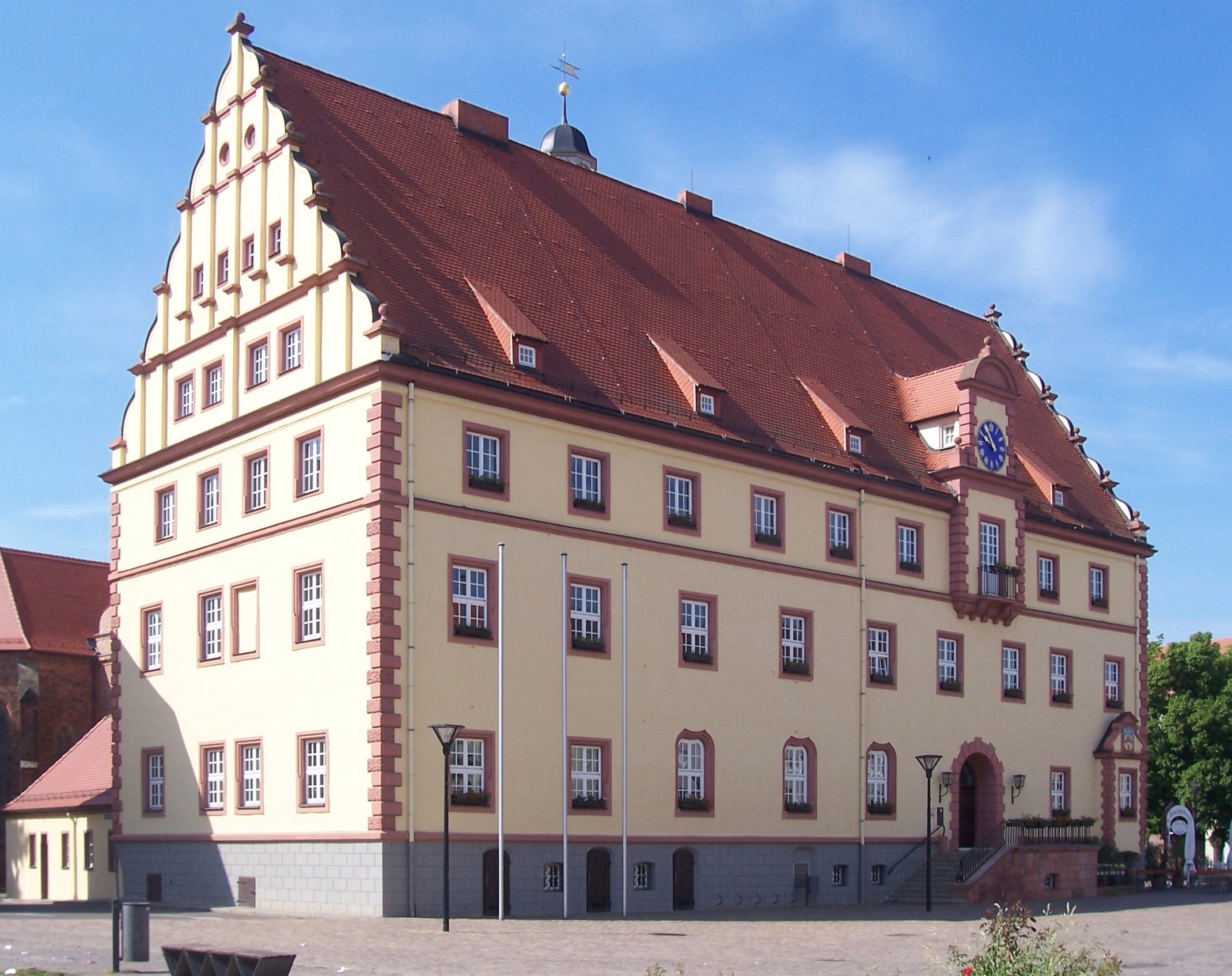
Rathaus

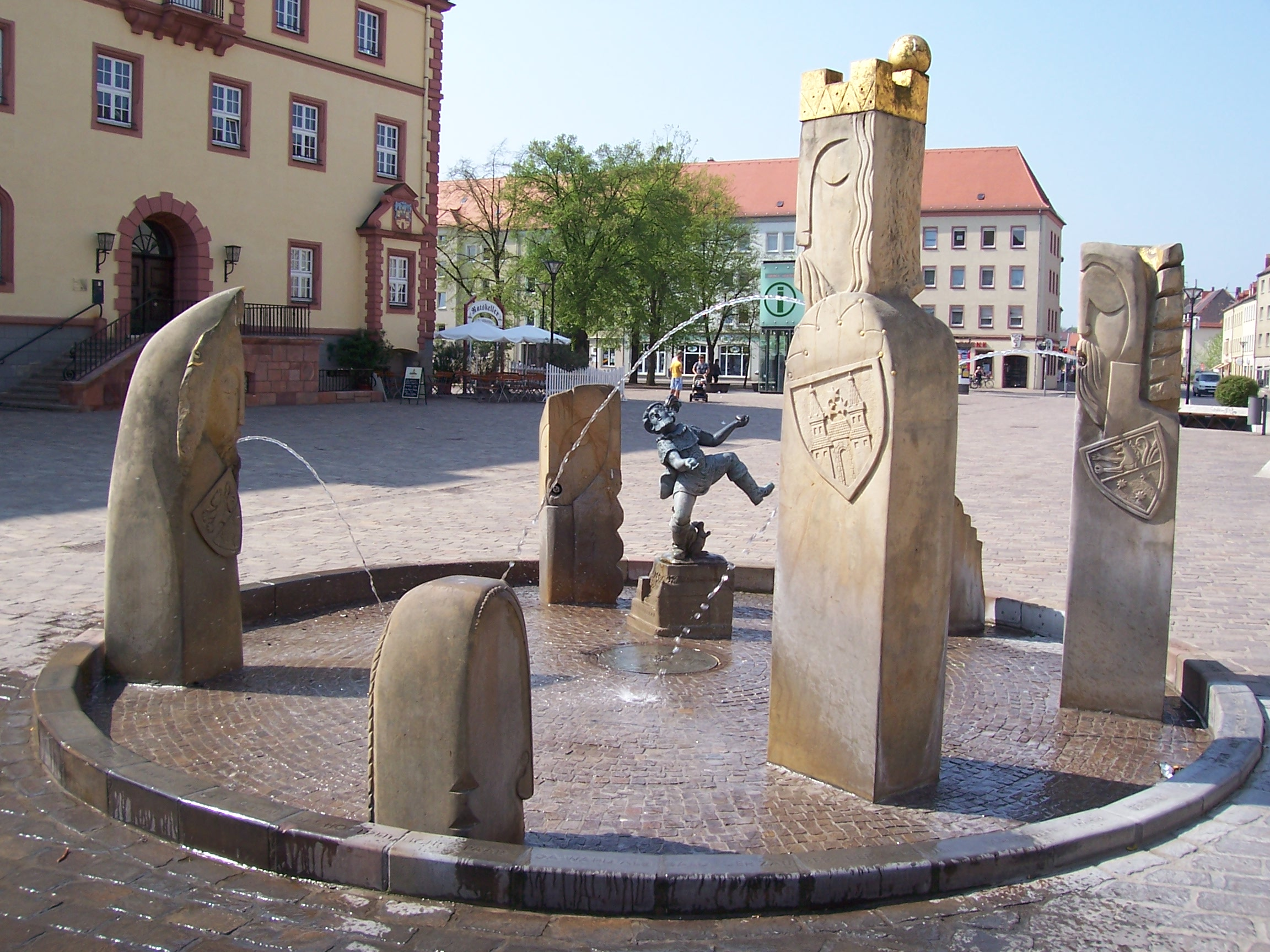
Marktbrunnen

Trotz der verheerenden Abwehrschlacht im April 1945, als ein erheblicher Teil des Eilenburger Bauerbes unwiederbringlich verloren ging, hat die Stadt heute eine Vielzahl architektonisch bedeutsamer Bauten vorzuweisen. Ein markanter Vertreter und Mittelpunkt des historischen Stadtgefüges ist das Rathaus am Marktplatz. Dieses Gebäude stammt in seiner jetzigen Kubatur aus den Aufbaujahren nach dem Zweiten Weltkrieg, als es unter Beibehaltung des Renaissancestils wieder errichtet wurde. Um dem gestiegenen Platzbedarf Rechnung zu tragen, wurde der Bau damals aufgestockt, was sich an dem Gesims zwischen dem ersten und zweiten Obergeschoss ablesen lässt. Der große Marktbrunnen aus DDR-Zeiten wurde nach 1989 durch einen kleineren von Michael Weihe ersetzt. Er erzählt die Sage von den Eilenburger Heinzelmännchen. Die Grundfläche einer nach dem Zweiten Weltkrieg abgerissenen Häuserzeile an der Ostseite des Marktplatzes blieb zu DDR-Zeiten unbebaut. Bis zur Errichtung des „Rathauscenters“ 2008/09 war der Marktplatz somit nach Osten hin deutlich größer, als man ihn heutzutage vorfindet, und reichte damals bis zum Kornmarkt.

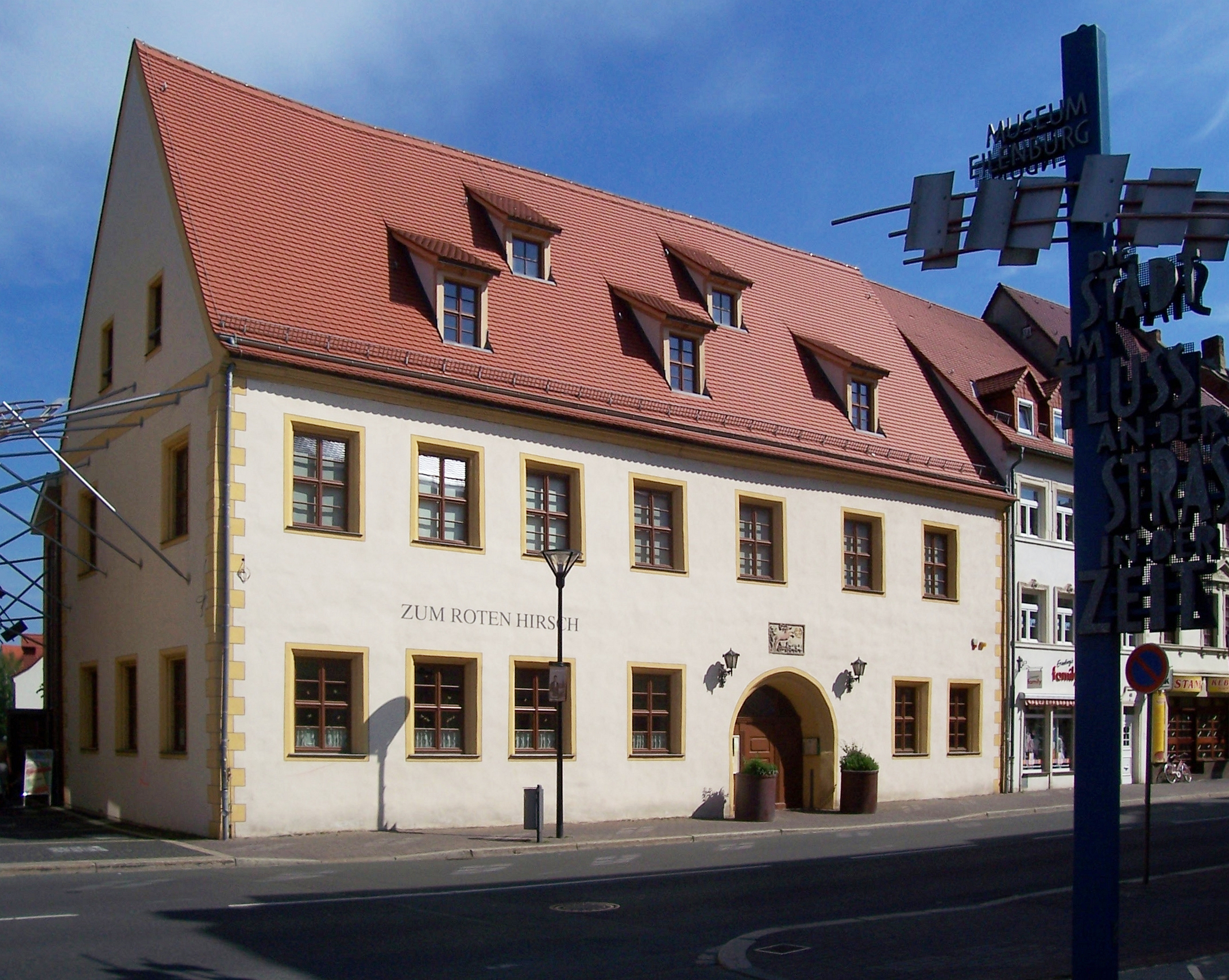
„Zum Roten Hirsch“ in der Torgauer Straße; rechts die Stele Via Regia

Am Kornmarkt befindet sich der Gasthof „Zum Roten Hirsch“. Der schlichte Renaissancebau gehört zu den ältesten Profanbauten der Stadt. Seine ältesten Teile datieren aus dem Spätmittelalter. Der Dachstuhl stammt frühestens aus dem Jahre 1562. Eine frühbarocke Deckenbemalung (um 1640) sowie zahlreiche Wandbemalungen und Friese zeugen von enormer bauhistorischer Geltung. Geschichtlich hat der Gasthof Bedeutung als Herberge mehrerer sächsischer Kurfürsten, von August dem Starken, Friedrich III. und Paul von Hindenburg sowie als Station des Leichenzugs von Schwedenkönig Gustav Adolf, der in der Schlacht bei Lützen gefallen war.
Von der Funktion als Poststation zeugt ein Relief oberhalb des Pforte. Heute ist dort das Stadtmuseum Eilenburg beheimatet.

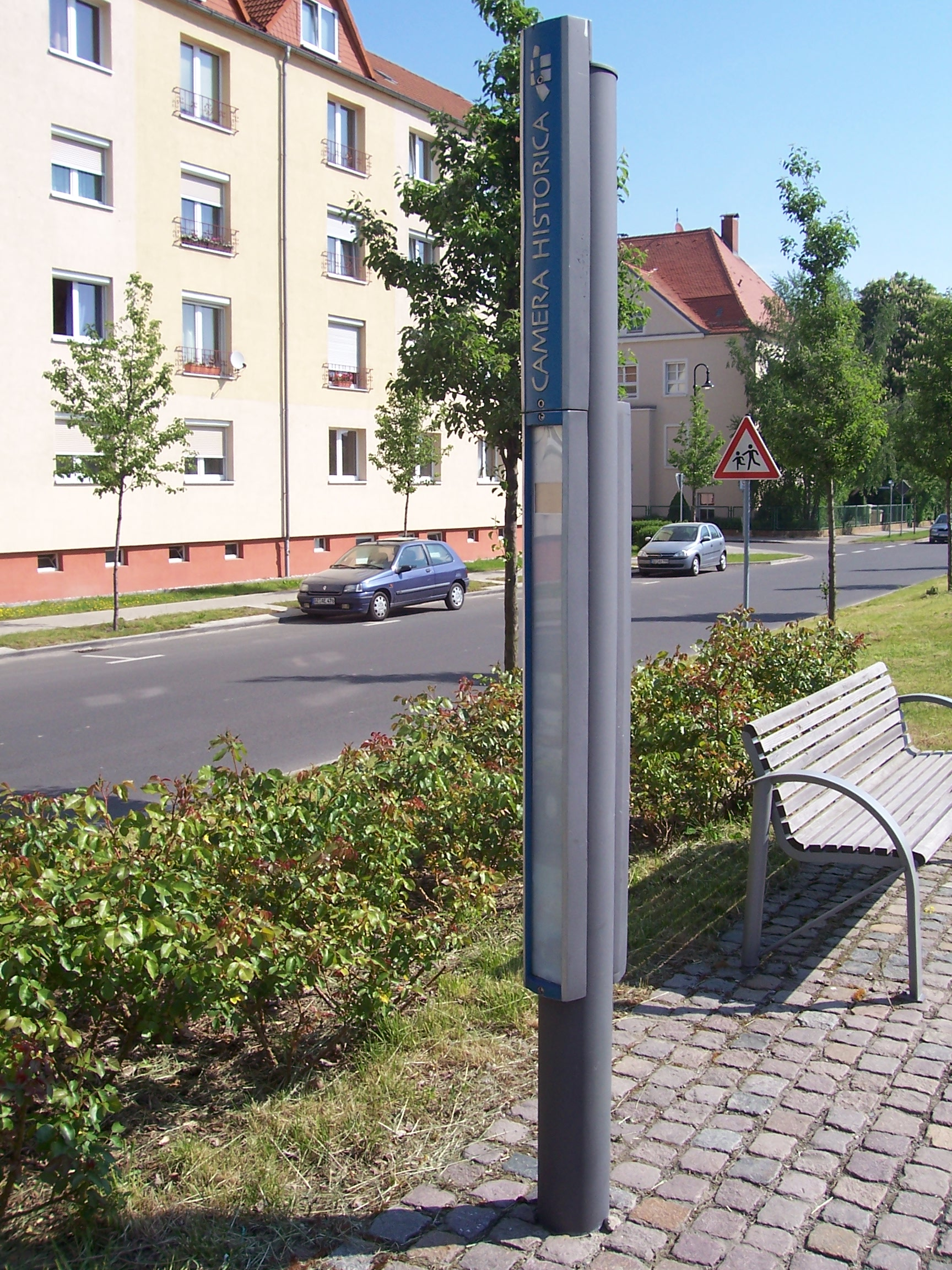
Camera Historica am Nordring

Gegenüber vom „Roten Hirsch“ befindet sich die Stele Via Regia. Diese von einem Chemnitzer Künstler entworfene Säule hat eine Gesamthöhe von 6,5 Metern. An ihr wurde der Text: „Die Stadt am Fluss an der Straße in der Zeit“ angebracht. Zum einen soll sie in ihrer Auffälligkeit den Vorbeikommenden den Weg zum Stadtmuseum zeigen, zum anderen soll sie die Bedeutung der Via Regia als wichtigste Ost-West-Verbindung und der Mulde für die Entwicklung der Stadt erklären. In Verbindung zu der Stele wurden im gesamten Stadtgebiet so genannte Camera Historica aufgestellt und Informationstafeln angebracht. Beides gehört zu dem historischen Stadtrundgang, den der Eilenburger Geschichts- und Museumsverein zusammen mit der Stadtverwaltung Eilenburg angelegt hatte. An in der Geschichte der Stadt bedeutenden Bauten geben die Informationstafeln nähere Auskunft zu den jeweiligen Gebäuden. Die Camerae Historicae sind eine Art Gucksäulen, die dem Besucher das Eilenburg, welches 1945 zerstört wurde, durch historische Aufnahmen und kurze Texte näher bringt.

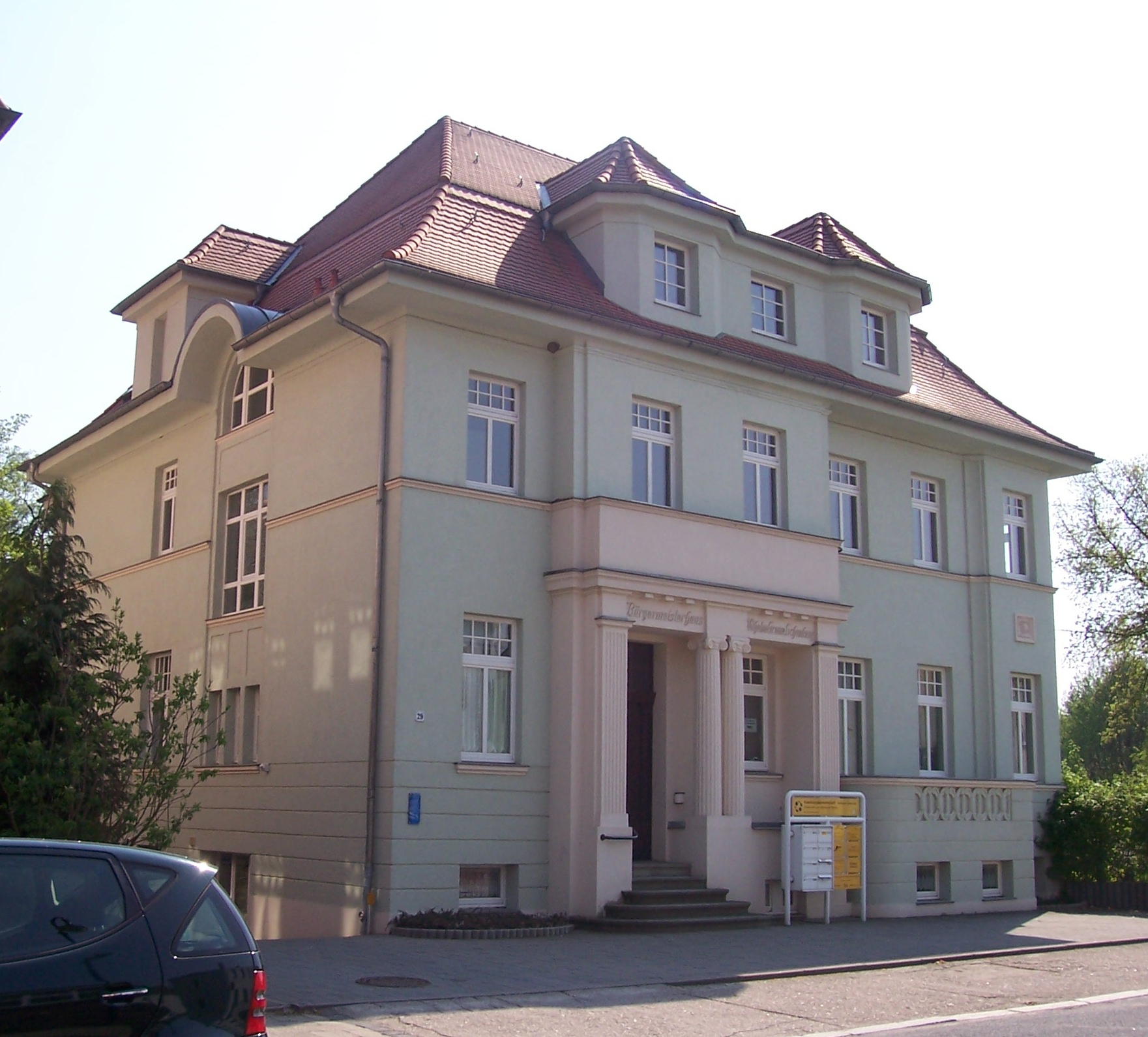
Bürgermeisterhaus am Anger

In der Nähe des Stadtparks und des Muldearmes Mühlgraben befindet sich in einem kleinen Ensemble von Villen das Bürgermeisterhaus, die Wilhelm-Grune-Schenkung, die eine Vielzahl von Jugendstilornamenten aufweist. Wilhelm Grune war ein wohlhabender Mühlenbesitzer in der Stadt. Als er 1919 starb, hinterließ er sein gesamtes Vermögen der Stadt. Bereits 1916 schenkte er der Stadt einen größeren Betrag, der zum Bau eines Bürgermeisterhauses aufgewendet werden sollte. Es sollte dem jeweils Ersten Bürgermeister Eilenburgs als Wohnhaus zur Verfügung gestellt werden. Der Erste Weltkrieg und die von Krisen geprägte Zeit danach verzögerten die Fertigstellung. Der erste Bewohner war der langjährige Bürgermeister Alfred Belian, der selbst an der Gestaltung des Hauses mitwirkte.

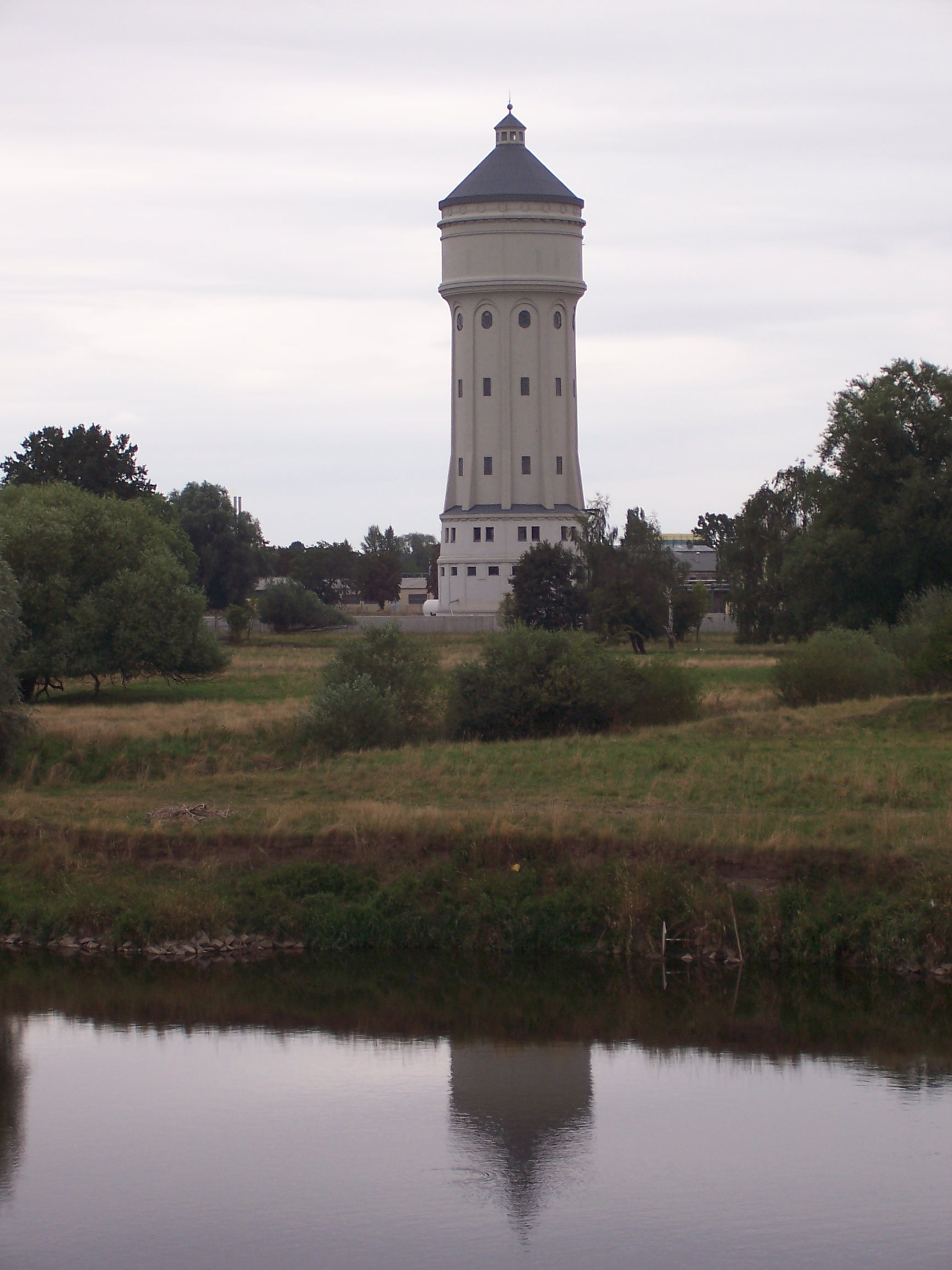
Wasserturm des ehemaligen Chemiewerks

Verlässt man den Stadtteil Mitte in Richtung Eilenburg-Ost, wird an der Muldebrücke der Wasserturm des ehemaligen Chemiewerkes sichtbar, das wohl eindrucksvollste technische Bauwerk der Stadt. Er wurde 1916 am Ende der Hochzeit des Wasserturmbaus für die Zelluloidfabrik errichtet. Er wurde in der aufwendigen Bauart Otto Intzes vom Unternehmen Dyckerhoff und Widmann AG aus Dresden gebaut. Er prägt seitdem die Stadtsilhouette. Er beherbergte vier Hochbehälter mit je einmal 1000, 500, 65 und 20 Kubikmetern und einen Tiefbehälter im Keller mit 500 Kubikmetern Fassungsvermögen.
Nachdem er in der Zeit der DDR zwar für technische Zwecke genutzt, aber nicht saniert wurde, verfiel er immer mehr. Den Anlass für eine umfassende Instandsetzung brachte das Augusthochwasser im Jahr 2002. So wurde noch Ende 2002 mit Zuschüssen des Freistaates Sachsen mit der Sanierung begonnen. Dabei wurden die Hochbehälter im Turm demontiert. Heute dient der noch verbliebene Tiefbehälter als Löschwasserspeicher für das benachbarte Industrie- und Gewerbegebiet „Kunststoffcenter am ECW-Wasserturm“. Der Turm ist zu besonderen Anlässen wie dem Tag des offenen Denkmals der Bevölkerung zugänglich. 2004 kam er außerdem in die engere Auswahl für den Sächsischen Staatspreis für Baukultur. Positiv wurde bewertet, dass man für den ehemaligen Wasserturm eine neue Nutzungsmöglichkeit gefunden hat, die den Erhalt des Turmes sichert.
Daneben gehören die Schulgebäude zu den städtebaulichen Markanten. In einem 20 Jahre währenden kommunalen Schulbauprogramm um die Jahrhundertwende entstanden mehrere repräsentative Bauten, die Spiegelbild des Wohlstands der damals wachsenden Stadt waren und sich zum größten Teil bis in die heutige Zeit erhalten haben. Herausragende Vertreter sind die Bürgerschule (1887) als typisches Beispiel des Historismus, die neoromanische Bergschule (1904), das Realgymnasium (1906) in Jugendstilformen, das Königliche Lehrerseminar (1911) und die späthistoristische Stadtschule (1894, 1945 zerstört).
Ein nicht nur besonders altes, sondern auch in seiner Erscheinung besonderes Bauwerk stellen die Eilenburger Bergkeller dar, ein in Lockerstein vorgetriebenes Stollensystem, das den gesamten Stadtteil Berg unterkellert. Sie hatten im Laufe der Geschichte verschiedene Bedeutung. Ursprünglich wurden sie zur Lagerung von Speisen, vor allem aber von Wein und Bier genutzt. Im Zweiten Weltkrieg dienten sie als Produktionsstandort für die Kriegsindustrie, im April 1945 boten sie vielen Einwohnern Schutz vor dem schweren Beschuss der Stadt.

### Parks

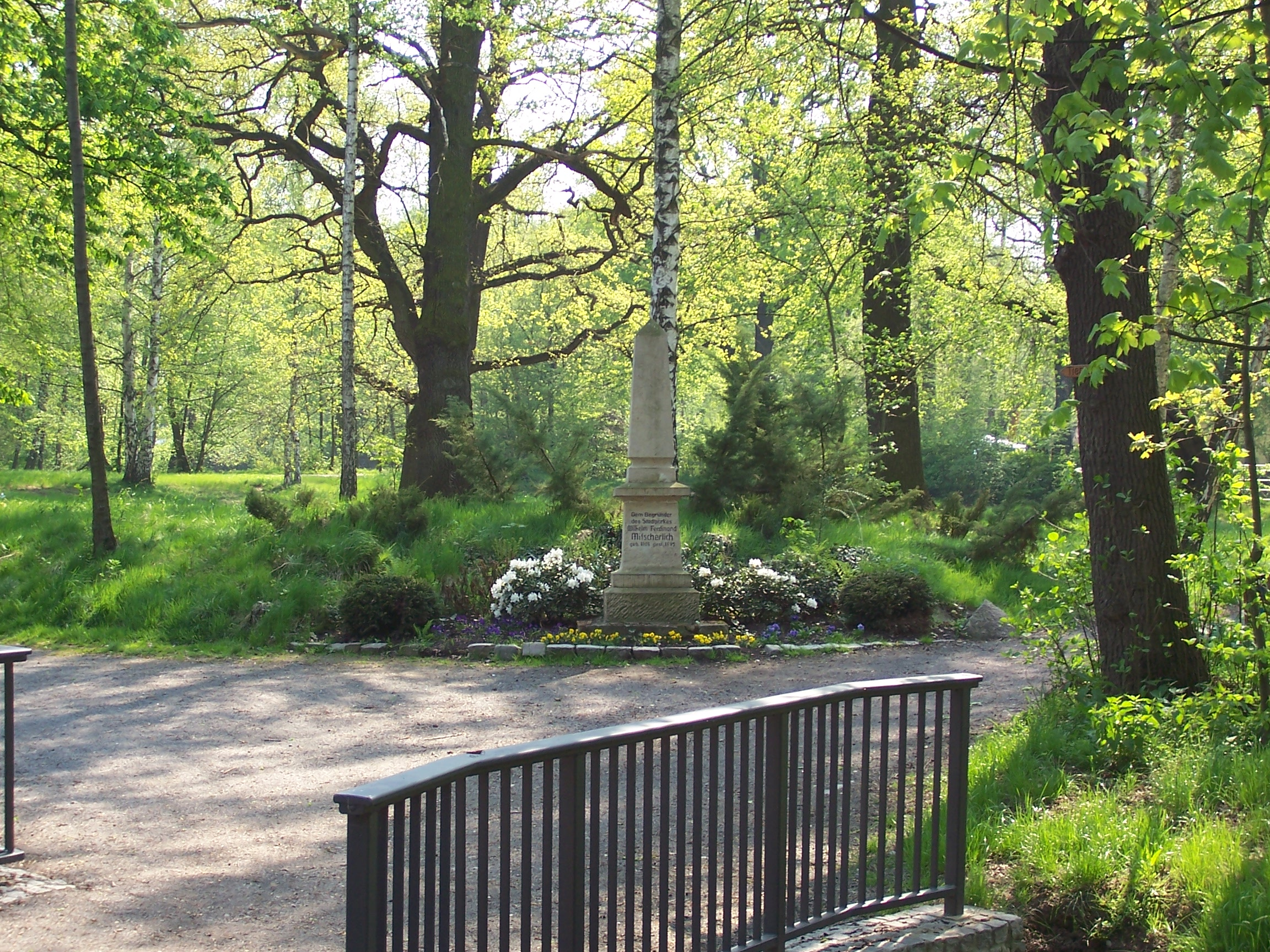
Eilenburger Stadtpark mit dem Denkmal des Gründers Wilhelm Ferdinand Mitscherlich

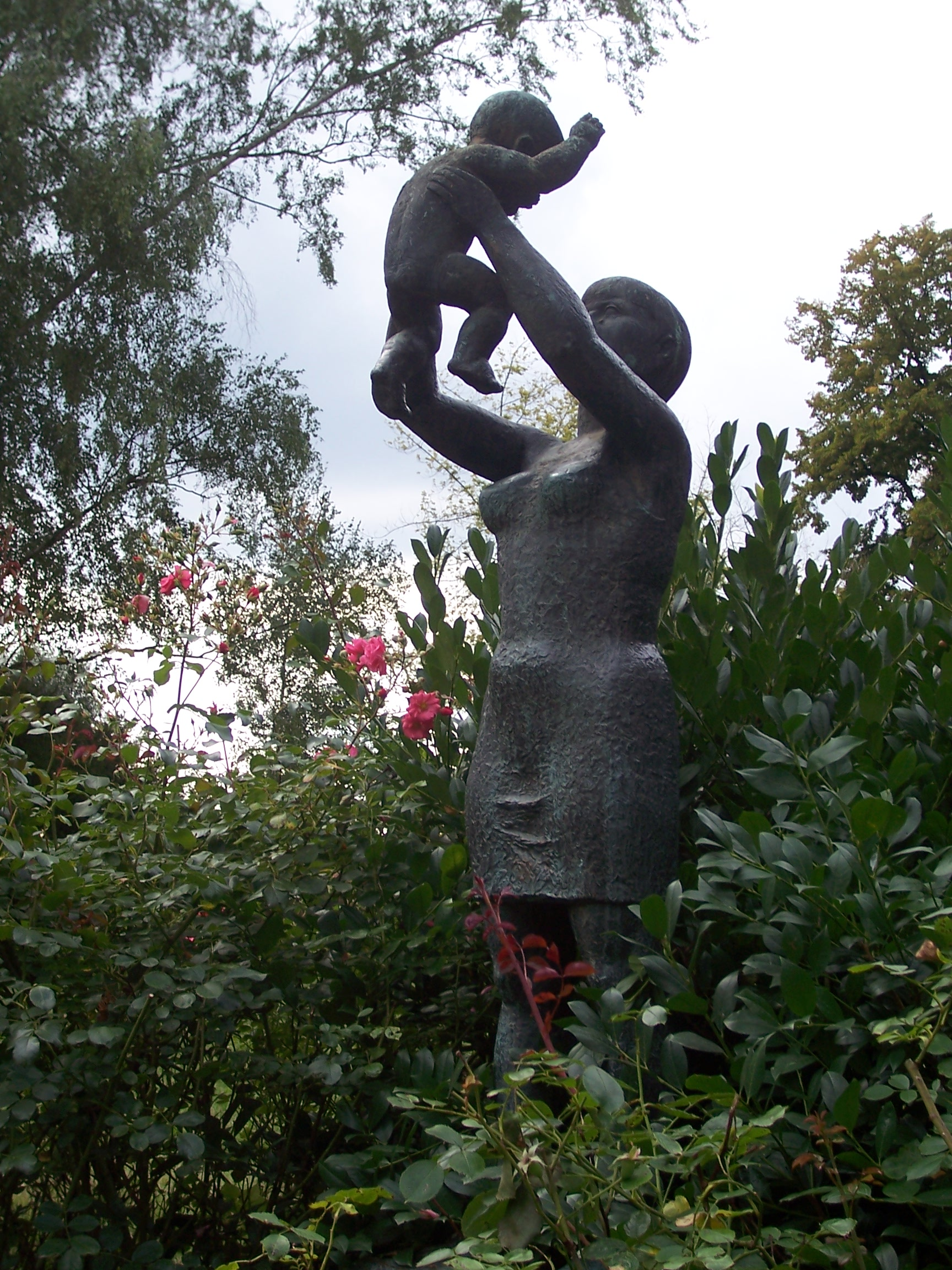
Statue im Stadtpark

Die Stadt Eilenburg wirbt seit geraumer Zeit mit dem Slogan Muldestadt mit grünem Herzen, und tatsächlich hat die Stadt eine ausgeprägte Park- und Grünflächenlandschaft vorzuweisen. Allen voran ist in diesem Zusammenhang der Stadtpark zu nennen.
Der im Südwesten der Stadtmitte befindliche Stadtpark wurde auf Initiative des Industriellen Wilhelm Ferdinand Mitscherlich (1826–1895) 1870 angelegt. Der etwa zwölf Hektar große Park wurde bei der Bevölkerung bald populärer als der Bürgergarten südlich von Eilenburg, da er zentrumsnäher war und ist. In ihm befinden sich ein Tierpark, ein Schwanenteich, ein Spielplatz und ein Rosarium. Letzteres befindet sich unmittelbar am Bahnhof. Dieses Prachtstück des Garten- und Landschaftsbaus entstand 1932/33 während der Weltwirtschaftskrise. Der Stadtpark umfasst 1200 bis 1300 Bäume.
Direkt im Stadtpark befindet sich der Tierpark Eilenburg. Bereits 1959 wurde im Stadtpark ein erstes Gehege eröffnet und wenig später ein Stallgebäude errichtet. Ab 1975 wurde der Tierpark immer mehr ausgebaut und erweitert. Unter anderem wurde ein Mehrzweckgebäude mit Aquarium und Terrarium und ein Wirtschaftsgebäude eingeweiht. 1992 gründete sich dann der Tierparkverein, dem 1998 die Trägerschaft von der Stadt übertragen wurde. 2002 wurde auch der Tierpark vom Hochwasser schwer getroffen, allerdings konnten durch Spenden und andere finanzielle Hilfen die Schäden schnell beseitigt werden. Seit 1998 hat sich die jährliche Besucherzahl mehr als verdoppelt, so dass im Jahr 2008 mehr als 50.000 Menschen den Tierpark besuchten; damit konnte man erstmals in der Geschichte des Tierparks die 50.000-Marke brechen. Dazu beigetragen hat auch die Eröffnung einer Gaststätte im Park. Der Träger des Heimatzoos ist der Tierparkverein Eilenburg e. V.; er ist Mitglied der Deutschen Tierparkgesellschaft. Auf dem etwa vier Hektar großen Areal leben 36 Arten mit rund 210 Individuen(2009).
Es gab jedoch schon vor der Eröffnung des Stadtparks eine Grünanlage in der Stadt. Der Bürgergarten war eine Parkanlage südlich der Eisenbahnstrecke Halle-Cottbus-Sorau. Er befindet sich zwischen der Insel Alsen und der Gartenanlage Sewastopol. Im Süden grenzt der so genannte Teufelswinkel an, über den es auch eine Sage gibt. Nach dem Zweiten Weltkrieg wurde die Anlage nicht mehr gepflegt, bis 1990 befand sich jedoch das Stadtbad dort. Heute ist es vollkommen verwildert. Die Teiche dort werden von einem Eilenburger Anglerverein genutzt.
Direkt im Stadtgebiet, im nördlichen Zentrum, wurde vor einigen Jahren ein Grüngürtel am Nordring angelegt. Er erstreckt sich beinahe genau über den Standort der ehemaligen Stadtmauer im Norden. Die Anlage wurde vom Europäischen Fonds für regionale Entwicklung (EFRE) zu 75 Prozent, mit Mitteln zur Stadtsanierung zu 15 Prozent und einem städtischen Eigenanteil von 10 Prozent kofinanziert. Die Gesamtkosten beliefen sich auf knapp 900.000 Euro. Unter anderem befinden sich hier Spielanlagen und eine mit kleinen Pflastersteinen in den Boden eingelassene historische Karte der Stadt.

### Natur

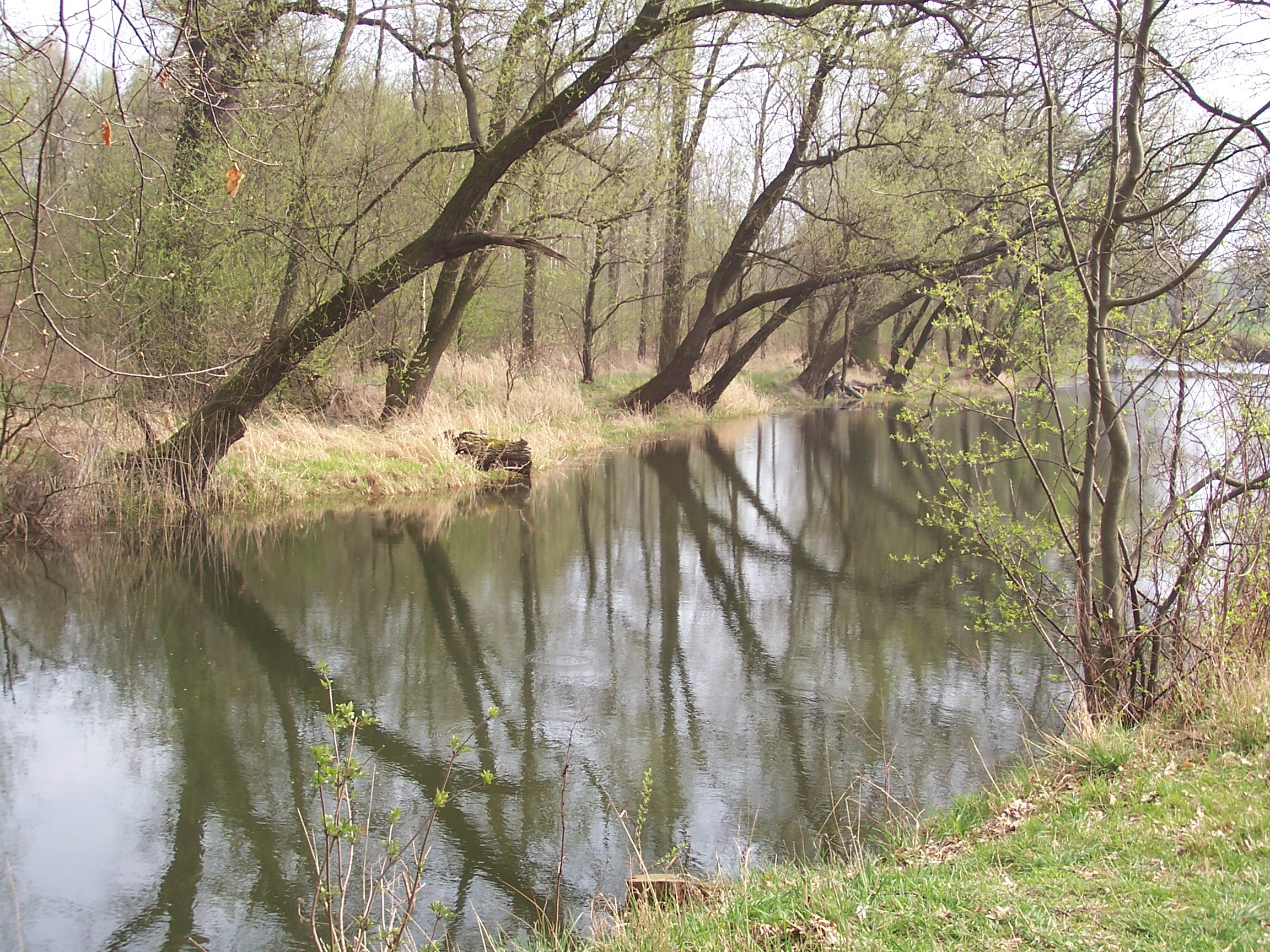
Toter Arm der Mulde im Lübbisch

In der Gegend um Eilenburg fließt die Mulde breit und durch viele Mäander gebremst durch die weitgehend naturbelassene Muldenaue. Zwischen Eilenburg und dem Ortsteil Hainichen befindet sich noch ein gänzlich unberührtes Stück der Muldenauenlandschaft, der so genannte Lübbisch, ein Altwasser der Mulde. Er dient im Hochwasserfall als Überschwemmungsgebiet. Und auch westlich des Mühlgrabens finden sich in der Nähe der Ortschaft Wedelwitz in einem Wasserschutzgebiet zahlreiche tote Flussarme. Doch bevor die Mulde Eilenburg überhaupt erreicht, passiert sie zunächst einige Kilometer südlich der Stadt ein Wehr.
Am jetzigen Bobritzer Damm, der auch Kollauer Wehr genannt wird, entstand vermutlich vor etwa 700 Jahren die erste wassertechnische Anlage. Diese war nötig, um den kurz vorher abzweigenden, künstlich angelegten Mühlgraben mit ausreichend Wasser zu versorgen, damit die zahlreichen flussabwärts liegenden Mühlen betrieben werden konnten. In den 1920er Jahren wurde das Wehr durch starken Eisgang auf der Mulde komplett zerstört. Zwischen 1926 und 1928 hat man es wieder neu errichtet. Die letzte Instandsetzung erfolgte 1999 von der Landestalsperrenverwaltung Sachsen – Talsperrenmeisterei Rötha. Man versah den Damm damals mit einer 45 Meter langen Fischtreppe.
Im äußersten Westen auf der Grenze zwischen den Gemeinden Schönwölkau und Eilenburg befindet sich der so genannte Kämmereiforst. Der Kämmereiforst ist ein natürlich gewachsener Eichen- und Hainbuchenwald. Die Ackerflächen im Leipziger Land, etwa ab der Mulde bis nach Leipzig und Delitzsch, waren vor der Einwirkung des Menschen komplett von solchen Eichen- und Hainbuchenwäldern bewachsen. Allerdings eignete sich der Boden hervorragend als Ackerboden, was zur Folge hatte, dass bis auf geringe Flächen der gesamte Bestand gerodet wurde. Deswegen zählt der Altkreis Delitzsch und die westlichen Teile des ehemaligen Kreises Eilenburg zu den waldärmsten Gebieten in ganz Deutschland. Der Kämmereiforst ist somit ein kleiner übrig gebliebener Rest der ehemaligen riesigen Waldfläche in diesem Gebiet.
Den Namen hat er schlicht, weil das Gebiet in früheren Jahren der Leipziger Kämmerei gehörte. Mitten im Wald – etwa auf halber Strecke zwischen Pressen und Naundorf – befindet sich ein gleichnamiger Bahnhof.
→ siehe auch: Liste der Naturdenkmale in Eilenburg

### Gedenkstätten

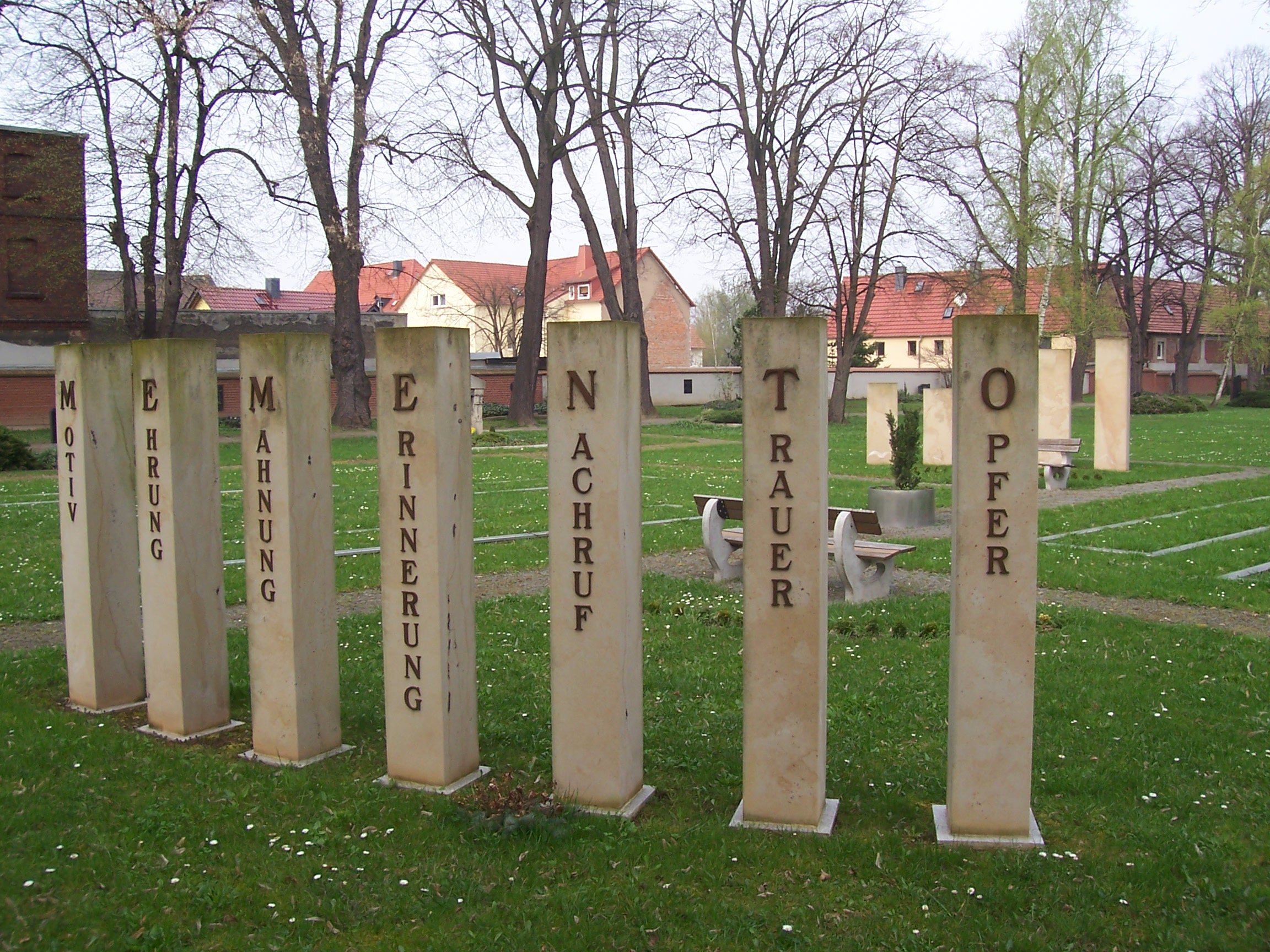
MEMENTO – von Bildhauer Torsten Freche im Jahre 2005 geschaffenes Mahnmal auf dem Stadtfriedhof

- Mahn- und Gedenkstätte auf dem Stadtfriedhof für die Opfer des Zweiten Weltkrieges
- Gedenkstätte für die Opfer des Ersten und des Zweiten Weltkrieges auf dem Ehrenfriedhof im Stadtteil Berg
- Drei Sammelgräber auf dem Ostfriedhof. Eines für Opfer des Luftminenabwurfes in Eilenburg-Ost am 11. Juli 1944, eines für Opfer der Explosion eines Munitionszuges auf dem Eilenburger Bahnhof am 29. März 1945 und eines für zivile Opfer der Kampfhandlungen in Eilenburg im April 1945.
- Sowjetischer Ehrenhain auf dem Ostfriedhof für Rotarmisten, die Opfer des Zweiten Weltkrieges wurden
- Ehrenmal auf dem Ostfriedhof für antifaschistische Widerstandskämpfer und Opfer des Faschismus
- Gedenkstein für die Hainicher Gefallenen des Ersten und des Zweiten Weltkrieges in Hainichen

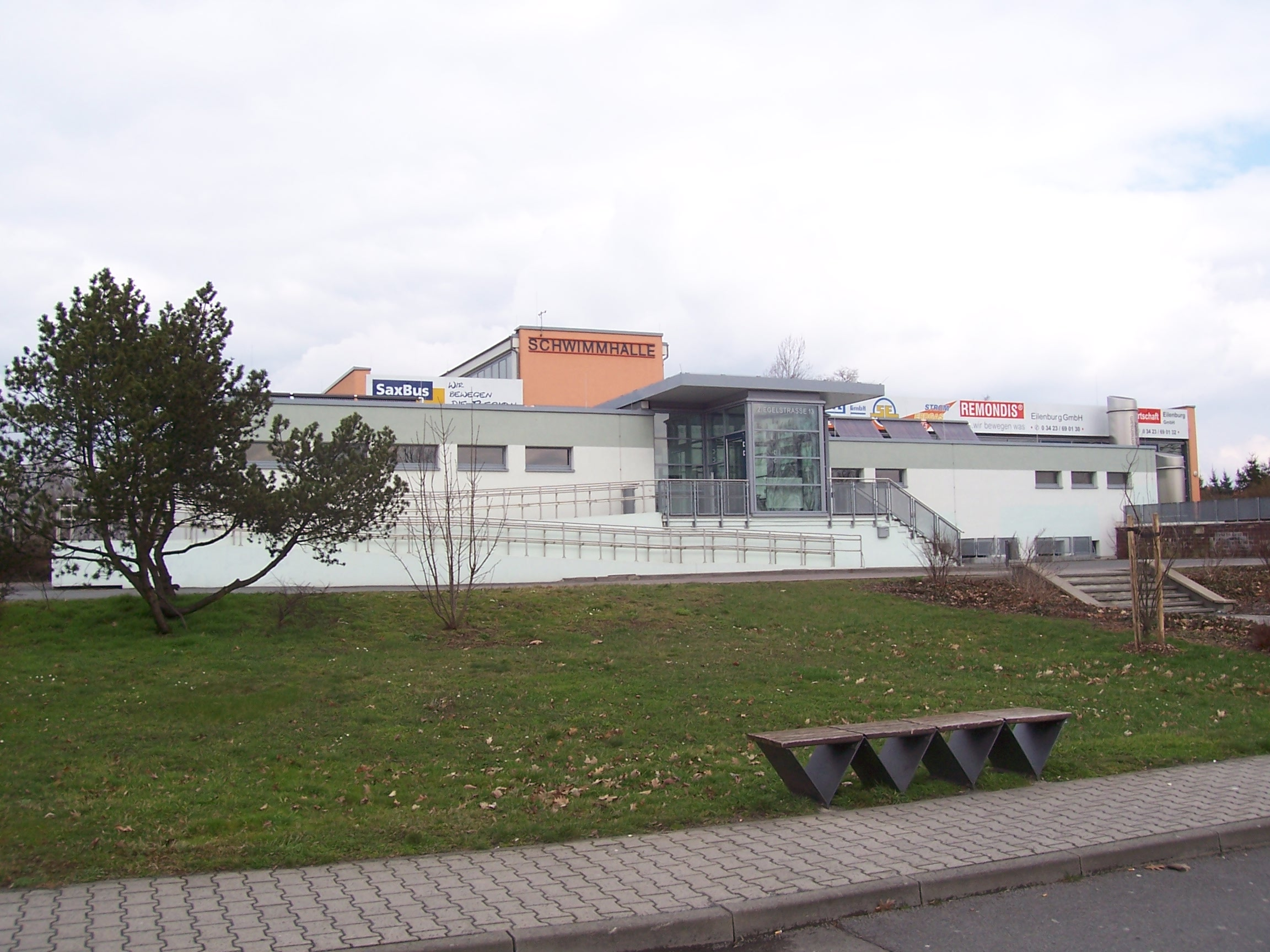
Schwimmhalle

- Kriegsgräberstätte in Behlitz

### Bäder
Eilenburg hat zwei Bäder: eine Schwimmhalle mit Sauna und einen durch Kiesabbau entstandenen See mit Wasserskianlage.

#### Schwimmhalle
Die Schwimmhalle, die sich in Trägerschaft der 2008 gegründeten stadteigenen Kulturunternehmung Eilenburg befindet, ist ein schlichter Funktionalbau. Eine solche Einrichtung war in den damaligen, staatlichen Planungen für eine Stadt von der Größe und Bedeutung Eilenburgs aus Kostengründen normalerweise nicht vorgesehen und war seitens des Rates des Kreises zunächst offiziell nicht genehmigungsfähig. Letztlich konnte die Halle aber mit Hilfe von Geldern aus den umliegenden LPG sowie durch Bereitstellung von Material und Arbeitsleistungen durch 76 örtliche Betriebe doch errichtet und 1978 eröffnet werden. Sie befindet sich im Stadtteil Ost, in der Nähe des ehemaligen Eilenburger Chemiewerkes. Sie besitzt ein Nichtschwimmerbecken mit bis zu 1,3 Metern Tiefe und 25 m-Schwimmerbecken mit bis zu 3,8 Metern Tiefe. Im Schwimmerbecken gibt es ein Einmetersprungbrett und eine Dreimeterplattform. Im Keller befinden sich eine Finnische Trockensauna und ein Dampfbad. Im Jahr 2002 wurde die Schwimmhalle, aufgrund ihrer Nähe zur Mulde stark getroffen und danach umfangreich saniert. Die Schwimmhalle zählt im Jahr über 86.000 Badegäste. Einen großen Anteil daran haben das Schul- und Vereinsschwimmen. Das Einzugsgebiet erstreckt sich bis Wurzen, Bad Düben und sogar Leipzig.

#### Kiesgrube
Die Kiesgrube Eilenburg, die unter dem Namen Freizeit- und Erholungszentrum vermarktet wird, befindet sich am südwestlichen Rand des Naturparks Dübener Heide. Er ist etwa 150 Hektar groß, wächst allerdings durch den Kiesabbau noch weiter. Auf dem See sind Surfen, Segeln, Wasserski und Angeln möglich. Außerdem befinden sich auf dem Gelände ein Campingplatz, dazugehörige Sanitäranlagen und ein Gasthaus. Immer wieder werden hier auch Konzerte veranstaltet. Die sächsischen Meisterschaften im Rudern finden auf dem Eilenburger Kiessee statt.

### Vereinswesen
| Art           | Anzahl |
| ------------- | ------ |
| Sportvereine  | 43     |
| Kulturvereine | 12     |
| Sozialvereine | 9      |
| Gartenvereine | 19     |
| Sonstige      | 26     |
| Gesamt        | 109    |

- Der Eilenburger Carneval-Club e. V. veranstaltet jedes Jahr einen Rosenmontagsumzug. Er hat sich in den letzten Jahren zu dem größten Umzug am Rosenmontag in Sachsen entwickelt und wird seit 2004 vom MDR Fernsehen live übertragen.
- Der Eilenburger Burgverein e. V. gründete sich nach dem Brand des Amtshauses. Ziel des Vereins ist der Wiederaufbau des Amtshauses und der Eilenburger Berganlage. Der Sorbenturm wird zu bestimmten Anlässen der Bevölkerung zugänglich gemacht.
- Der FC Eilenburg e. V. spielt seit 2021 in der NOFV-Regionalliga, der vierthöchste Spielklasse in Deutschland. Heimspiele finden im Ilburg-Stadion in der Schlossaue statt. Der Verein wurde in den Jahren 2004 und 2017 Sachsenmeister. Im Jahr 2020 nahm er als Finalist im Sachsenpokalfinale, das im Ilburg-Stadion ausgetragen wurde, am bundesweit in der ARD übertragenen „Pokaltag der Amateure“ teil.
- Der Fremdenverkehrsverein Eilenburg e. V. gründete sich am 14. Juli 1995. Seine Ziele sind die Förderung und Erweiterung des Fremdenverkehrs in Eilenburg und Umgebung.
- Der Ruderclub Eilenburg e. V., der 2006 sein hundertjähriges Bestehen feierte. Der Verein richtet jährlich die „Eilenburger Frühjahrsregatta“ und im Oktober die sächsischen Landesmeisterschaften im Rudern auf der Kiesgrube in Eilenburg aus. Die Volleyballer des Vereins nehmen jedes Jahr am Volleyball Deutschland Turnier des DRV teil (Sieger 2008).
- Der VfL Eilenburg e. V., der seit Jahrzehnten nationale und internationale Laufveranstaltungen durchführt. Bis über die Landesgrenzen ist der jährlich im März stattfindende Mazdalauf in der Innenstadt bekannt.

### Sport

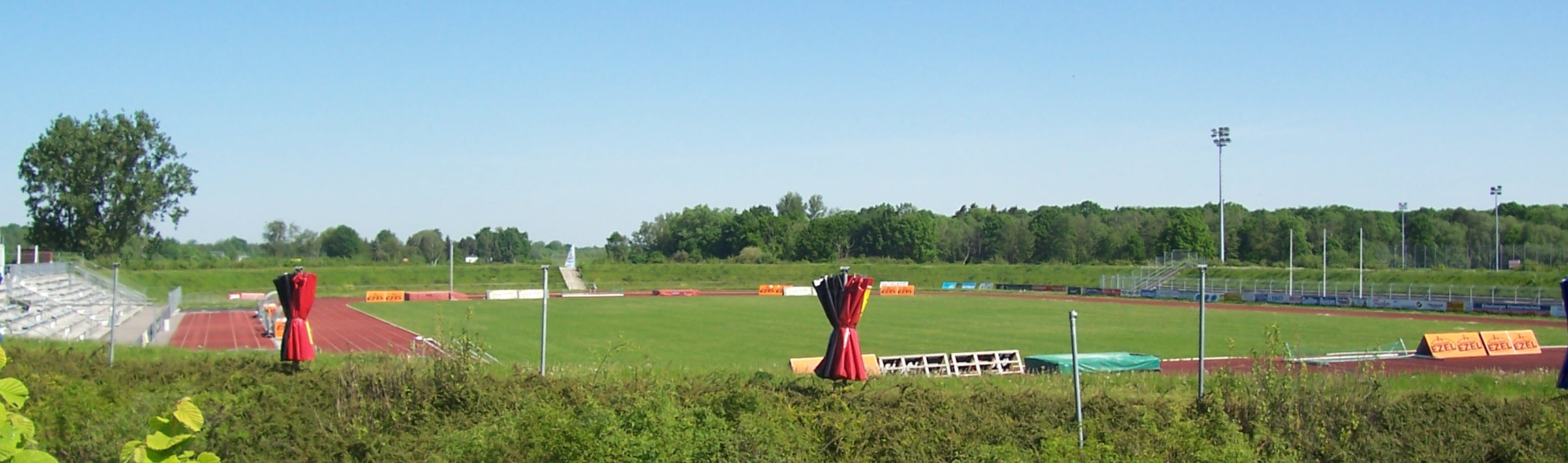
Ilburg-Stadion in der Hainicher Aue

Eilenburg hat eine ganze Reihe von Sportvereinen, die die Stadt weithin bekannt machen. Einer davon ist der Fußballverein FC Eilenburg e. V. Er holte 2004 und 2017 den Sachsenmeistertitel, stand im Jahr 2020 im Sachsenpokalfinale und spielt seit 2021 in der NOFV-Regionalliga, der höchstmöglichen Amateurspielklasse. Heimspiele der ersten Männermannschaft finden im Ilburg-Stadion in der Hainicher Aue statt, am nördlichen Stadtrand gelegen. Das Ilburg-Stadion verfügt über eine Kapazität von rund 5600 Plätzen. Spiele der Jugendmannschaften finden im Sparkassen-Fußballzentrum gegenüber dem Ilburg-Stadion statt. Dort befindet sich neben einem Kunstrasenplatz und weiteren Fußballfeldern auch ein eigener Sanitärtrakt.

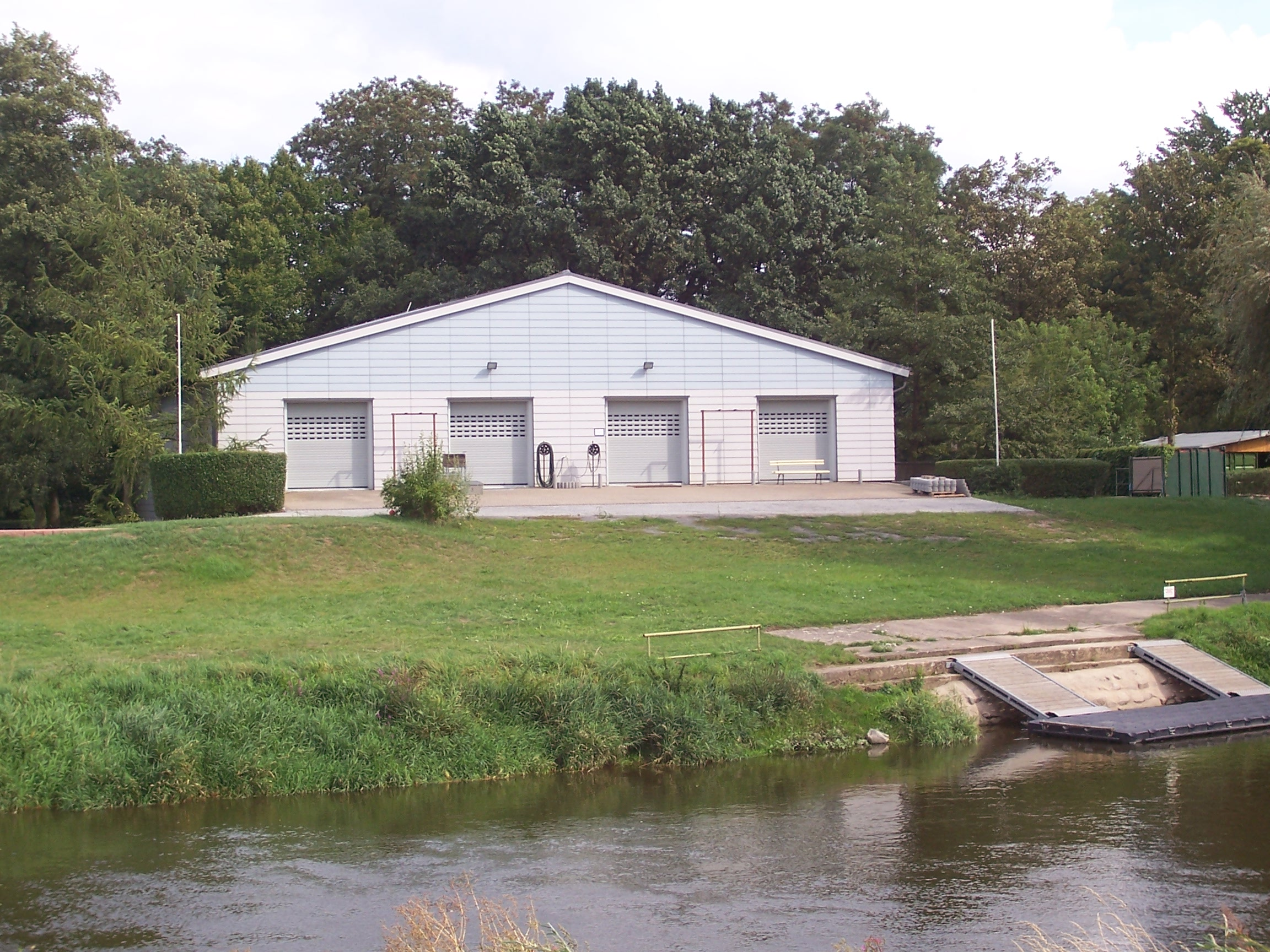
Bootshaus am Mühlgraben

Ebenfalls sehr erfolgreich sind die Ruderer des Ruderclubs Eilenburg e. V. Dieser Verein kann mittlerweile auf eine über einhundertjährige Geschichte zurückblicken. Er nimmt an vielen Regatten in der näheren Umgebung, aber auch in ganz Deutschland teil. Geübt wird im Trainingskomplex im Stadtpark, welches schlicht Bootshaus genannt wird und auf dem Nebenarm der Mulde, dem Mühlgraben, an dem auch das Bootshaus liegt, sowie auf der Mulde selbst. Der RCE hat auch die sächsischen Landesmeisterschaften im Rudern nach Eilenburg geholt. Diese werden auf der Kiesgrube im Stadtteil Ost ausgetragen. Außerdem richtet der Verein jährlich die Eilenburg Frühjahrsregatta aus.

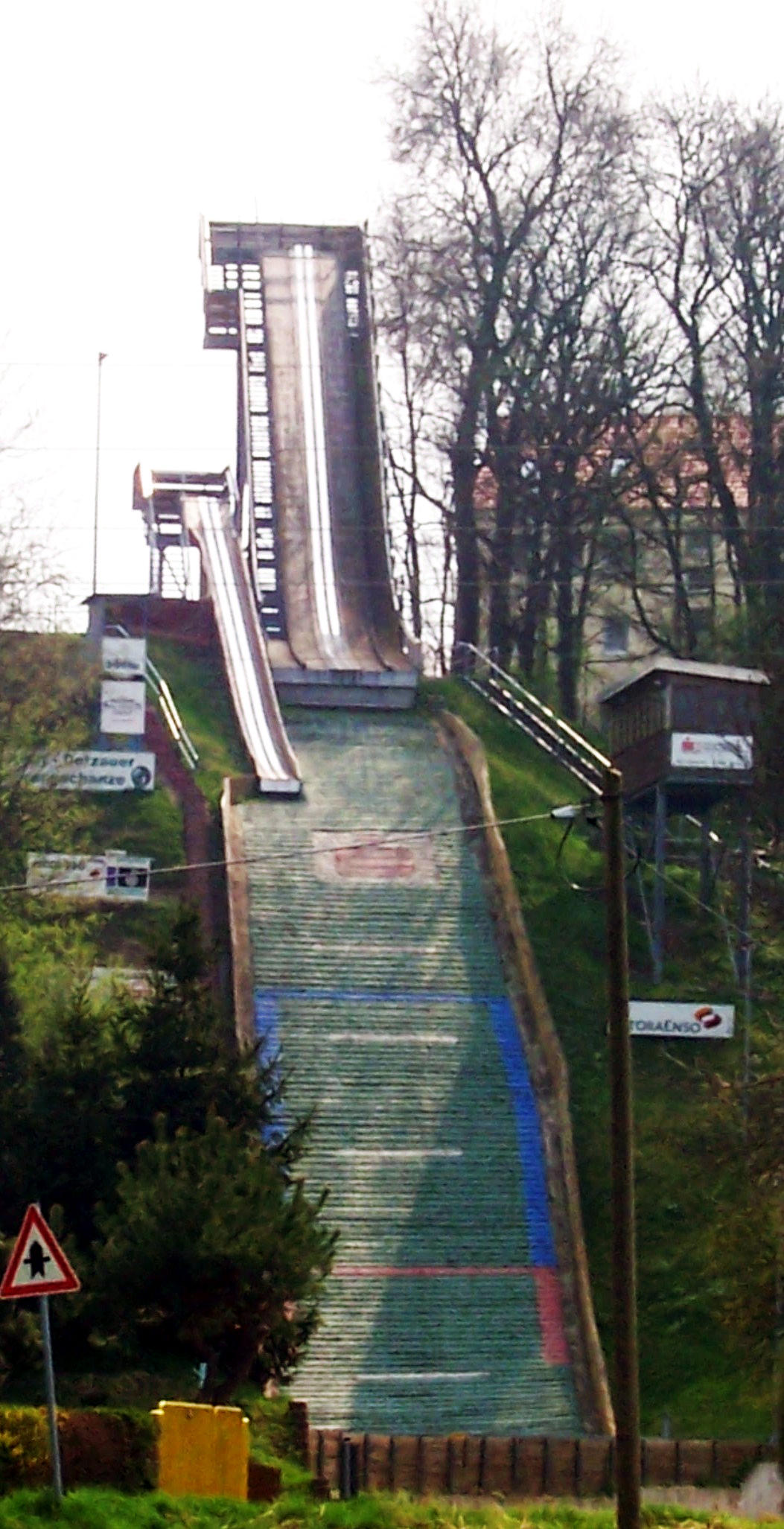
Josef-Dotzauer-Sprungschanze am Lehmberg

Durchaus eine Besonderheit ist das Skispringen, was in Eilenburg ebenfalls schon seit über fünfzig Jahren als Vereinssportart ausgeführt wird. Es wird von der Abteilung Ski des SV Lok Eilenburg e. V. organisiert, welche 80 Mitglieder zählt. Die Trainingsstätte und der Austragungsort von Wettkämpfen ist die im November 1958 eröffnete Josef-Dotzauer-Sprungschanze am Lehmberg. Sie ist die einzige Flachlandsprungschanze in Sachsen. Benannt wurde sie nach dem Begründer des Skispringens in Eilenburg. Bis Mitte 2007 hieß die Flachlandsprungschanze Schanze der Jugend. Sie hat drei Absprungbahnen, die kurz vor der Jahrtausendwende erneuert wurden. Auch die Eilenburger Skispringer nehmen oft an Wettkämpfen statt. Aus ihren Reihen ging unter anderem Ulrike Gräßler hervor. Die Skisprunglegende Jens Weißflog ist Ehrenpräsident des Vereins.
Des Weiteren ist das Marathonlaufen sehr populär in der Muldestadt. So gibt es den VfL Eilenburg e. V. Er organisiert jedes Jahr den im März stattfindenden Mazdalauf in der Innenstadt, der weit über die Landesgrenzen bekannt ist und nimmt seit Jahrzehnten an vielen nationalen und internationalen Läufen teil. Außerdem gibt es noch den Eilenburger Marathonverein e. V. Er organisiert unter anderem den Eilenburger Kiesseelauf in Eilenburg-Ost und den Zwei-Tage-Marathon Eilenburg – Pressel – Eilenburg, der schon seit 1990 stattfindet.
Weiterhin sind die Eilenburger Kraftsportler sehr erfolgreich. Sie nehmen an vielen Wettkämpfen teil und errangen bereits viele Titel auf nationaler und auch internationaler Ebene und halten einige Rekorde.
In Fachkreisen ist Eilenburg durch die Windhundrennen, die auf der Windhundrennbahn im Bürgergarten stattfinden, bekannt. Die Veranstaltungen dort ziehen nicht selten internationales Publikum an. Auch der Verein erringt regelmäßig große Erfolge.
Der FSC Dynamo Eilenburg war in der DDR-Zeit das Leistungszentrum für Fallschirmsport, bis heute wird in Eilenburg Fallschirmspringen betrieben. Auch werden Boxen, Judo, Volleyball, Handball, Sportschwimmen, Kegeln, Skat, Angeln, Tennis, Tischtennis, Radfahren, Motorsport, Sportschießen und Darts in Eilenburg als Vereinssport ausgeführt. Weitere Sportstätten sind das Boxsportzentrum „Serum“, das Schützenhaus in der Kastanienallee, die Zweifeldersporthalle im ehemaligen Kasernenkomplex, die Sporthalle am Regenbogen sowie die Turnhallen der Bergschule, der Friedrich-Tschanter-Oberschule (ehemals Schiller-Schule), des Martin-Rinckart-Gymnasiums und des Karl-August-Möbius-Gymnasiums, die auch von Vereinen genutzt werden, sowie die Kegelanlage am Bürgerhauses und die Wasserskianlage auf dem Kiessee.
Durch Eilenburg führt nahezu jährlich die Sachsen-Tour. Üblicherweise wird hier eine Bergwertung in der Bergstraße genommen. Im Jahre 2008 war Eilenburg Ausgangspunkt der dritten Etappe, die nach Freital bei Dresden führte.

### Sagen aus Eilenburg und Umgebung
Aus älteren regionalen Sammlungen wurden vier Sagen herausgefunden, die unmittelbar der Eilenburger Region zuzuordnen sind. Die wohl bekannteste ist die Eilenburger Heinzelmännchensage, was nicht zuletzt daran liegt, dass sie Aufnahme in die Märchensammlung der Brüder Grimm fand und auch Johann Wolfgang Goethe sich des Stoffes annahm.
Weniger bekannt sind die anderen drei Sagen. In der Überlieferung von Die Nymphe hilft eine „holde Frau“ einem Mädchen einer armen Eilenburger Familie, diese zu kurieren und zu ernähren. Auch im Funkenhäuschen soll seinerzeit ein hilfsbereites Männchen gelebt haben, welches den Eilenburgern und Durchreisenden bei deren Arbeit behilflich war. Eines Tages erfuhr ein „ungeschlachter Gesell“ vom Funkenmännchen und hinderte es mit bösartigen Aktionen an seiner Arbeit. Daraufhin zog sich das Männchen zurück, war fortan verbittert und machte zu nachtschlafender Zeit die Menschenarbeit des Tages wieder zunichte.
Als Teufelswinkel ist auch heute noch ein Stück der Muldenaue südlich von Eilenburg bekannt. Dies geht auf eine Begebenheit zurück, bei der Holzsammler, die in diesem Wäldchen unterwegs waren, meinten, den „Herrn Teufel“ gesehen zu haben. Dabei soll es sich aber lediglich um einen Affen gehandelt haben, der einem Leipziger Tierbändiger ausgerissen war. Als sich die Geschichte der Holzsammler verbreitete, erfuhr auch der Tierbändiger davon und fing das Tier wieder ein.

## Wirtschaft und Infrastruktur

### Verkehr
Die Lage Eilenburgs an einer Furt der Mulde war schon in früher Zeit günstig für die Entwicklung der Stadt. So bündelten sich vor Eilenburg die aus Richtung Westen zulaufenden alten Handelsrouten Via Regia Lusatiae Superioris (Hohe Straße) von Frankfurt am Main und Leipzig sowie die Hohe Salzstraße von Halle (Saale) kommend. Nach der Muldepassage fächerten sich die Wege Richtung Osten auf: die Via Regia verlief über Dahlen und Oschatz weiter nach Breslau in Schlesien, die Niedere Salzstraße zweigte sich nochmals in eine nördliche und eine südliche Route auf und führte über Torgau und Cottbus weiter nach Schlesien.
Von der 1872 durch die Halle-Sorau-Gubener Eisenbahn (HSGE) eröffneten Eisenbahnstrecke Halle–Guben ausgehend entstanden im Laufe der Zeit weitere Strecken nach Leipzig (1874), nach Wittenberg (1895) sowie nach Wurzen (1927). Eine weitere Verbindung nach Bitterfeld kam nicht über das Planungsstadium hinaus.

#### Schienenverkehr

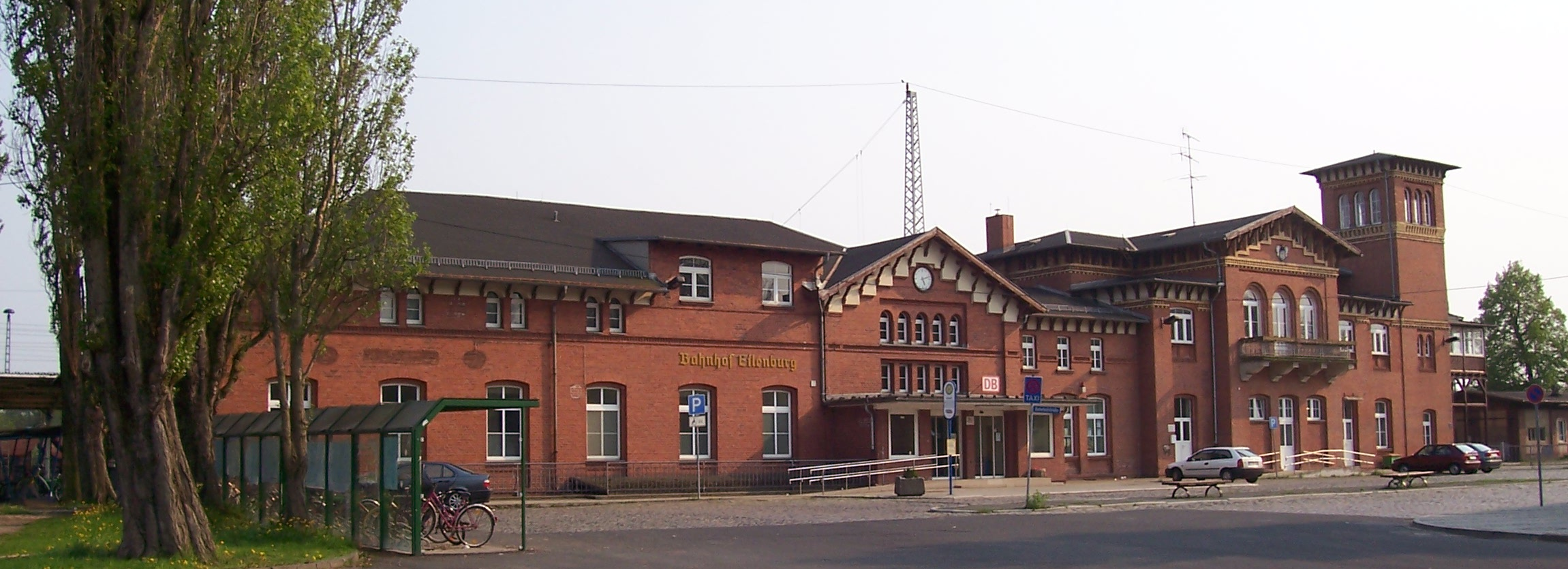
Das Empfangsgebäude des Bahnhofs Eilenburg im Stile des Historismus.

An den beiden Bahnhöfen Eilenburg und Eilenburg Ost besteht ein reger Reisezugverkehr. Neben den S-Bahnlinien nach Leipzig, Falkenberg und Halle gibt es Regional-Express-Züge nach Leipzig sowie Hoyerswerda, Cottbus und Frankfurt (Oder). Aufgrund der Durchbindung der S-Bahnzüge in Leipzig bestehen zudem umsteigefreie Verbindungen nach Markkleeberg-Gaschwitz. Die westlichen Ortsteile sind über den Bahnhof Kämmereiforst an das Schienennetz angeschlossen.
Die Strecke nach Wittenberg wurde 1998 vom Schienenpersonennahverkehr abgekoppelt und dient seither nur noch dem saisonalen Ausflugsverkehr in die Dübener Heide. Bestrebungen der Stadt Bad Düben zielen jedoch auf eine Reaktivierung des planmäßigen Reisezugverkehrs ab. Auf der Wurzener Strecke wurde 1978 der Personenzugverkehr eingestellt, damit endete auch der Betrieb am Haltepunkt Eilenburg Süd.
Neben dem internationalen Güterverkehr von und nach Osteuropa auf den Hauptbahnen erfolgt von Eilenburg aus die Bedienung der Gleisanschlüsse an allen abzweigenden Strecken. Die Zugbildung erfolgt im Bahnhof Eilenburg mittels Umsetzverfahren.

#### ÖPNV
Der ÖPNV liegt seit dem 1. Januar 2022 in der Hand des kreiseigenen Busunternehmens Nordsachsen Mobil. Die Verkehrsleistungen werden in dessen Auftrag hauptsächlich von den Firmen Vetter Verkehrsbetriebe und Geißler Reisen erbracht, die beide einen Betriebshof in Eilenburg unterhalten. Außerdem ist das Unternehmen Regionalbus Leipzig aus dem Nachbarlandkreis mit zwei Linien präsent. Von Eilenburg aus bestehen Busverbindungen nach Leipzig, Taucha, Delitzsch, Bad Düben, Mockrehna, Wurzen und in zahlreiche umliegende Dörfer. Das Stadtgebiet wird mit zwei Stadtbuslinien erschlossen. Die wichtigsten Haltestellen sind die Umsteigestationen Bahnhof und Dr.-Külz-Ring.
Bis zur Neustrukturierung des Busverkehrs in Nordsachsen wurden bis Ende 2021 vom Landkreis einzelne Linienbündel ausgeschrieben und an die Busunternehmen vergeben. Bis 2015 erbrachte das Unternehmen SaxBus Eilenburger Busverkehr den größten Teil der Busverkehrsleistungen. Im Zuge der verlorenen Ausschreibung wurde der Geschäftsbetrieb des zur Veolia Verkehr gehörenden Unternehmens eingestellt.
Eilenburg und das umliegende Gebiet bilden die Zone 167 des Mitteldeutschen Verkehrsverbundes (MDV). Dadurch gilt ein einheitlicher Tarif unabhängig von Verkehrsträger, Unternehmen und Kreisgrenzen.

#### Straßenverkehr

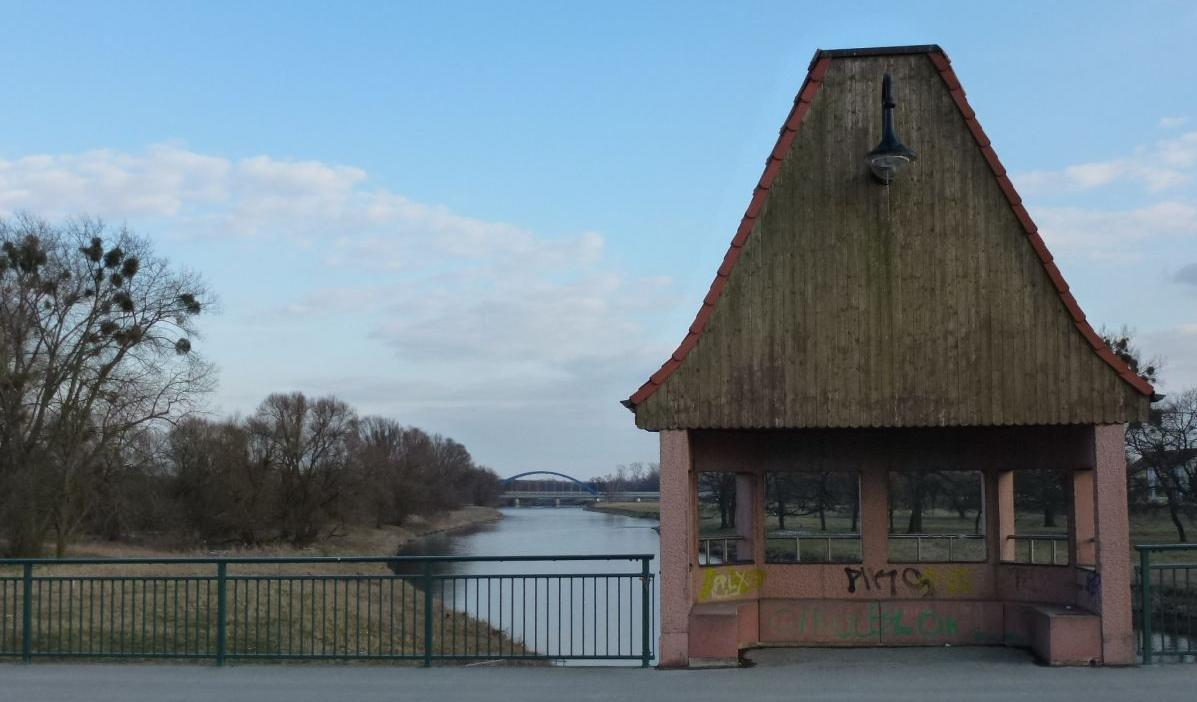
Blick von der 1999 errichteten Muldebrücke auf die Eisenbahnbrücke und die Brücke der Umgehungsstraße B 87

Eilenburg liegt am Kreuz der Bundesstraßen 87 (Ilmenau – Leipzig – Frankfurt (Oder)) und 107 (Pritzwalk – Chemnitz). Beide Straßen, die früher das Stadtgebiet durchzogen, führen heute als Umgehungsstraßen an den Siedlungsbereichen vorbei. Dabei war der Neubau (2004) der B87, der allein zehn Brückenbauwerke einschloss, mit Baukosten in Höhe von 45 Millionen Euro eine der teuersten Umgehungsstraßen in Deutschland. Ein weiterer mehrspuriger Ausbau bis Leipzig und Torgau ist derzeit in Planung.
Der nächste Anschluss an das Autobahnnetz ist die 15 Kilometer entfernte Anschlussstelle Leipzig Nordost der Bundesautobahn 14. Darüber hinaus stellen die Staatsstraßen 4, 11 und 19 sowie mehrere Kreisstraßen die Anbindung des Umlands an die Stadt dar.

##### Umgehungsstraße
Die früher die Stadt in ihrer gesamten Länge von West nach Ost durchziehende F 87 wurde in mehreren Bauabschnitten an den südlichen Stadtrand verlegt: Erste Planungen dazu in den 1930er Jahren scheiterten am Zweiten Weltkrieg. Von 1978 bis 1980 entfernte man dann den Durchgangsverkehr zuerst aus einem großen Teil der Wohngebiete in Eilenburg-Ost, indem die Straße ab dem Wurzener Platz nun zunächst über die Wurzener Landstraße nach Südwesten und nach der Überquerung der Bahnlinie Eilenburg-Torgau parallel und südlich zu dieser nach Osten weitergeführt wurde. In Sprotta-Siedlung treffen alte und jetzige Straßenführung wieder zusammen.
Die massive Straßenverkehrszunahme ab 1990 erforderte auch eine Entlastung des Stadtkerns. Am 4. Februar 2004 konnte der südlich der Bahnstrecke Leipzig–Eilenburg–Torgau liegende Mittelteil der B 87-Umfahrung, welche den West-Ost-Durchgangsverkehr aus Eilenburg-Mitte und Eilenburg-Berg herausnimmt, eingeweiht werden. Das letzte, die Umfahrung komplettierende, etwa 3 km lange Teilstück zwischen Wedelwitz und der Einfädelung zwischen Wölpern und Jesewitz in die alte F 87-Trasse ging am 8. Dezember 2010 in Betrieb.

#### Sonstige Verkehrsträger
In der Amtszeit des Eilenburger Bürgermeisters Alfred Belian (1904–1933) war ein sehr aufwendiges Projekt angedacht worden. Aufgrund der vielen großen Industriebetriebe sollte die Stadt mit einem Schifffahrtskanal an die Elbe angeschlossen werden. Doch dieses Vorhaben fand wegen des Ersten Weltkriegs keine Verwirklichung.
Somit ist heute der Torgauer Elbhafen der nächste Warenumschlagplatz an einem schiffbaren Fluss, welcher etwa 25 Kilometer von der Stadt entfernt liegt. Die nächste Anschlussstelle an den interkontinentalen Flugverkehr ist der Flughafen Leipzig-Halle, ebenfalls etwa 25 Kilometer entfernt. Zu DDR-Zeiten existierte zudem etwa 5 Kilometer nordöstlich Eilenburgs der umgangssprachlich „Rote Jahne“ genannte Militärflugplatz Eilenburg, der vom Ministerium für Staatssicherheit betrieben wurde und der Ausbildung von Fallschirmspringern des FSC Dynamo Eilenburg diente.

### Wirtschaft

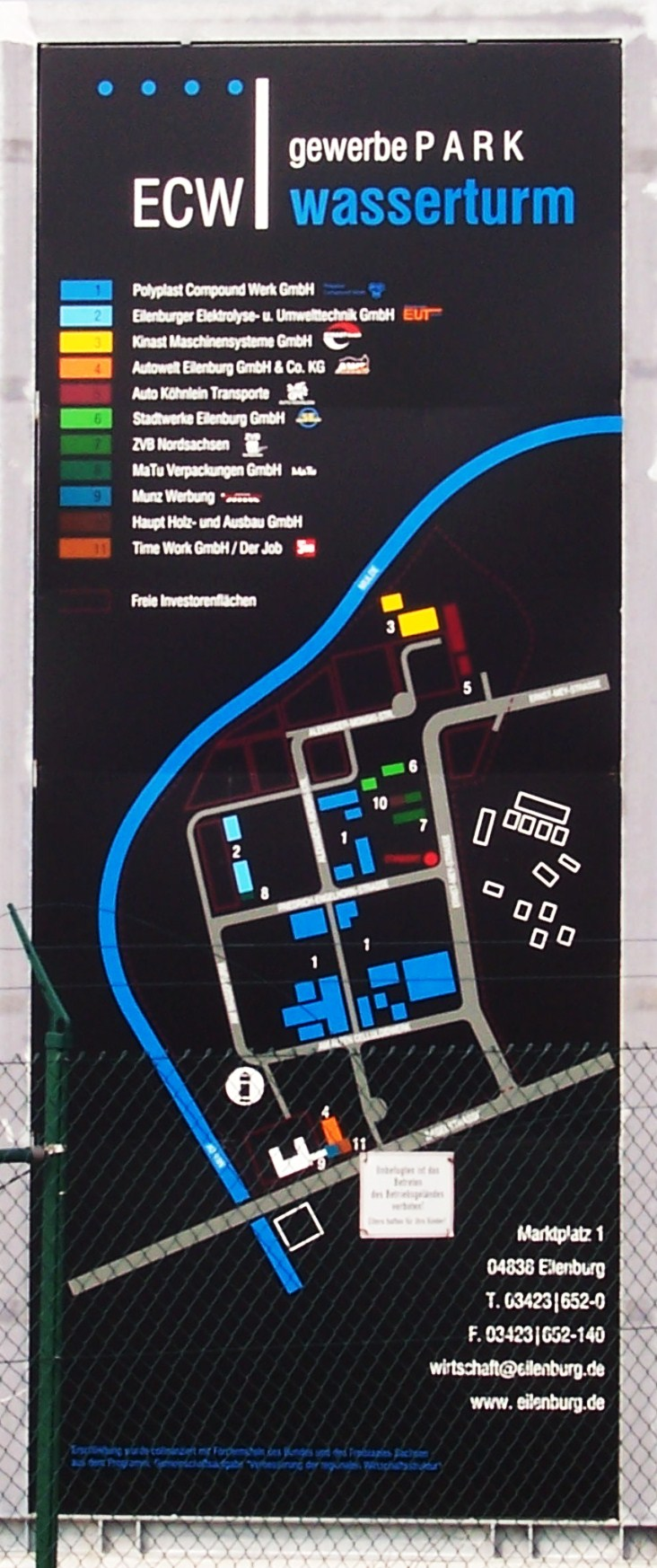
Tafel am Eingang zum Gewerbepark ECW

Eilenburg ist vom sächsischen Staatsministerium des Innern im Bericht zur Raumordnung und Landesentwicklung als Mittelzentrum ausgewiesen und liegt als solches am östlichen Rand des Wirtschaftsraumes Leipzig-Halle, welcher wiederum zur Metropolregion Mitteldeutschland gehört. Die Stadt ist vorrangig vom Mittelstand und Handwerk geprägt.

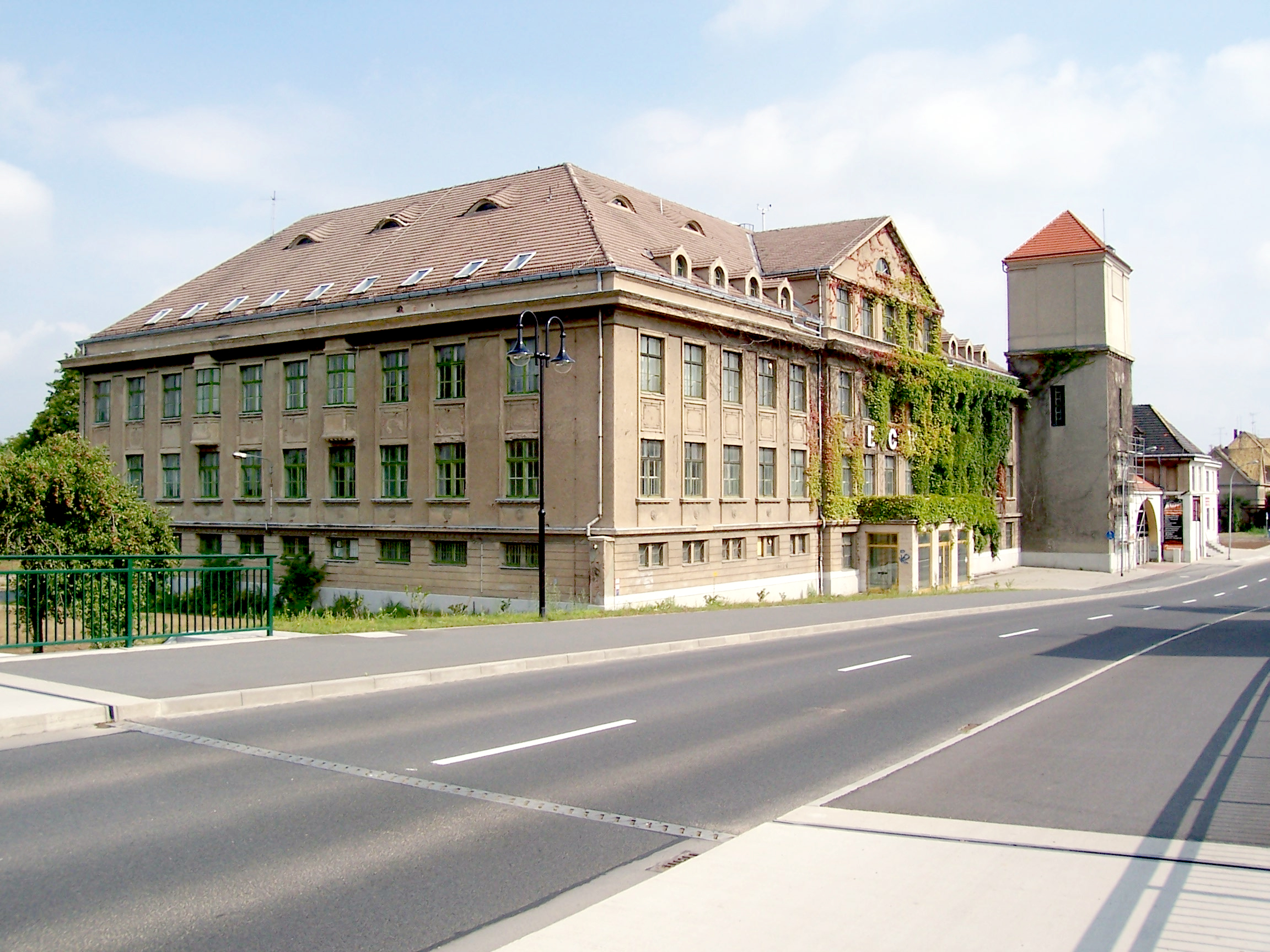
Verwaltungsgebäude des ehemaligen ECW

Die Industrialisierung hinterließ auch in Eilenburg tiefe Spuren; die Einwohnerzahl nahm rasant zu und es siedelten sich viele Großbetriebe an, so dass die Stadt für mehr als einhundert Jahre ein bedeutender Industriestandort wurde. Vornehmlich in der Textilherstellung kamen die Eilenburger in Lohn und Brot. Eilenburg war in jenen Jahren neben Berlin die bedeutendste Textilherstellungsstätte Preußens. Aber auch die Pianofabrik Zimmermann war ein großer Arbeitgeber. Degenkolb und Bernhardi sind nur zwei vieler bedeutender Eilenburger Industrieller. Die Grundstruktur der Eilenburger Industrie war seit dem 19. Jahrhundert durch Maschinenbau und Möbelherstellung bestimmt. Außerdem war Eilenburg auch ein durchaus bedeutender Chemiestandort mit dem 1887 als Deutsche Celluloid-Fabrik gegründeten Eilenburger Chemiewerk (ECW), welches zu DDR-Zeiten zu den Chemischen Werken Buna gehörte und in dem 2500 Arbeiter beschäftigt waren. Anfang des 20. Jahrhunderts war die Stadt mit dem Eilenburger Motoren-Werk Produktionsstandort der Automobilindustrie, wenn auch nur in bescheidenem Umfang.
Nach der Wiedervereinigung kam für viele ehemalige Großbetriebe der Stadt das wirtschaftliche Aus, so auch für das ECW. Mittlerweile sind nur noch kleinere Betriebe in der Chemiebranche tätig. Die Tradition des Maschinenbaus und der Möbelherstellung wird zwar noch weiter fortgesetzt, doch liegen die heutigen Beschäftigtenzahlen bei einem Bruchteil der früheren.
Zurzeit gibt es drei ausgewiesene Industrie- und Gewerbegebiete im Stadtgebiet. Diese sind das Gewerbegebiet Am Schanzberg im Westen bei Kospa mit 92 Hektar Investorenfläche, das Gewerbegebiet Nord-Ost mit 27 Hektar Größe sowie das wieder erschlossene Gewerbegebiet Kunststoffcenter am ECW-Wasserturm (kurz: ECW) zwischen den Stadtteilen Mitte und Ost mit etwa 33 Hektar. Die ersten beiden verfügen über einen von den ansässigen Unternehmen genutzten Gleisanschluss. Insgesamt sind in Eilenburg ungefähr 240 Hektar Gewerbeflächen ausgewiesen. Das entspricht 5,2 Prozent des Gemeindegebietes. Weitere bedeutende Arbeitgeber befinden sich auch außerhalb solcher Gebiete.

#### Model-Papierfabrik

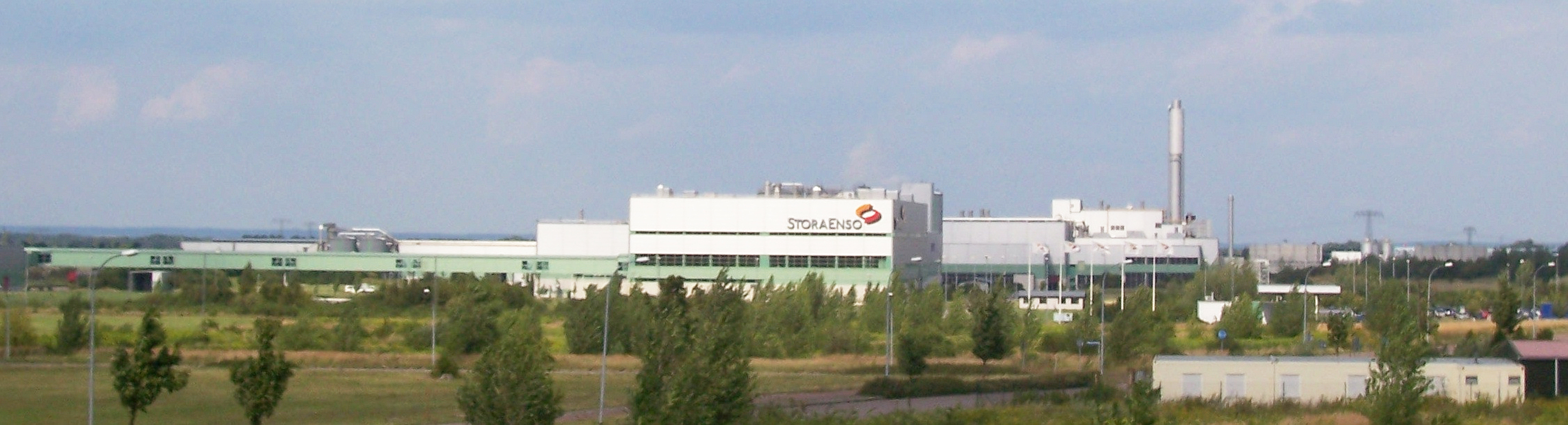
Stora-Enso-Papierfabrik (2009)

Der bedeutendste Arbeitgeber der Stadt ist die Niederlassung der Schweizer Model-Gruppe im Gewerbegebiet Am Schanzberg. Das Werk mit seinen rund 230 Mitarbeitern befindet sich gegenwärtig im Umbau zur Herstellung von Verpackungspapieren. Die rund 300 Millionen Euro schwere Modernisierung umfasst unter anderem eine neue Papiermaschine und den Bau eines neuen vollautomatisierten Vakuumkranlagers. Nach Ende des Umbauprozesses 2024 soll der jährliche Produktionsausstoß bei über 600.000 Tonnen Wellpappenrohpapier liegen. Das Unternehmen erwägt außerdem den Ausbau des Standortes als Deutschlandzentrale und die Zusammenführung verschiedener Aufgabengebiete wie Finanzen, Rechnungswesen, Controlling und Einkauf in Eilenburg.
Die Papierfabrik wurde 1994 als Niederlassung von Enso-Gutzeit (seit 1998 Stora Enso) in Betrieb genommen und galt damals als größte Papierfabrik der Welt. Sie diente der Herstellung von Recyclingpapier aus einhundert Prozent Altpapier für den Druck von Zeitungen, Katalogen, Telefonbüchern und ähnlichem. Aufgrund flächendeckend rückläufiger Auflagenzahlen gedruckter Medien sank der Produktionsausstoß auf zuletzt noch 200.000 Tonnen Druckpapier. 2021 verkaufte Stora Enso sein Eilenburger Werk an die auf Verpackungspapiere spezialisierte Model-Gruppe.

#### Ansässige Unternehmen

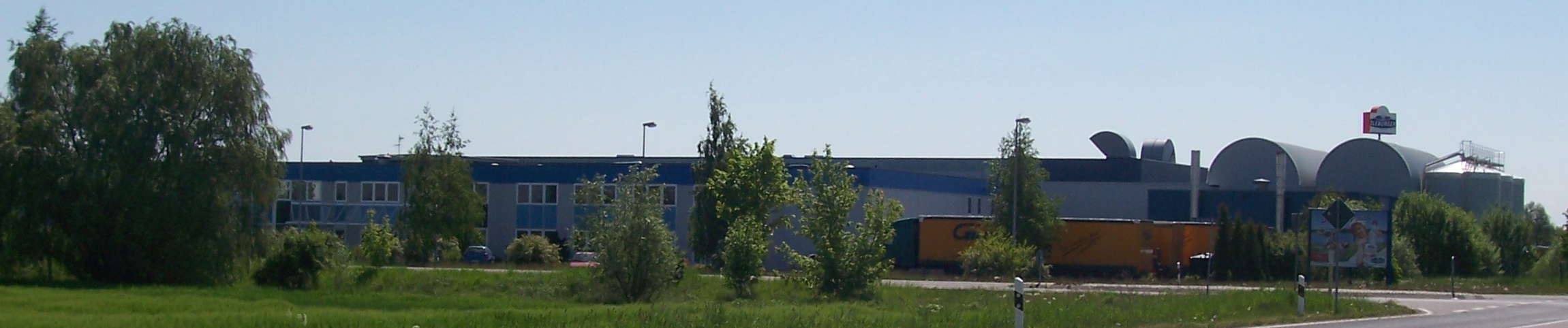
Produktionsstandort von Franken Brunnen

Zudem existiert wenige Kilometer davon entfernt die Mineralwasser- und Erfrischungsgetränkeabfüllung von Franken Brunnen mit der Marke Ileburger, die laut Konzerninformationen eine der wachstumsstärksten Marken Ostdeutschlands ist. 2012 arbeiten an ihrem Standort an der Bundesstraße 107 zwischen Eilenburg-Berg und Hainichen 108 Beschäftigte. In unmittelbarer Nähe zu Stora Enso befand sich im Gewerbegebiet „Am Schanzberg“ die Süßwarenfabrik Henri (früher Henze) mit 57 Mitarbeitern (2012), in der u. a. Bonbons für die Firma Hirsch hergestellt wurden. Zu DDR-Zeiten war die Fabrik Teil des VEB Vereinigte Süßwarenwerke Delitzsch/Eilenburg/Bergwitz im Kombinat Süßwaren. Zum Jahresende 2012 wurde dieser Standort geschlossen. 2016 übernahm der Internetversandhändler SportSpar die ehemalige Produktionsstätte, baute sie zum Unternehmenssitz aus und beschäftigt heute etwa 110 Mitarbeiter.
Mit der Getreide AG im äußersten Nordosten der Stadt ist zudem ein weiteres Unternehmen in der Nahrungsmittelbranche tätig. Firmen, die national wie auch international agieren, sind die Eilenburger Fenstertechnik mit 54 Mitarbeitern (2010), das Polyplast Compound Werk (PCW) mit 103 Mitarbeitern (2010), der französische Chemiekonzern Arkema, Stockmeier Chemie, die Nanolackfabrik der Firma Cetelon, die BayWa AG und die EBAWE Anlagentechnik mit 125 Mitarbeitern (2020). Die Stadt ist zudem Sitz der traditionsreichen Konsumgenossenschaft Sachsen-Nord, die bis zur Insolvenz im April 2010 mit 46 Märkten im Lebensmitteleinzelhandel tätig war und seit November 2010 lediglich noch als Immobilienverwalter auftritt.

### Medien

#### Zeitungen
Die mit der Wende 1990 erlangte Pressefreiheit beförderte in Eilenburg die Gründung zweier Tageszeitungen: der Eilenburger Nachrichten (EIN) und der Zeitung Wir in Eilenburg, die jedoch rasch wieder vom Markt verschwanden. Die heute einzige Abonnementtageszeitung in Eilenburg und der näheren Umgebung ist die Leipziger Volkszeitung (LVZ), die entsprechend dem allgemeinen Trend auch mit einem Auflagenrückgang zu kämpfen hat. Daneben erscheinen auch die überregionalen deutschen Tageszeitungen. Neben dem Hauptteil der LVZ mit Politik- und Wirtschaftsnachrichten und dem Teil mit Nachrichten über Leipzig und dem Sport ist in jeder Ausgabe eine Regionalbeilage für die Städte Delitzsch, Eilenburg, Bad Düben, Taucha und Schkeuditz sowie Nachrichten aus dem Landkreis, die Delitzsch-Eilenburger Kreiszeitung. Die Redaktion Eilenburg wurde im März 2008 geschlossen, nachdem sie kurz zuvor mit der aus Bad Düben zusammengelegt wurde. Ein Redaktionsbüro mit einem freien Mitarbeiter für die LVZ und eine Geschäftsstelle werden weiterhin betrieben.
Die Stadt Eilenburg gibt gemeinsam mit den Gemeinden Doberschütz, Zschepplin und Jesewitz ein Amtsblatt heraus. Es enthält öffentliche Bekanntmachungen und Ausschreibungen, Mitteilungen der Stadtverwaltung Eilenburg, Informationen zu Eilenburger Vereinen und Verbänden, Veranstaltungen sowie die Mitteilungen der Gemeinden. Es erscheint aller zwei Wochen.
Des Weiteren erscheinen im Wochenrhythmus die kostenlosen, ausschließlich werbefinanzierten, Anzeigenblätter SachsenSonntag und Eilenburger Rundschau mit Redaktionen außerhalb Eilenburgs.

#### Hörfunk und Fernsehen
In Eilenburg ist ein breites Spektrum öffentlich-rechtlicher und privater Hörfunkprogramme empfangbar. Über den Sender Eilenburg werden das Programm von Deutschlandfunk Kultur (92,0 MHz) und von MDR Aktuell (92,4 MHz) verbreitet.
Von 1995 bis 2016 gab es in Eilenburg den Regionalfernsehsender Nordsachsen TV. Er ging aus dem Regionalsender Eilenburg TV hervor. Sein Sendegebiet erstreckte sich über die ehemaligen Kreise Eilenburg, Delitzsch und Wurzen. Er produzierte jede Woche eine Sendung von etwa 30 Minuten Länge, in der meist jeweils ein Beitrag aus Eilenburg, Delitzsch und Wurzen sowie ein Nachrichtenblock zu sehen waren. Der Sender war werbefinanziert.

### Öffentliche Einrichtungen

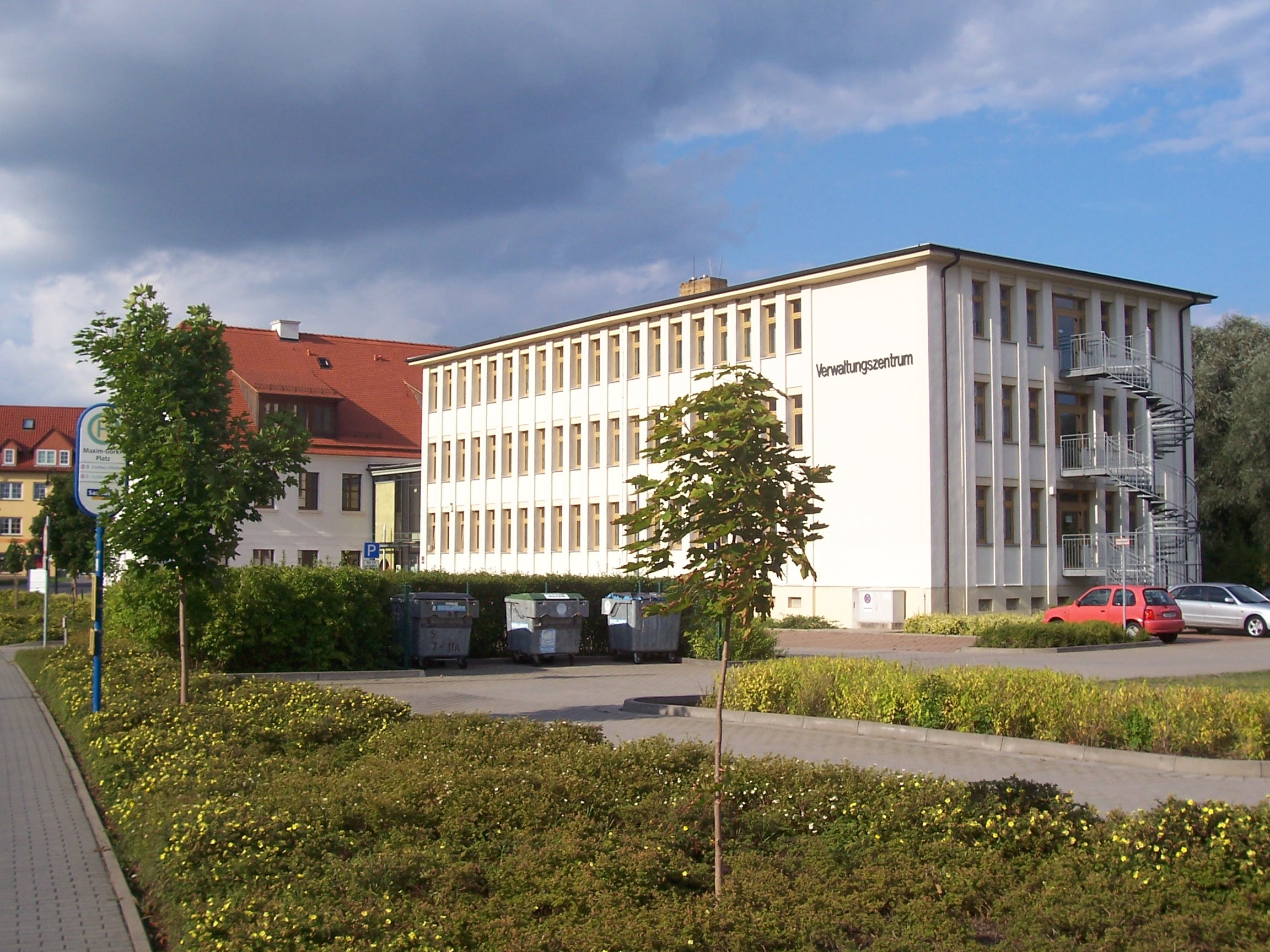
Städtisches Verwaltungszentrum am Maxim-Gorki-Platz

Eilenburg besitzt als Mittelzentrum und ehemalige Kreisstadt neben der eigenen Stadtverwaltung auch viele Ämter, Institutionen und Körperschaften öffentlichen Rechts. Neben zwei Bahnhöfen, vier Kirchengemeinden, der im April 1863 gegründeten Freiwilligen Feuerwehr Eilenburg, einer Ortsgruppe des Technischen Hilfswerks, einer Bibliothek und einigen Beratungsstellen befinden sich in Eilenburg eine Agentur für Arbeit in Trägerschaft des Bundes sowie das Amtsgericht Eilenburg, ein Finanzamt, ein Polizeirevier und eine Außenstelle der Kriminalpolizei als Einrichtungen des Freistaates Sachsen. Zudem hat die Verwaltung des Verwaltungsverbands Eilenburg-West seinen Sitz in Eilenburg.
Institutionen des Landkreises sind die Außenstelle des Landratsamtes Nordsachsen mit einem Teil des Dezernates I (Hauptverwaltung) und dem gesamten Dezernat III (Baudezernat) mit dem Planungs- und Bauordnungsamt, dem Amt für Ländliche Neuordnung, dem Straßenbauamt und einem Gutachterausschuss. Außerdem ist Eilenburg Sitz des Dezernates IV (Umweltdezernat) mit dem Umwelt- und dem Vermessungsamt, des Amtes für Wirtschaftsförderung, Landwirtschaft und Tourismus sowie einer Außenstelle des Dezernates V (Ordnungsdezernat), eines Bürgerbüros des Kreises, des Kreisarchivs, der Kreismedienstelle, einer Straßenmeisterei und ein Standort des Jobcenters Nordsachsen.
Weitere öffentliche Einrichtungen sind die Begegnungsstätten der Arbeiterwohlfahrt und der Volkssolidarität, die Stadtwerke Eilenburg, die Volkshochschule Nordsachsen, eine Außenstelle der Kreishandwerkerschaft Nordsachsen, eine Außenstelle der Handwerkskammer zu Leipzig, der Kreisverband Eilenburg des Deutschen Roten Kreuzes, der Landschaftspflegeverband Nordwestsachsen, der Versorgungsverband Eilenburg–Wurzen, der Abwasserzweckverband Mittlere Mulde, die kommunale Wohnungs- und Verwaltungsgesellschaft und eine Wohnungsbaugenossenschaft.

### Gesundheitswesen

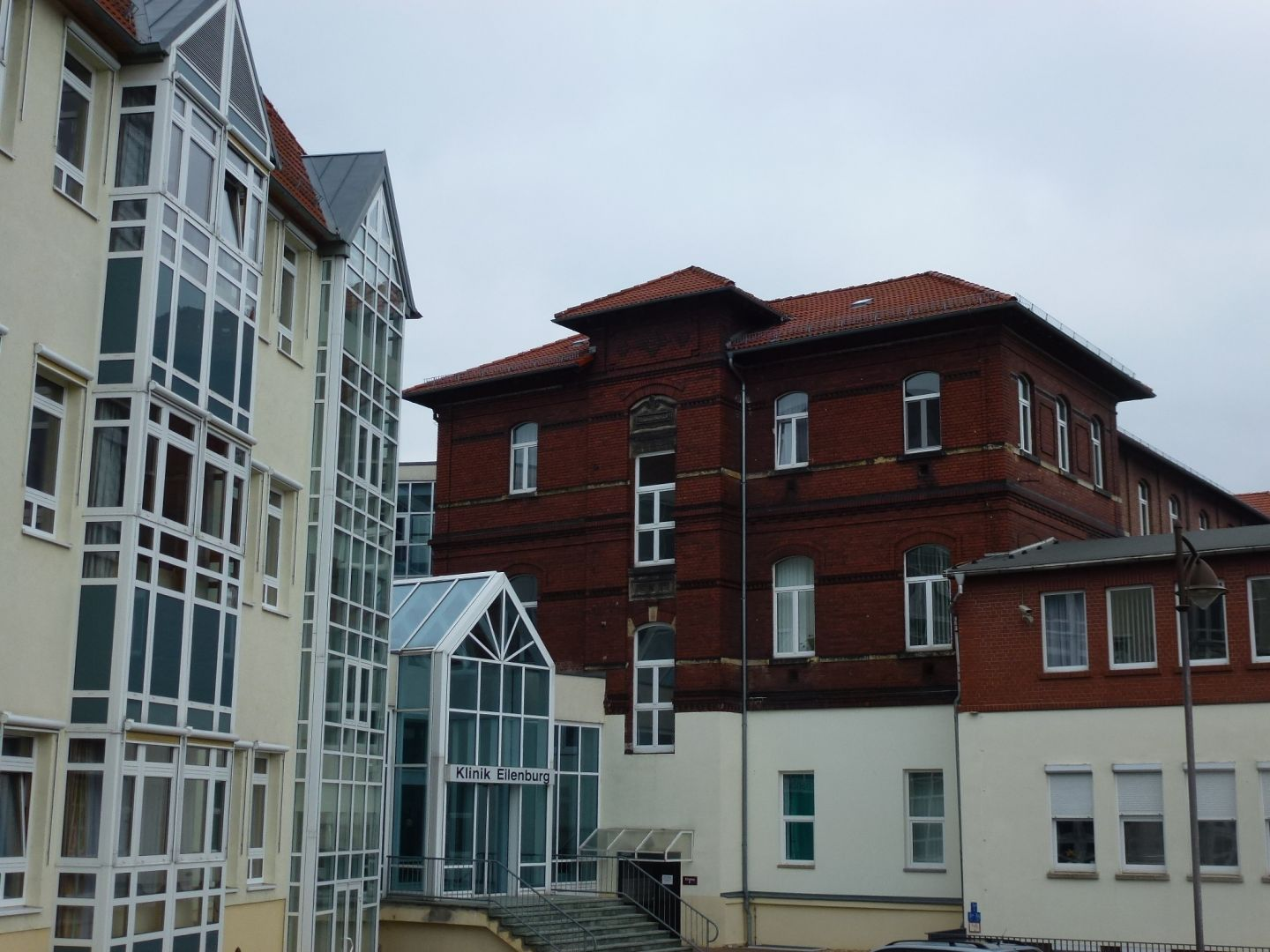
Verbindung zwischen Alt- und Neubau mit ehemaligem Haupteingang.

Die Klinik Eilenburg der Kreiskrankenhaus Delitzsch GmbH ist im sächsischen Krankenhausplan als ein Krankenhaus der Regelversorgung mit 150 Planbetten ausgewiesen. Eigentümer ist der Landkreis Nordsachsen. Es verfügt in fünf Kliniken und auf sieben Bettenstationen über die Fachabteilungen Innere (drei Stationen), Chirurgie (zwei Stationen), HNO (eine Belegstation), Anästhesiologie und Intensivmedizin (eine Intensivstation), Gynäkologie und Geburtshilfe (eine Station) sowie diagnostische Radiologie. Drei Operationssäle stehen zur Verfügung. In einem Flügel des Krankenhauses befinden sich eine Tagesklinik für Psychiatrie und Psychotherapie, eine Psychiatrische Institutsambulanz und eine Kinder- und Jugendpsychiatrische Institutsambulanz als Einrichtungen des SKH Altscherbitz.
Zusammen mit der Chirurgischen Gemeinschaftspraxis Schlick bildet die Klinik den Kompetenzverbund Beckenboden und spezielle Proktologie und ist Kontinenzzentrum für den Landkreis Nordsachsen. Die Klinik gehört zudem zum Telemedizinischen Schlaganfallnetzwerk Nordwestsachsen (TESSA). Die Notfallambulanz der Klinik ist rund um die Uhr besetzt. Im Mai 2012 wurde die Klinik Eilenburg als Akademisches Lehrkrankenhaus der Universität Leipzig akkreditiert und nimmt seit dem Wintersemester 2012/2013 Studenten in den Fachgebieten Innere (zwölf PJ-Plätze), Intensivmedizin (vier) und Gynäkologie (einer) auf. Darüber hinaus findet in Eilenburg auf bestimmten Gebieten auch die Facharztausbildungen statt.

### Bildung

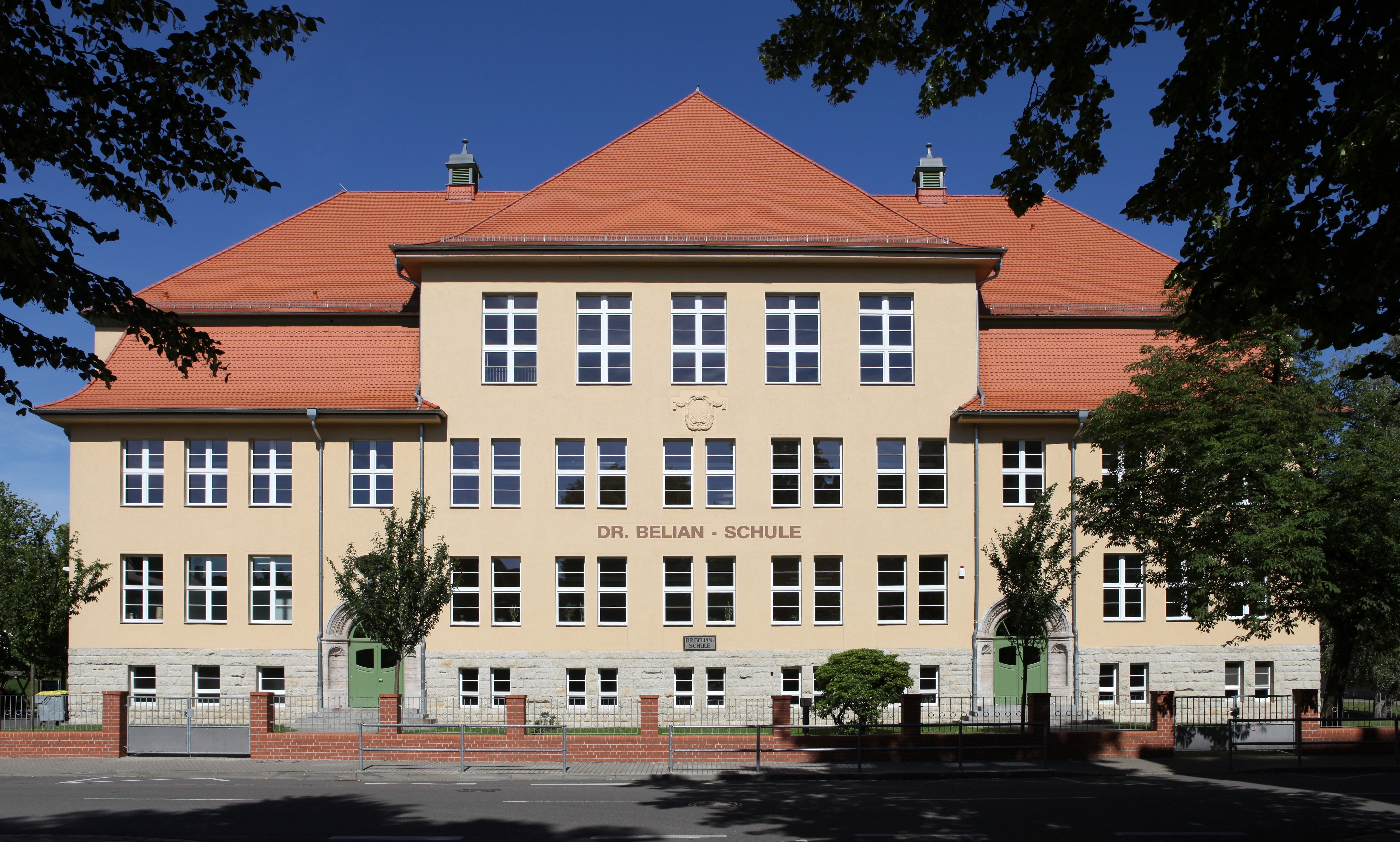
Die Dr.-Belian-Grundschule in Eilenburg-Mitte ist die größte Grundschule in Eilenburg.

Als Mittelzentrum nimmt Eilenburg im Bildungsbereich auch Aufgaben für die Bevölkerung der umliegenden Gemeinden wahr.
Allgemeinbildende Schulen
Die Stadt verfügt über vier Grundschulen, davon drei öffentliche Schulen sowie eine staatlich anerkannte Ersatzschule. In den drei städtischen Grundschulen (Berg, Dr.-Belian (Mitte), Sebastian-Kneipp (Ost)) lernten im Schuljahr 2016/17 etwa 530 Schüler. In den an die Schulen angeschlossenen Schulhorten werden etwa 515 Schüler betreut.

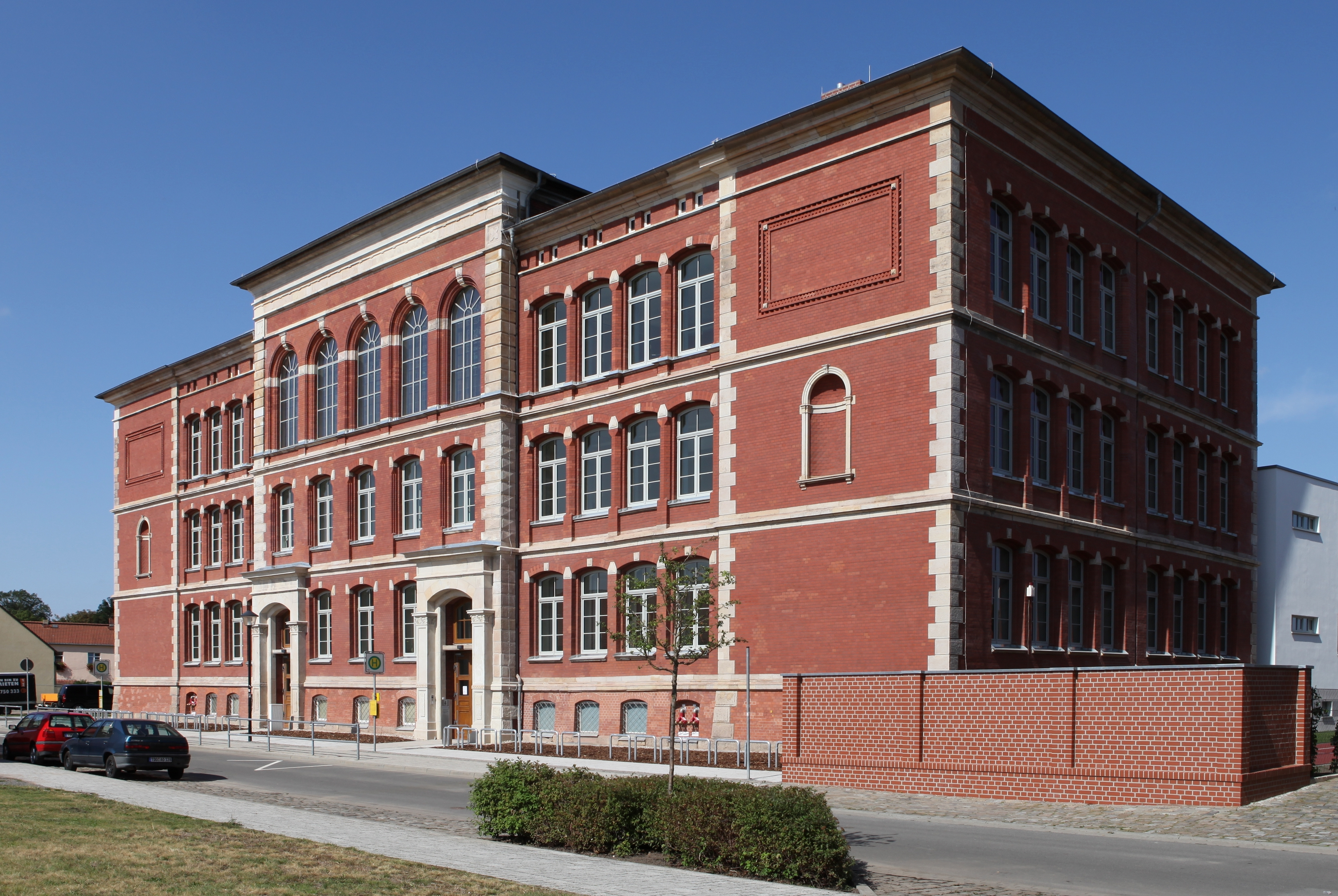
Die Friedrich-Tschanter-Oberschule befindet sich seit 2012 am modernen Standort im Gebäude der ehemaligen Friedrich-Schiller-Oberschule in der Dorotheenstraße.

Gemäß der Bildungsempfehlung folgt der Besuch einer weiterführenden Schule. In Eilenburg sind dies die Friedrich-Tschanter-Oberschule und das Martin-Rinckart-Gymnasium. Die Tschanter-Schule befindet sich nach Übernahme der Mittelschulen Hohenprießnitz, Jesewitz, Friedrich-Schiller (Eilenburg) und Eilenburg-Ost im bis 2012 aufwendig sanierten und erweiterten Altbau der ehemaligen Bürgerschule von 1897 im Stadtzentrum von Eilenburg. Die Oberschule bietet neben der zweiten Fremdsprache Russisch ab Klassenstufe 7 den Profilunterricht Wirtschaft-Technik-Haushaltslehre sowie verschiedene Neigungskurse in den Bereichen Technik, Sport und Soziales an. In der Klassenstufe 10 kann der Vertiefungskurs Technik, Gesundheit und Soziales belegt werden. Im Jahrgang 2016/17 lernen an der Schule 609 Schüler, die von 42 Lehrern unterrichtet wurden. Mit der Eröffnung des modernen Oberschulestandortes im Stadtzentrum 2012 stiegen die Schülerzahlen merklich an.
Das Martin-Rinckart-Gymnasium Eilenburg befindet sich nach der Übernahme der Gymnasien Albert-Schweitzer (Bad Düben) und Karl-August-Möbius (Eilenburg) heute am bis 2013 sanierten und erweiterten Schulstandort Hochhausstraße in Eilenburg-Ost. Dort stehen den Schülern und Lehrern 26 Fachunterrichtsräume, 13 Klassenräume, zwei Informatikkabinette, eine Mensa, zwei Konferenzräume und eine Einfeldsporthalle zur Verfügung. Alle Räume sind mit Internetzugang ausgestattet. Das Gymnasium ist als eine von 57 Pilotschulen in Deutschland akkreditiert, das Zertifikat CertiLingua zu verleihen, das Schülern eine besondere sprachliche und interkulturelle Kompetenz auf einem EU-weit festgelegten Niveau bescheinigt und ihnen damit den Zugang zu internationalen Hochschulen erleichtert. Voraussetzung dafür ist unter anderem der Nachweis einer bilingualen Ausbildung im Sinne eines fremdsprachigen Fachunterrichts; in Eilenburg werden Teile des Fachunterrichts in Englisch, Französisch und Russisch erteilt. Dabei kooperiert die Schule mit der anglistischen Fachdidaktik an der Universität Leipzig. Darüber hinaus können das Latinum erworben und Spanisch im Rahmen einer Arbeitsgemeinschaft erlernt werden. Das MRGE bietet mit dem künstlerischen und dem sportlichen Profil zwei seltene Profilierungsmöglichkeiten. Daneben existieren zahlreiche außerschulische Angebote wie Schülerradio, Schülerzeitung, Chor und Schülerband. 2017/18 wurden am Eilenburger Gymnasium 657 Schüler von 67 Lehrern unterrichtet.

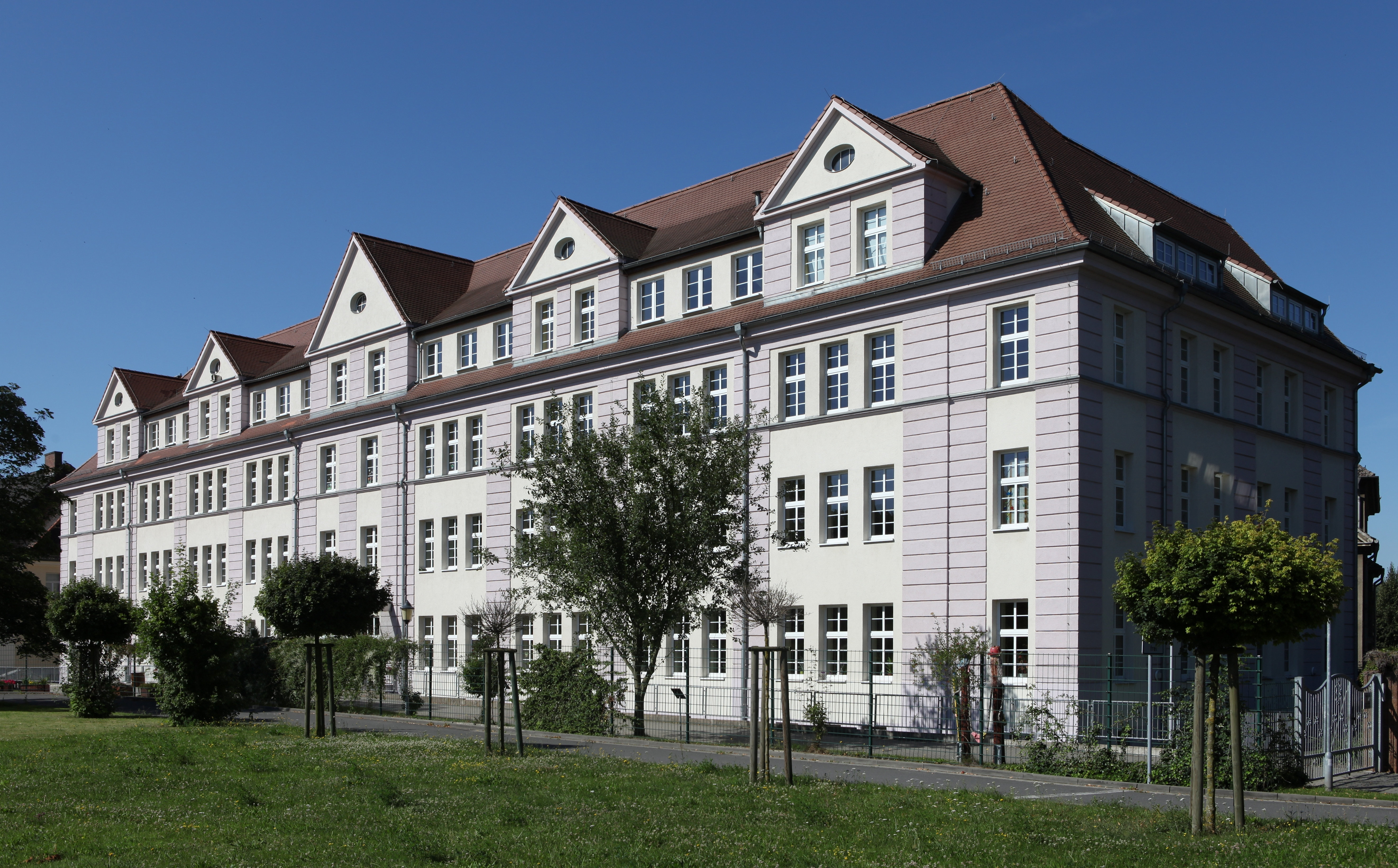
Die Schule zur Lernförderung befindet sich in einem ehemaligen Kasernenblock nahe dem Bürgergarten.

Für Schüler mit einem erhöhten Förderbedarf bestehen in Eilenburg drei Angebote. In der Schule am Bürgergarten als Schule zur Lernförderung lernten 2017/18 in den Klassenstufen 1 bis 10 161 Schüler, die von 25 Lehrern unterrichtet wurden. Die Karl-Neumann-Schule fördert Schüler mit geistiger Behinderung. In den Klassenstufen 1 bis 6 werden hier 48 Schüler von 10 Lehrern unterrichtet. Als privates Angebot besteht die Schule für Erziehungshilfe in Trägerschaft der Caritas.
Berufsschulen
Das Berufliche Schulzentrum (BSZ) Eilenburg befindet sich im Ortsteil Rote Jahne der Gemeinde Doberschütz, etwa fünf Kilometer vom Eilenburger Stadtzentrum entfernt. Hier können in den Fachbereichen Bautechnik und Metalltechnik verschiedene Handwerksberufe erlernt werden. Daneben werden soziale Berufe wie Erzieher, Altenpfleger und Krankenpflegehelfer angeboten. Über die Fachoberschulen Sozialwesen und Technik kann eine Studienqualifikation erreicht werden.
In unmittelbarer Nähe zum BSZ befindet sich die Bildungsstätte des mitteldeutschen Schornsteinfegerhandwerks e. V., in der die Aus- und Weiterbildung der Schornsteinfeger aus Sachsen, Thüringen und Mecklenburg-Vorpommern stattfindet. Für auswärtige Schüler stehen an beiden Berufsschulen Wohnheimplätze zur Verfügung.
Erwachsenenbildung

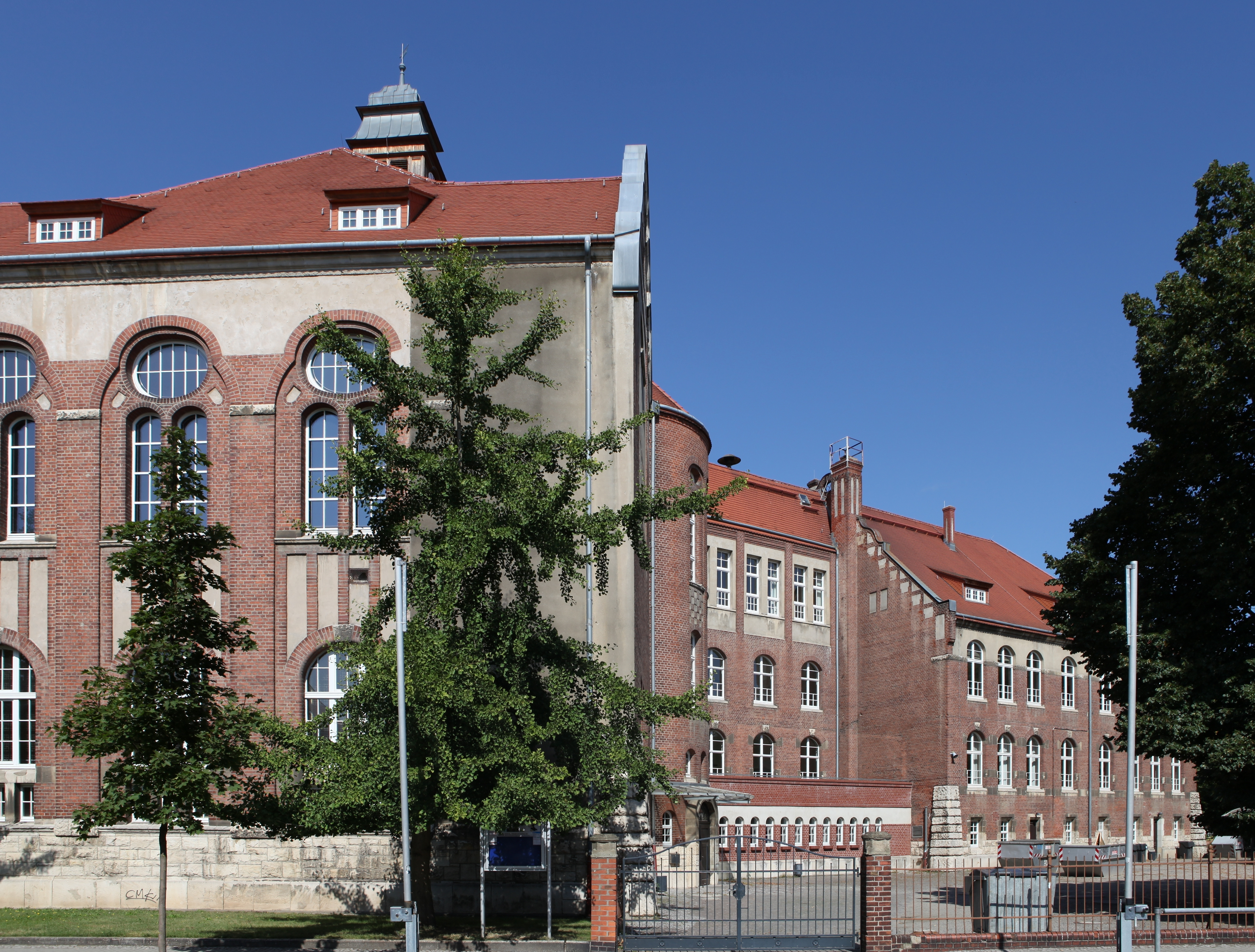
Das ehemalige Realgymnasium am Dr.-Külz-Ring beherbergt seit 2013 die Volkshochschule Nordsachsen sowie eine Außenstelle des Medienpädagogischen Zentrums Nordsachsen

In Eilenburg befindet sich der Sitz der Kreisvolkshochschule Nordsachsen mit ihren Geschäftsstellen in Eilenburg, Delitzsch, Bad Düben, Taucha, Schkeuditz, Torgau und Oschatz. Sie bietet Vorlesungen in den Themenbereichen Gesellschaft, Kultur, Gesundheit, Sprachen und Beruf an. Seit 2013 nutzt die VHS den ehemaligen Gymnasialstandort am Dr.-Külz-Ring.
An der Außenstelle Eilenburg des Technologie- und Berufsbildungszentrums (tbz) Leipzig werden verschiedene Weiterbildungen in den Bereichen Gastronomie, Dienstleistung/Handel und dem kaufmännischen Bereich angeboten. Darüber hinaus gibt es die Möglichkeit der Umschulung auf Berufe des Gastgewerbes.
Die Private Akademie für Informatik (AFI) aus Nürnberg betreibt in Eilenburg eine Außenstelle. Dort werden neben Bildungsangeboten zur Informatik auch Integrationskurse angeboten.
Forschung und Lehre
Die Stadt verfügt nicht über eine Hochschule. Jedoch besteht mit dem Krankenhaus als akademisches Lehrkrankenhaus der Universität Leipzig eine Einrichtung der universitären Lehre.

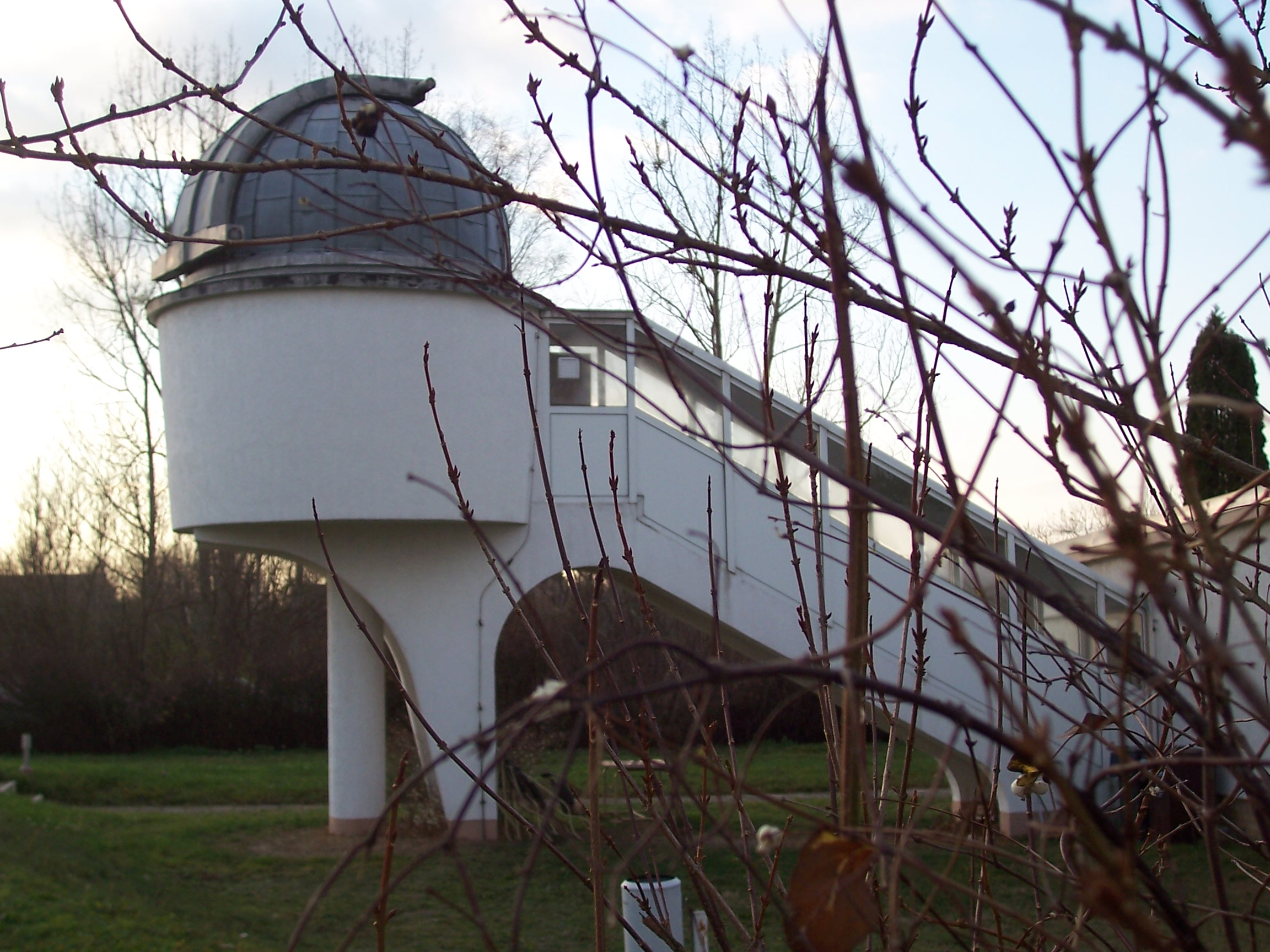
Der Beobachtungsturm der Sternwarte auf dem Mansberg.

Auf dem Mansberg im Stadtteil Berg gibt es außerdem eine für Kleinstädte eher seltene Bildungs- und Forschungseinrichtung: die Sternwarte „Juri Gagarin“ Eilenburg mit Hörsaal und einem Planetarium. Die Volks- und Schulsternwarte wurde 1964 errichtet und genau ein Jahr später um das Planetarium erweitert, welches über etwa 40 Sitzplätze verfügt. Seit Ende 1996 verfügt sie über ein lichtstarkes und computergesteuertes Spiegelteleskop mit 305 Millimetern Öffnung als Hauptinstrument. Neben der wissenschaftlichen Arbeit gibt es hier weitere Angebote zur Volksbildung: eine Ausstellung zur Astronomie und Raumfahrt sowie Bildungsveranstaltungen für Schulklassen und Interessierte im benachbarten Planetarium. Die Sternwarte Eilenburg bildet zusammen mit dem Astronomischen Zentrum Schkeuditz die Sternwarte Nordsachsen mit Sitz in Eilenburg.
Sonstige Schulen
An der Außenstelle der Kreismusikschule „Heinrich Schütz“ Nordsachsen können eine große Zahl an Streich-, Tasten-, Zupf-, Blech- und Holzblasinstrumenten sowie Tanz, Gesang und Schlagzeug erlernt werden. In der Fußballschule Sachsen „Ilebiber“ erhalten Kinder mit einem altersentsprechenden Training eine erste Ausbildung im Fußballsport.
Das Medienpädagogische Zentrum Nordsachsen (MPZ) unterhält eine Außenstelle in Eilenburg. Neben einem Medienarchiv, das über das Verteilungssystem „MeSax“ des Freistaates Sachsen verwaltet wird, bietet die Medienstelle Eilenburg Veranstaltungen zur Lehrerfortbildung, Projekte und Unterrichtseinheiten zur Entwicklung der Medienkompetenz von Schülern sowie Beratung der Schulen zur Ausstattung mit Medien und zum Internetauftritt.

## Persönlichkeiten

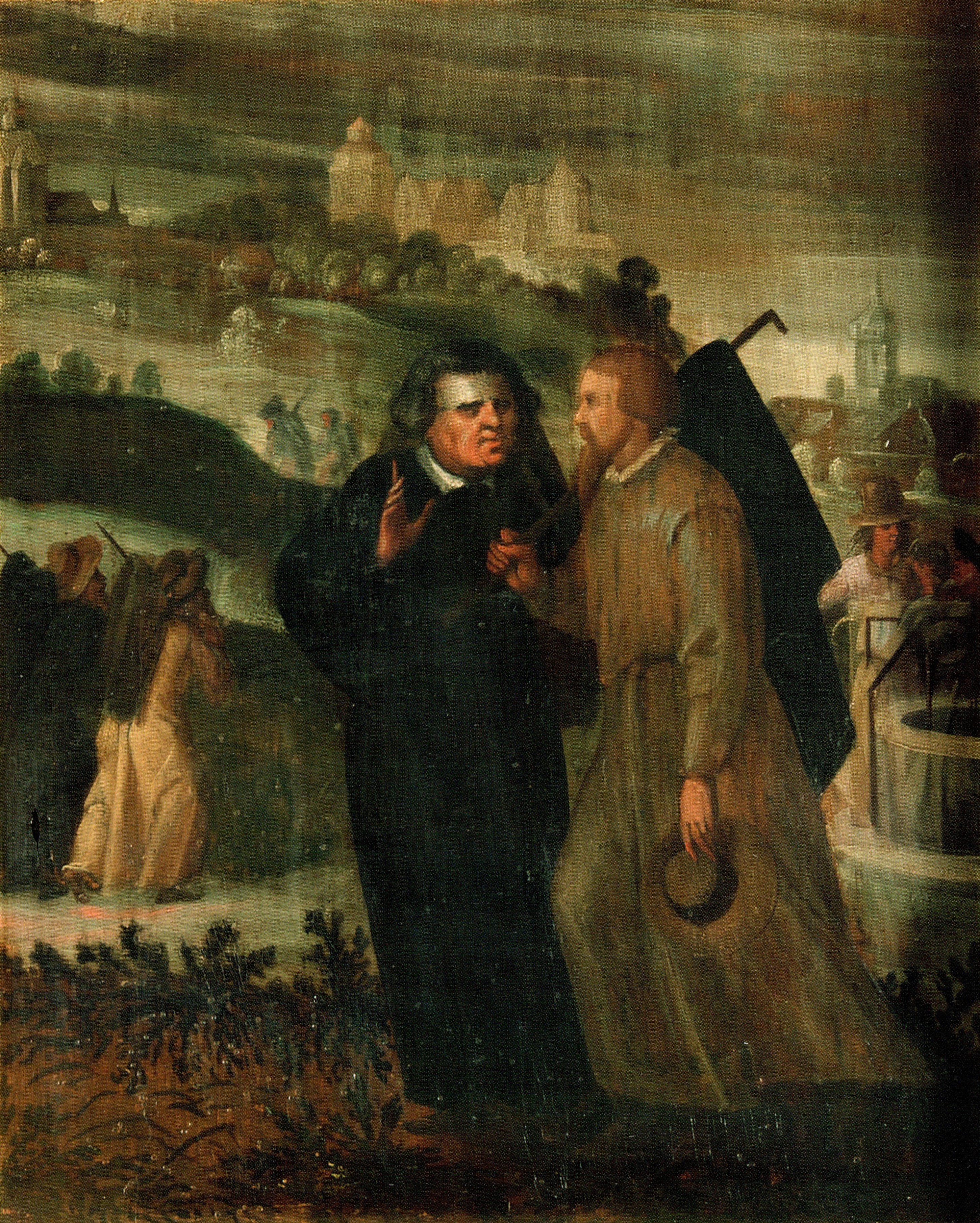
Martin Luther in Eilenburg; Altar zu St. Marien (um 1615)

In Eilenburg kehrten über die Jahrhunderte zahlreiche Persönlichkeiten ein. Bereits im Mittelalter war Eilenburg ein strategisch wichtiger Ort – bedeutende hier residierende Grafen wie Heinrich I. von Eilenburg und Heinrich II. von Eilenburg zeugen davon. In der Reformationszeit wurde die Stadt ein Zentrum der protestantischen Bewegung. So hielt sich Martin Luther einige Male in Eilenburg auf und predigte in der Marienkirche. Es ist überliefert, dass er Eilenburg als gesegnete Schmalzgrube bezeichnete und sogar erwog, seinen Alterssitz in die Stadt zu verlegen. Der Leipziger Verleger und Drucker Nikolaus Widemar verlegte – da es ihm in Leipzig zu gefährlich schien – in Eilenburg Schriften der bedeutenden Protestanten Martin Luther, Thomas Müntzer und Philipp Melanchthon., und druckte hier 1523 Die Wittenbergisch Nachtigall von Hans Sachs.

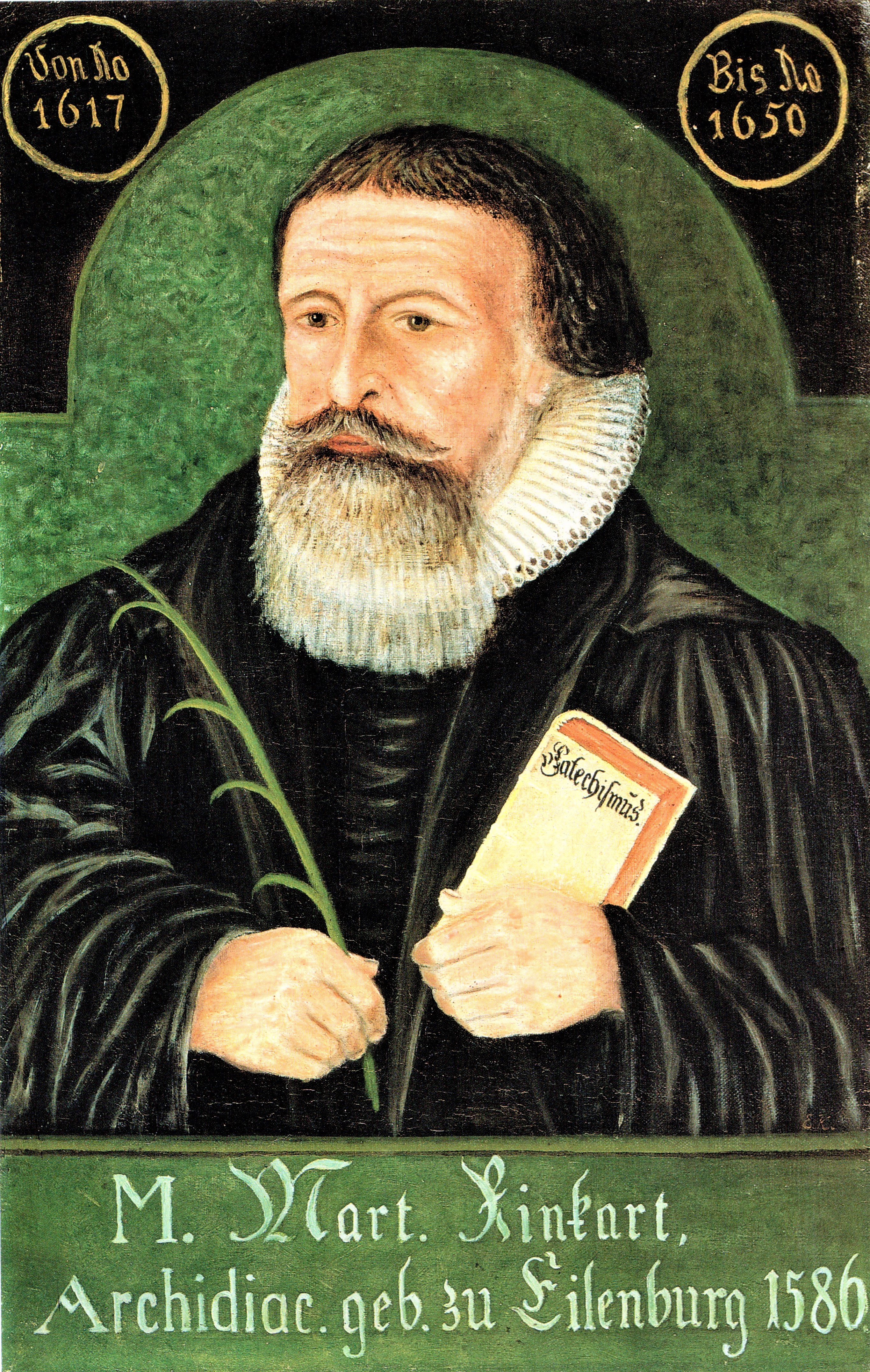
Martin Rinckart (1586–1649)

Während des Dreißigjährigen Krieges drohte eine Plünderung und Brandschatzung der Stadt durch die schwedischen Truppen von Georg von Derfflinger, was jedoch durch den Bittgottesdienst des Eilenburger Geistlichen Martin Rinckart verhindert werden konnte; von selbigem stammt der weltweit bekannte Choral Nun danket alle Gott. Nach Ende des Dreißigjährigen Krieges wurde der in Lützen gefallene Schwedenkönig Gustav II. Adolf für eine Nacht im Gasthof Zum Roten Hirsch aufgebahrt. Zahlreiche geistliche Persönlichkeiten wirkten in Eilenburg als Superintendenten. So zum Beispiel Paul Jenisch, Nikolaus Hunnius, Adam Herold und Christoph Heinrich Zeibich. Auch Eilenburger Kantoren erarbeiteten sich Rang und Namen: Johann Schelle wurde Thomaskantor in Leipzig, Basilius Petritz wurde Kreuzkantor in Dresden. Im 18. Jahrhundert stirbt der Satiriker Christian Ludwig Liscow in Eilenburg. Zu Beginn des 19. Jahrhunderts praktiziert der Begründer der Homöopathie Samuel Hahnemann in der Stadt. In dieser Zeit werden auch der Novellendichter Karl Eduard von Bülow, der evangelische Geistliche und Vater Friedrich Nietzsches Carl Ludwig Nietzsche, der Komponist Franz Abt und der Zoologe und Ökologe Karl August Möbius in Eilenburg geboren.
Die Industrialisierung erreichte Eilenburg früh. Johann Jacob Bodemer gründete 1803 eine Kattunmanufaktur, der Leipziger Ernst Mey die Deutsche Cellouloid-Fabrik, deren späterer Aufsichtsratsvorsitzender Friedrich Engelhorn wurde. Die daraus resultierenden sozialen Spannungen wurden von Eilenburgern und in Eilenburg vorangetrieben. Eine starke Arbeiterbewegung entstand. Die ersten Genossenschaften Deutschlands gründen sich in Eilenburg unter der Federführung von August Fritzsche und Anton Bernhardi. In der Kattundruckerei von Carl Degenkolb wurden die ersten Betriebsräte gebildet. 1863 wird in Eilenburg der Gründer des Ärztebundes Hartmannbund, Hermann Hartmann, geboren. In der Folgezeit spielen Eilenburger auch wichtige politische Rollen: Gustav Raute (SPD) wird Mitglied des Reichstages, Alfred Belian, Bürgermeister der Stadt, wird Präsident des Reichsstädtebundes (vgl. Deutscher Landgemeindetag). Nach dem Zweiten Weltkrieg macht sich der Eilenburger Jugendbuchautor Karl Neumann in der DDR und den anderen Ostblockstaaten einen Namen. Eilenburger Sportler wie Manfred Kuschmann, Wilfried Gröbner und Alexander König machen in der DDR und nach der Wiedervereinigung Karriere.
Bekannte Eilenburger der Gegenwart sind der Künstler Sighard Gille, die Autorin Else Buschheuer sowie die Skispringerin Ulrike Gräßler.
→ siehe auch: Liste von Persönlichkeiten der Stadt Eilenburg, Liste der Superintendenten in Eilenburg, Liste der Ehrenbürger von Eilenburg und Liste der Bürgermeister von Eilenburg

## Eilenburg in Literatur und Film
Eilenburg war einige Male Kulisse für Literatur und Filme. 1895 veröffentlichte der Schriftsteller Eduard Jost, der sich zuvor in der Region aufgehalten hatte, das Werk Die Tochter des Stadtschreibers von Eilenburg; dabei handelt es sich um eine „lokalgeschichtliche Erzählung aus der Schwedenzeit“. Die Entstehung der ersten Genossenschaften in Eilenburg bot dem Schriftsteller Heinrich Lersch den Stoff für den Roman Die Pioniere von Eilenburg mit einem Vorwort von Max Barthel, der 1934 in der Büchergilde Gutenberg erschien. Mit dem 1958 im Kinderbuchverlag Berlin erschienenen Jugendroman Frank von Karl Neumann, diente Eilenburg als Kulisse für eines der erfolgreichsten Jugendbücher der DDR; ihm folgten die ebenfalls mehrfach aufgelegten Fortsetzungen Frank und Irene (1964) und Frank bleibt Kapitän (1981). 2004 veröffentlichte die Schriftstellerin und Fernsehmoderatorin Else Buschheuer den dritten Teil ihres New-York-Tagebuchs unter dem Titel calcutta-eilenburg-chinatown, in dem sie die Erlebnisse ihres New-York-Aufenthaltes und ihrer Reisen festhielt.
Im Jahr 1916 entstand der Kurz-Dokumentarfilm Eilenburg an der Mulde von David Oliver. 1971 war Eilenburg neben weiteren Orten des Leipziger Umlandes Drehort für die DEFA-Produktion Du und ich und Klein-Paris von Werner W. Wallroth in der u. a. Evelyn Opoczynski, Jaecki Schwarz, Jürgen Frohriep, Winfried Glatzeder spielten. 2011 war die Uraufführung des mehrfach preisgekrönten Spielfilms Kriegerin von David Wnendt, einem Film über die deutsche Neonazi-Szene, der zum Teil in Eilenburg gedreht wurde. In den Hauptrollen spielten Alina Levshin und Jella Haase.
Zudem existiert in Eilenburg bereits seit einigen Jahrzehnten eine Amateurfilmgemeinschaft e. V., die von Mitarbeitern des ehemaligen Eilenburger Chemiewerkes gegründet wurde. Unter Leitung von Karlheinz Bernert wurden im Laufe der Zeit viele Filme, unter anderem von der Eintausendjahrfeier 1961 hergestellt. Nach 1989/90 produzierte der Verein im Auftrag der Stadtverwaltung unter anderem folgende Filme:
- Eilenburg – Muldestadt mit grünem Herzen. 2001, Stadtporträt
- Eilenburg – Altbekannte und neue Bilder von unserer Heimatstadt. 2000
- Eilenburg – Gestern und heute. 1999
- mittendrin – Chronik einer Katastrophe. 2002, Dokumentation der Flut 2002 in Eilenburg